# Ligne 1 du tramway d'Île-de-France
Vous lisez un « article de qualité » labellisé en 2011.
La ligne 1 du tramway d'Île-de-France, plus simplement nommée T1, est une ligne du tramway d'Île-de-France exploitée par la Régie autonome des transports parisiens (RATP) qui est mise en service en 1992 entre Bobigny et Saint-Denis, marquant le grand retour de ce mode de transport dans la région Île-de-France après trente-cinq ans d'absence.
Depuis un premier prolongement à l'est le 15 décembre 2003 suivi d'un second à l'ouest opéré le 15 novembre 2012, elle relie depuis le 12 octobre 2019 le carrefour des Quatre-Routes à Asnières-sur-Seine, d'une part, à la gare de Noisy-le-Sec située sur le territoire de la commune éponyme, d'autre part. Le parcours demande un peu plus d'une heure et dessert trente-sept arrêts sur dix-sept kilomètres. La ligne, qui rencontre un rapide succès, transportait, en 2015, jusqu'à 188 000 voyageurs par jour ouvré, ce qui en fait la seconde ligne de tramway la plus fréquentée d'Île-de-France.
Un second prolongement à l'ouest, à travers Colombes, permettant ainsi une correspondance avec la ligne de tramway T2 est prévu. À l'est, un second prolongement jusqu'au Val de Fontenay est resté bloqué pendant plus de dix ans en raison de l'opposition de la municipalité centriste de Noisy-le-Sec. Fin 2018, un accord relance le projet de prolongement mais prévoit également un phasage des travaux avec, dans un premier temps, un prolongement jusqu'à Rue de Rosny à Montreuil seulement, prévu pour mi 2028 .

Plan schématique de la ligne T1.

## Histoire

### Chronologie

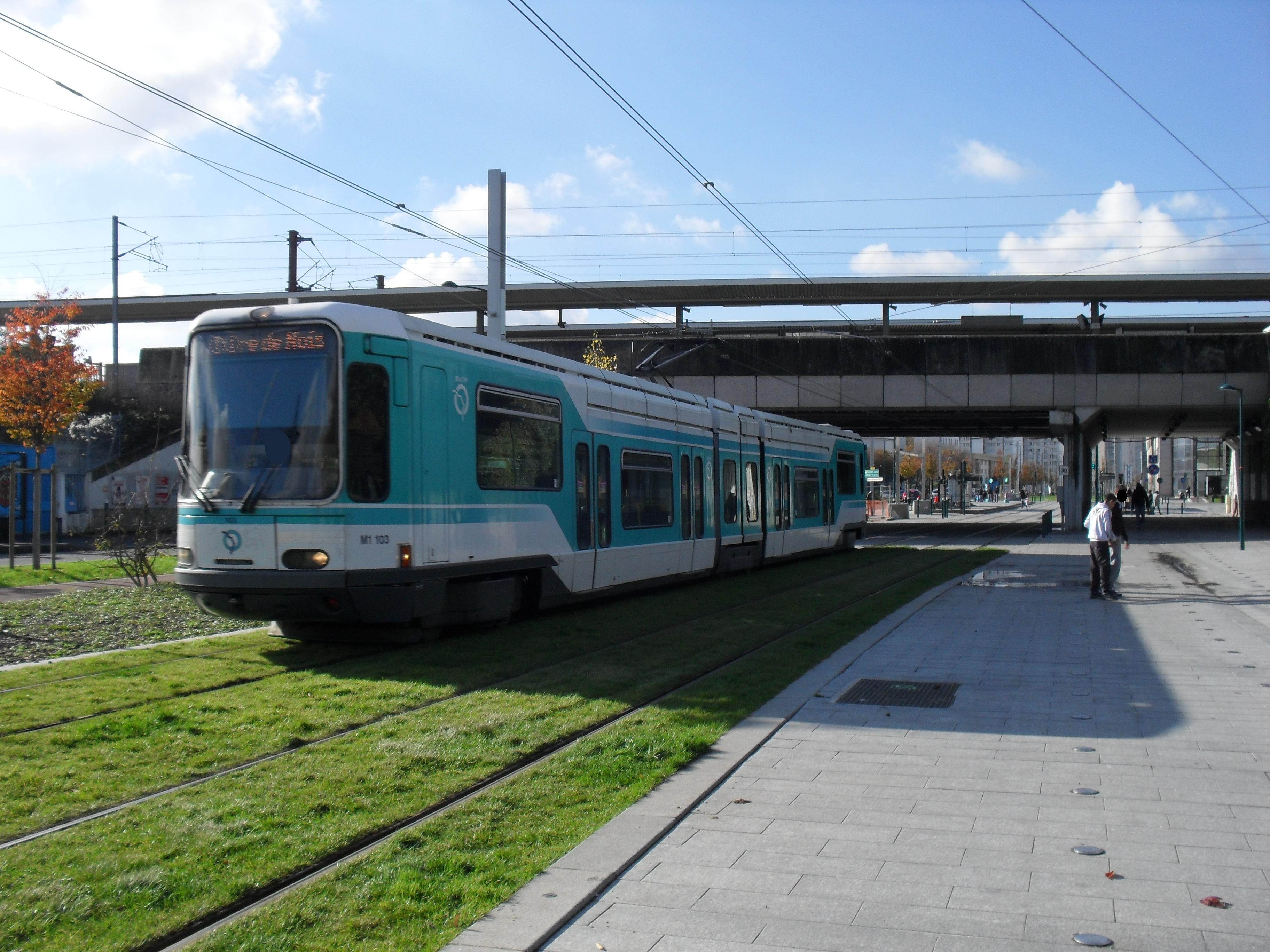
La rame TFS no 103 entre les stations Gare de Gennevilliers et Parc des Chanteraines, durant la « marche à blanc » sur le prolongement aux Courtilles, en novembre 2012.

- 6 juillet 1992 : mise en service entre Bobigny - Pablo Picasso  et La Courneuve - 8 mai 1945
- 21 décembre 1992 : prolongement à l'ouest de La Courneuve - 8 mai 1945 à Gare de Saint-Denis
- 15 décembre 2003 : prolongement à l'est de Bobigny - Pablo Picasso à Gare de Noisy-le-Sec
- 15 novembre 2012 : prolongement à l'ouest de Gare de Saint-Denis à Les Courtilles
- 12 octobre 2019 : prolongement à l'ouest de Les Courtilles à Asnières-Quatre Routes
- 10 décembre 2024 : première circulation commerciale du nouveau matériel roulant TW20[2].

### Renaissance du tramway
La ligne 1 du tramway d'Île-de-France, qui marque le retour de ce mode de transport disparu de la région en 1957, est le résultat d'un long combat mené notamment par le conseil général de la Seine-Saint-Denis et les villes concernées. Le schéma directeur d'aménagement et d'urbanisme de la région parisienne évoque en juillet 1976 la création de lignes de rocade au nord et au sud de l'agglomération pour faciliter les liaisons de banlieue à banlieue en croissance constante. Un schéma directeur des sites propres est dessiné par la RATP à la demande de la direction régionale de l'Équipement d'Île-de-France, notamment le long de la route nationale 186 (N 186) dont le trafic routier doit être à terme fortement délesté par la mise en service progressive de l'autoroute A86.
En 1977, l'institut d'aménagement et d'urbanisme de la région d'Île-de-France (IAURIF) reçoit pour mission de la direction régionale de l'Équipement d'étudier la création de deux lignes de rocade structurantes en banlieue, dont une relierait le quartier d'affaires de La Défense, à l'ouest, à la préfecture de la Seine-Saint-Denis, Bobigny, à l'est. L'institut propose le tramway, dont la capacité est supérieure au bus, et dispose de plusieurs autres avantages, dont un faible bruit, l'absence de pollution directe, l'adaptabilité à l'évolution du trafic et sa bonne accessibilité pour les handicapés grâce à son plancher bas. Le tramway semble parfaitement convenir pour des liaisons de banlieue à banlieue, dont le trafic ne justifie pas la création d'une ligne de métro tout en étant trop élevé pour une simple ligne de bus.

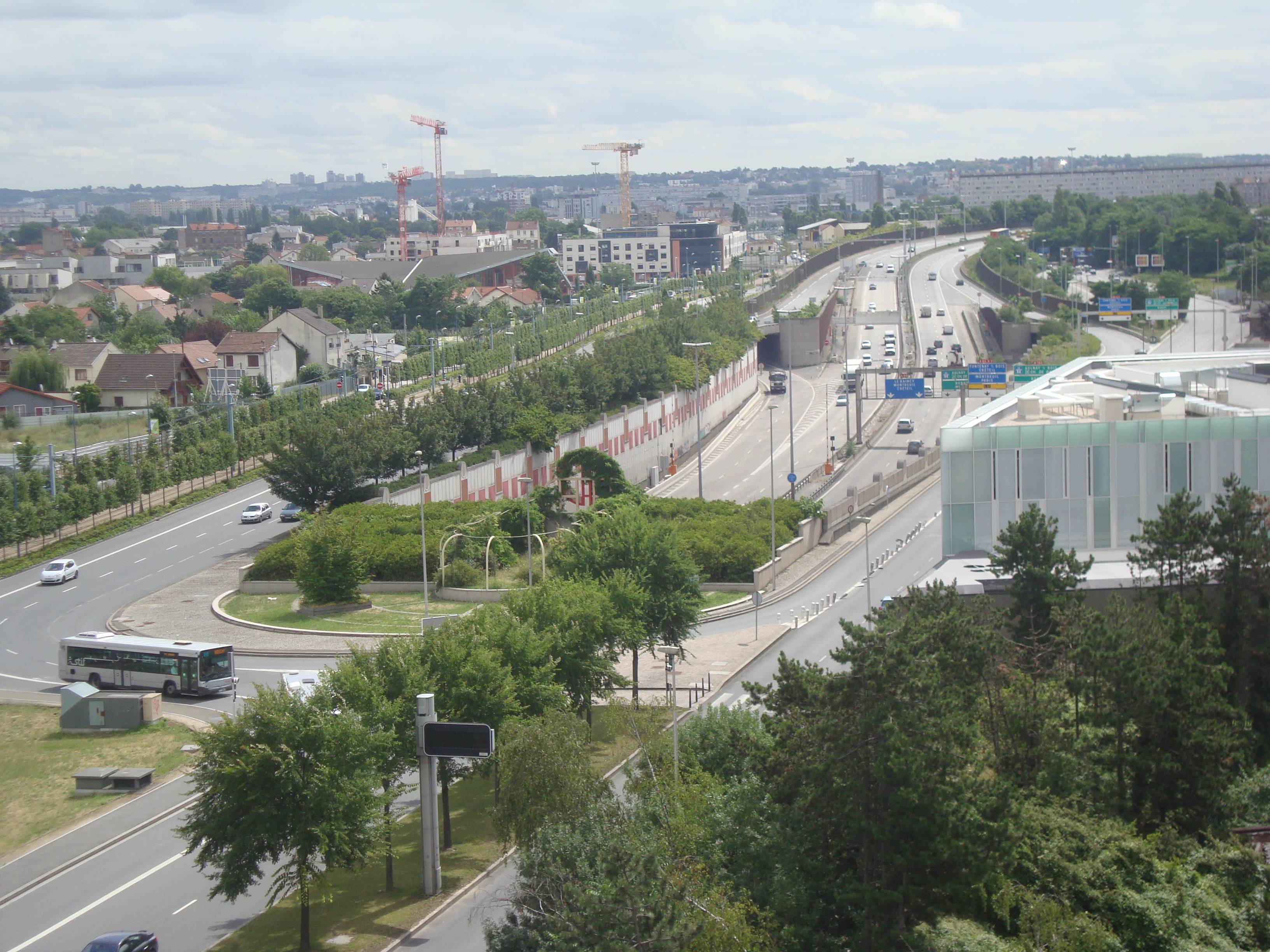
Débouché de l'autoroute A86 à Bobigny, en juillet 2010.

En 1980, l'IAURIF étudie plus particulièrement la liaison Saint-Denis - Bobigny, première étape de la rocade, en partenariat avec la RATP, qui reste pour sa part assez réservée quant au mode de transport, le seuil de trafic attendu semblant incertain pour assurer la rentabilité d'un tramway. Le conseil général de la Seine-Saint-Denis s'engage alors fortement en faveur du projet, d'autant que le changement politique national intervenu en mai 1981 portant la gauche au pouvoir favorise son aboutissement.
En 1982, la RATP met en œuvre, avec la direction départementale de l'Équipement de Seine-Saint-Denis (DDE 93), une première étude de faisabilité d'un projet de tramway, qui traverse des communes peuplées de proche banlieue, mais touchées par la désindustrialisation et le recul démographique. La ligne est en correspondance avec trois lignes de métro et une gare ferroviaire, ce qui accroît son attractivité en cumulant la desserte de rocade avec le rabattement sur les lignes radiales. La première version du schéma de principe est présentée en mars-avril 1983. L'IAURIF précise son attachement aux « solutions de niveau intermédiaire entre les systèmes ferrés lourds et l'autobus victime des encombrements de la circulation ». Toutefois l'institut laisse ouvert le choix du mode de transport, précisant juste son choix de la traction électrique, soit un choix entre le tramway et le trolleybus.
Un comparatif est donc proposé, entre trois solutions : tramway, autobus articulé et trolleybus articulé. L'étude démontre que l'installation d'un tramway est d'un coût initial plus élevé, mais que son coût d'exploitation par voyageur est plus faible dès la première année et draine un trafic supérieur. Le bilan est positif pour ce mode en moins de douze années d'exploitation. Le schéma de principe met en lumière l'attractivité du tramway moderne aux yeux du public. Son effet sur l'aménagement urbain est également démontré, avec la réhabilitation des secteurs traversés et une utilisation plus rationnelle de la voirie. Le 28 octobre 1983, le schéma de principe est approuvé par le conseil d'administration de la RATP ; il est cosigné par la régie et la DDE 93 en avril 1984. Le syndicat des transports parisiens entérine également le schéma. Le projet est alors inscrit au contrat de plan État-région.

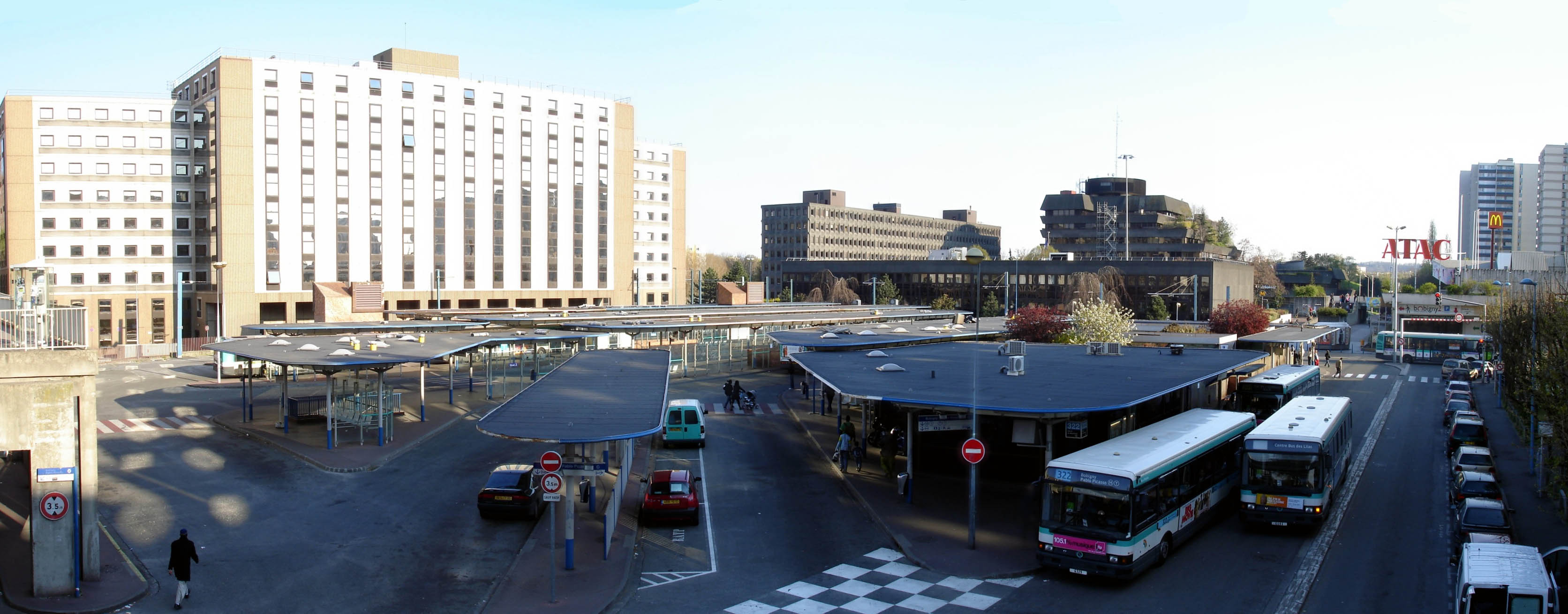
Le pôle multimodal de Bobigny - Pablo Picasso, en avril 2007.

Le trafic attendu est de 55 000 voyageurs pour un jour ouvrable moyen, soit un trafic annuel de 15 millions de voyageurs, avec un intervalle minimal de quatre minutes aux heures de pointe, et une vitesse commerciale prévue de 19 km/h. Le coût de construction de l'infrastructure est évalué au 1er janvier 1983 à 470 millions de francs hors taxe, soit 71,65 millions d'euros, et celui du matériel roulant, de 135 millions de francs HT, soit 20,58 millions d'euros HT. La nouvelle ligne est en correspondance avec la ligne 5 du métro à la station Bobigny - Pablo Picasso, avec la ligne 7, prolongée le 6 mai 1987, à la station La Courneuve - 8 Mai 1945, avec la ligne 13 à la station Basilique de Saint-Denis (à distance) et avec la ligne D du RER à la gare de Saint-Denis. Elle est longue de 9,1 kilomètres et comporte vingt-deux stations. Le matériel pris comme référence est le tramway français standard de Nantes, qui connaît un succès certain.
Le financement est acté dans le contrat de plan État-région en 1984. Le projet, alors réévalué à 520 millions de francs, soit 79,3 millions d'euros, est pris en charge par l'État à 50 %, par la région à 42,8 %, et par le département à 7,2 %, ce dernier assurant pour l'essentiel le surcoût lié au mode tramway. L'enquête publique s'effectue en juin et juillet 1984, avec avis favorable du commissaire enquêteur rendu en août. La RATP devient le maître d'ouvrage délégué, et le projet est déclaré d'utilité publique le 19 décembre 1984. La mise en service est alors prévue pour 1988. Enfin, l'avant-projet est adopté par le STP en octobre 1985, avec quelques modifications, pour un coût atteignant 535 millions de francs HT, soit 81,56 millions d'euros. Parmi ses modifications, l'une vise la desserte de la commune de L'Île-Saint-Denis : en effet, le tracé initial devait traverser la commune mais l'opposition à cette époque du Conseil général des Hauts-de-Seine fit limiter le projet à la gare de Saint-Denis.

### Alternance politique et remise en cause du projet

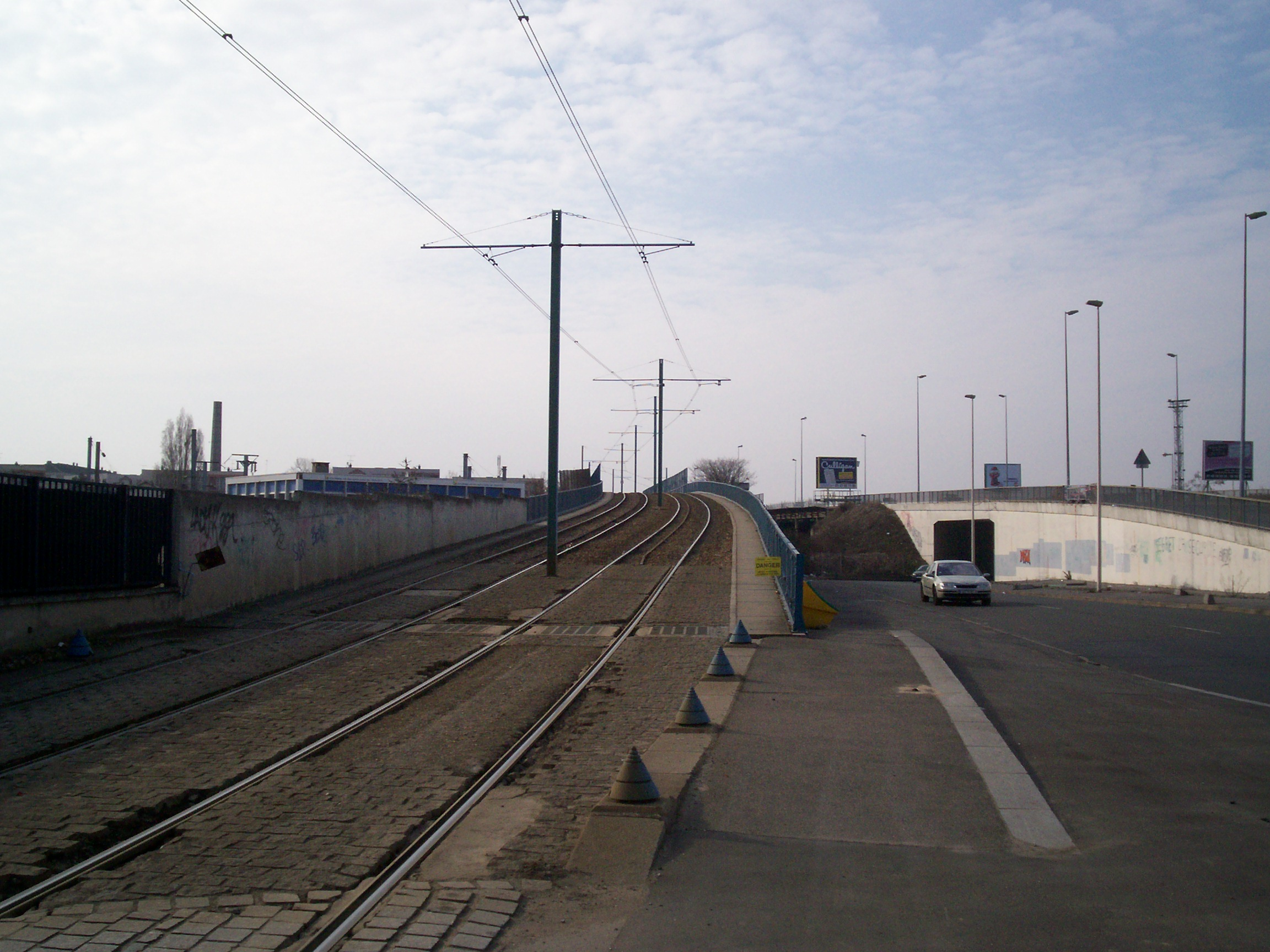
L'ouvrage de franchissement de la ligne de Grande Ceinture à Bobigny, en mars 2006.

Les élections législatives de mars 1986 portent la droite au pouvoir et placent en conjonction politique l'État et la région. Le programme à tendance libérale du nouveau gouvernement met en danger le projet, par le choix général de réduire les investissements publics. Le tramway provoque par ailleurs toujours le débat quant à son efficacité réelle. La RATP relance par conséquent des études à la demande du gouvernement et rend son rapport au ministre des Transports, Jacques Douffiagues, en juin 1987. Il conclut que le remplacement du tramway par une ligne de bus en site propre est possible. Mais cette technique présente ici trois inconvénients : une dégradation des performances en termes de vitesse et de régularité, une reprise globale de la procédure, ce qui retarderait fortement le projet, enfin l'accord des collectivités locales, une modification du mode tramway pouvant entraîner la remise en cause du projet et de son financement.
Sur le plan financier, le remplacement du tramway par une ligne de bus en site propre réduirait les coûts d'infrastructure de 36 à 45 %. L'achat de matériel roulant de type bus serait de même nettement moins élevé, passant de 238 à 45 millions de francs, respectivement pour le tramway et le bus. Mais le bilan de la solution tramway est cependant positif, avec des résultats d'exploitation supérieurs. Le tramway a une plus grande attractivité, et le matériel roulant possède une durée de vie nettement supérieure. La RATP maintient donc sa préférence au mode tramway.
Une nouvelle alternance politique nationale a lieu en 1988. Le 21 juillet, le conseil de direction du fonds de développement économique et social (FDES) décide de débloquer 110 millions de francs, soit 16,77 millions d'euros, pour le financement du projet, dont la mise en service est maintenant prévue pour fin 1992, soit plus de huit années de retard sur la prévision initiale de 1984. La RATP est désignée maître d'ouvrage de l'opération, et assistée par plusieurs autres : DDE 93, services techniques des communes de Bobigny et Saint-Denis, et la SNCF pour l'ouvrage de franchissement de la ligne de Grande Ceinture à Bobigny. Un programme d'aménagements paysagers avec traitement des façades est parallèlement mis en œuvre par le Conseil général, avec plantation d'arbres et mobilier urbain spécifique, dessiné par le cabinet Chemetov-Huidobro. Les travaux de déviation des ouvrages des concessionnaires sont entrepris à partir d'avril 1989, puis ceux d'infrastructure à partir de mai 1990.

### Naissance du T1

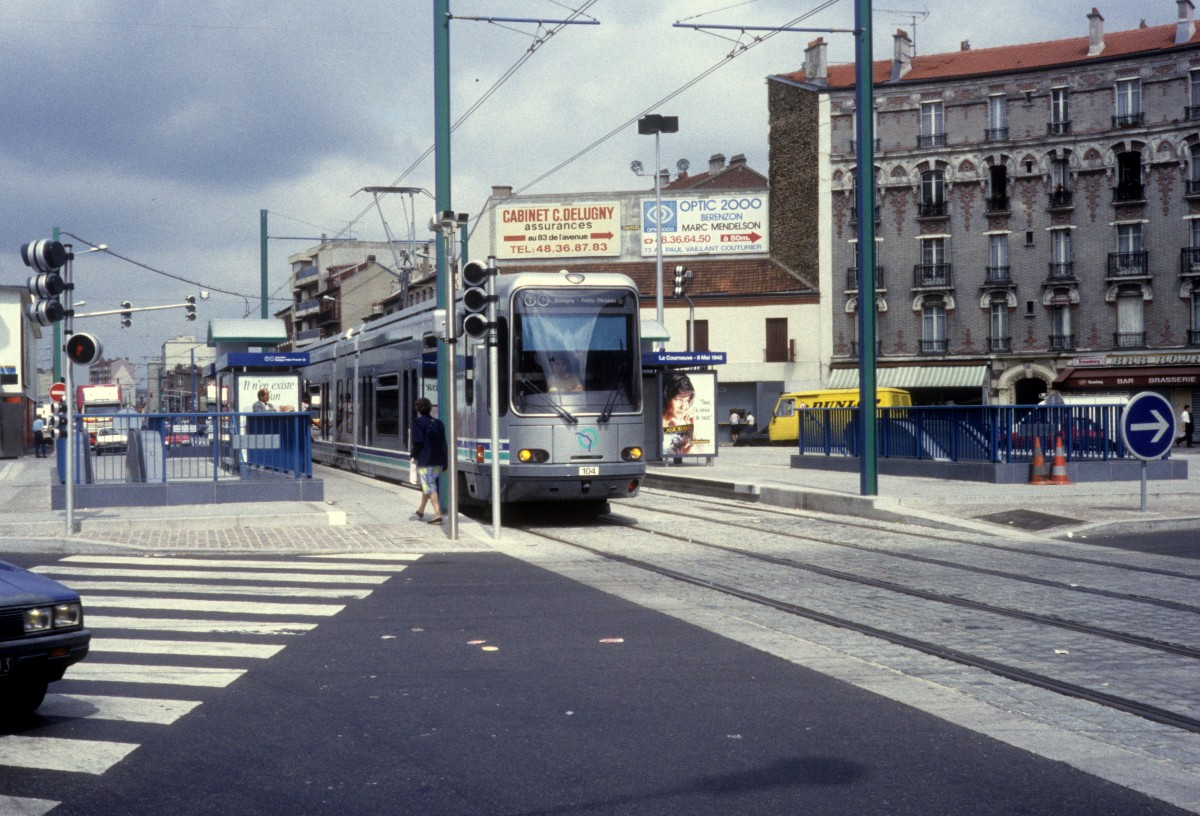
La rame TFS no 104 à la station La Courneuve - 8 Mai 1945, en juillet 1992.

La ligne est mise en service en deux étapes au cours de l'année 1992. L'avancement satisfaisant des travaux permet l'ouverture d'un premier tronçon de 3 600 mètres le 6 juillet 1992 entre Bobigny - Pablo Picasso et La Courneuve - 8 Mai 1945.

La ligne T1 en juillet 1992
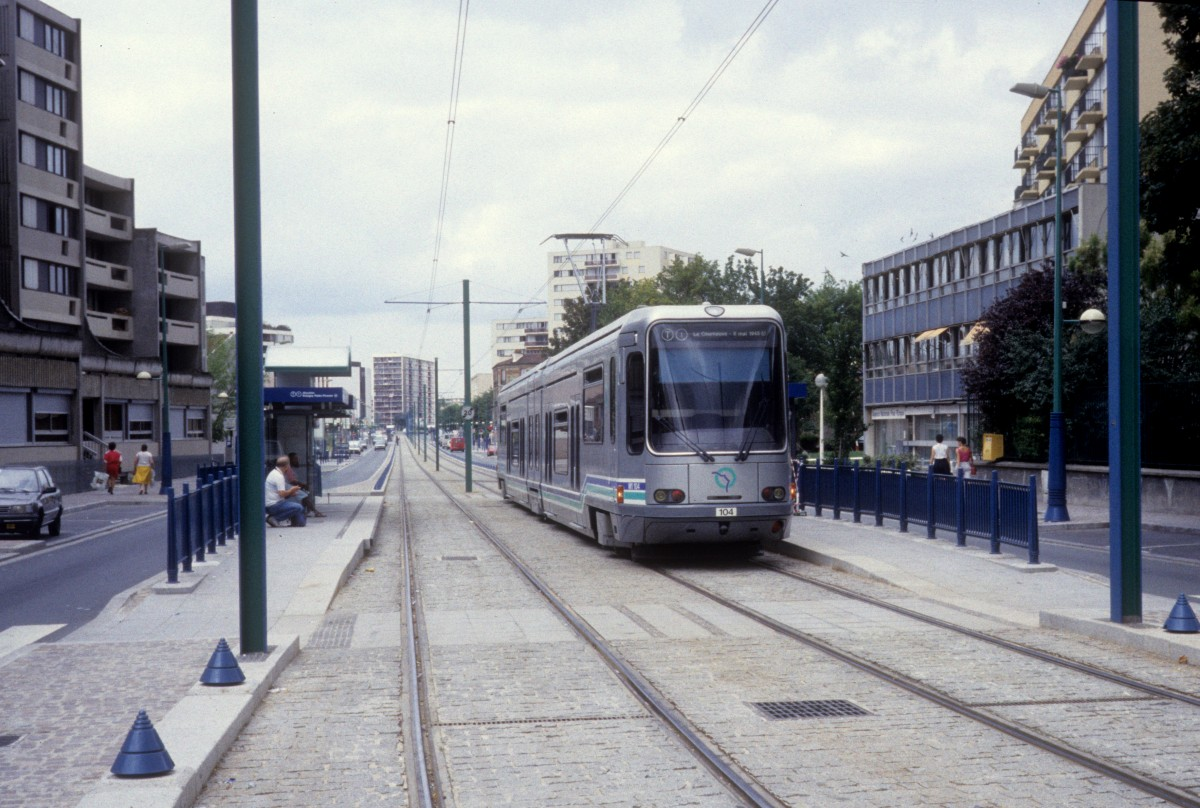
La rame TFS no 104 à la station Libération.
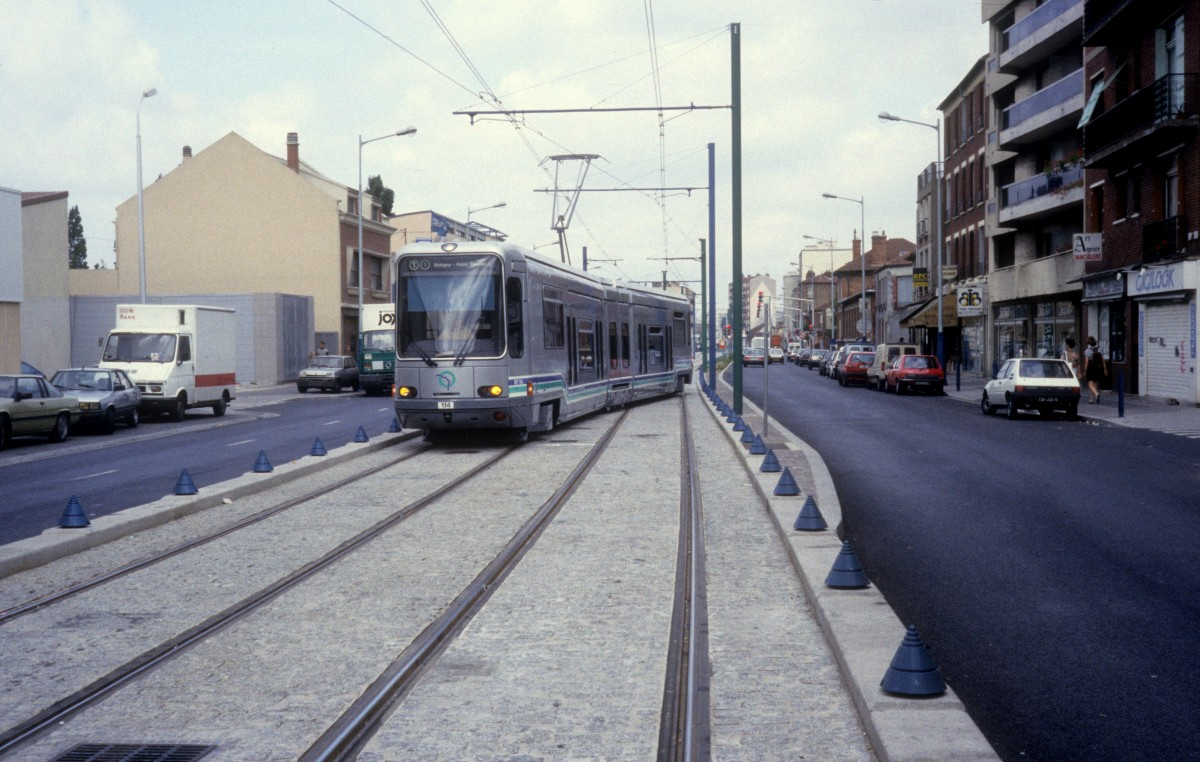
La rame TFS no 104, dans l'arrière-station de La Courneuve - 8 mai 1945, terminus temporaire de la ligne.
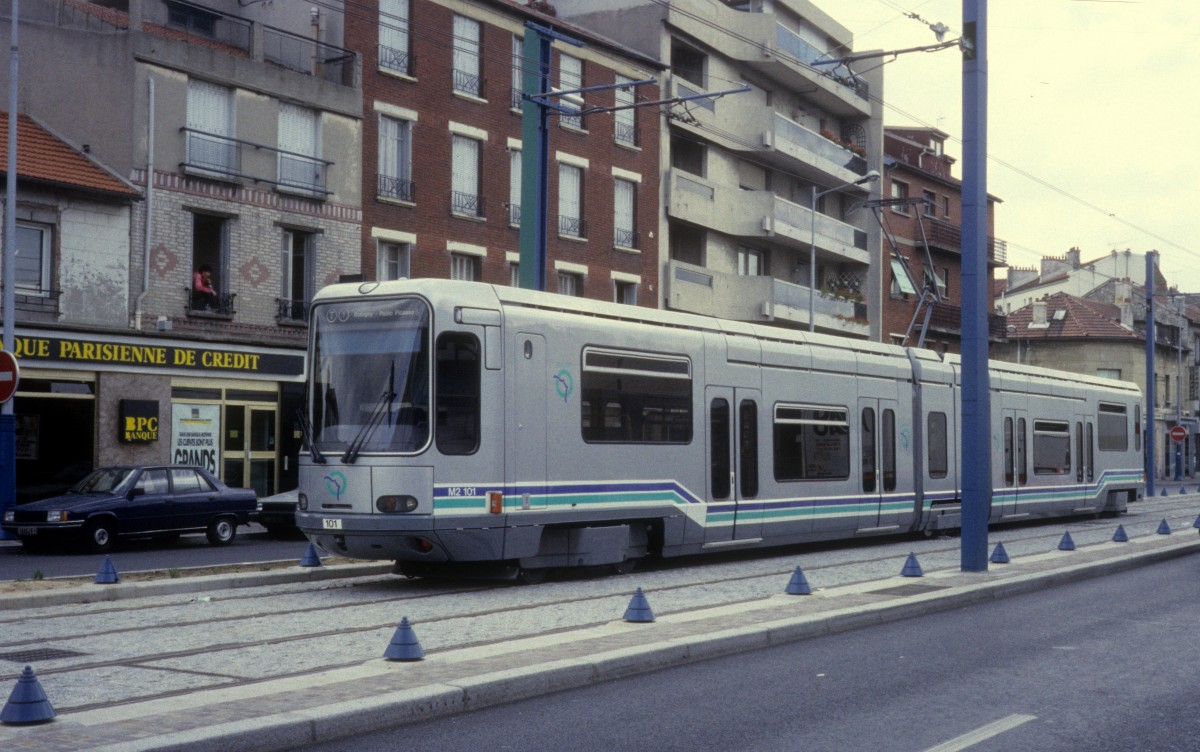
Vue d'une rame TFS dans sa livrée originelle.

Le second tronçon de 5 400 mètres est mis en service le 21 décembre 1992 entre La Courneuve - 8 mai 1945 et Gare de Saint-Denis. Mais un dépassement des coûts de 94 millions de francs demande un financement complémentaire.
Les résultats d'exploitation sont alors étroitement surveillés, pour confirmer - ou non - la pertinence du choix du mode tramway. Une première enquête, dès octobre 1992, décompte 19 000 voyageurs quotidiens. En mars 1993, soit trois mois après son ouverture complète, le trafic atteint déjà 52 500 voyageurs par jour, soit un chiffre proche des prévisions initiales de 55 000 voyageurs. Depuis, la fréquentation a continué sa croissance : 80 000 voyageurs quotidiens en novembre 2000, puis 98 900 six mois après l'inauguration du tronçon Bobigny – Noisy-le-Sec, et enfin, 115 000 voyageurs en mars 2007. À cette date, les deux stations les plus fréquentées sont La Courneuve - 8 mai 1945 et Bobigny - Pablo Picasso. La charge est homogène dans les deux sens par l'équilibre des échanges en station et le trafic est régulier toute la journée. L'intervalle est de 5 minutes et 30 secondes et la vitesse commerciale de 17 km/h, contre 11 km/h pour le bus. La nouvelle ligne constitue donc bien un saut qualitatif et un outil efficace d'aménagement urbain.

### Rénovation et modernisation de la ligne

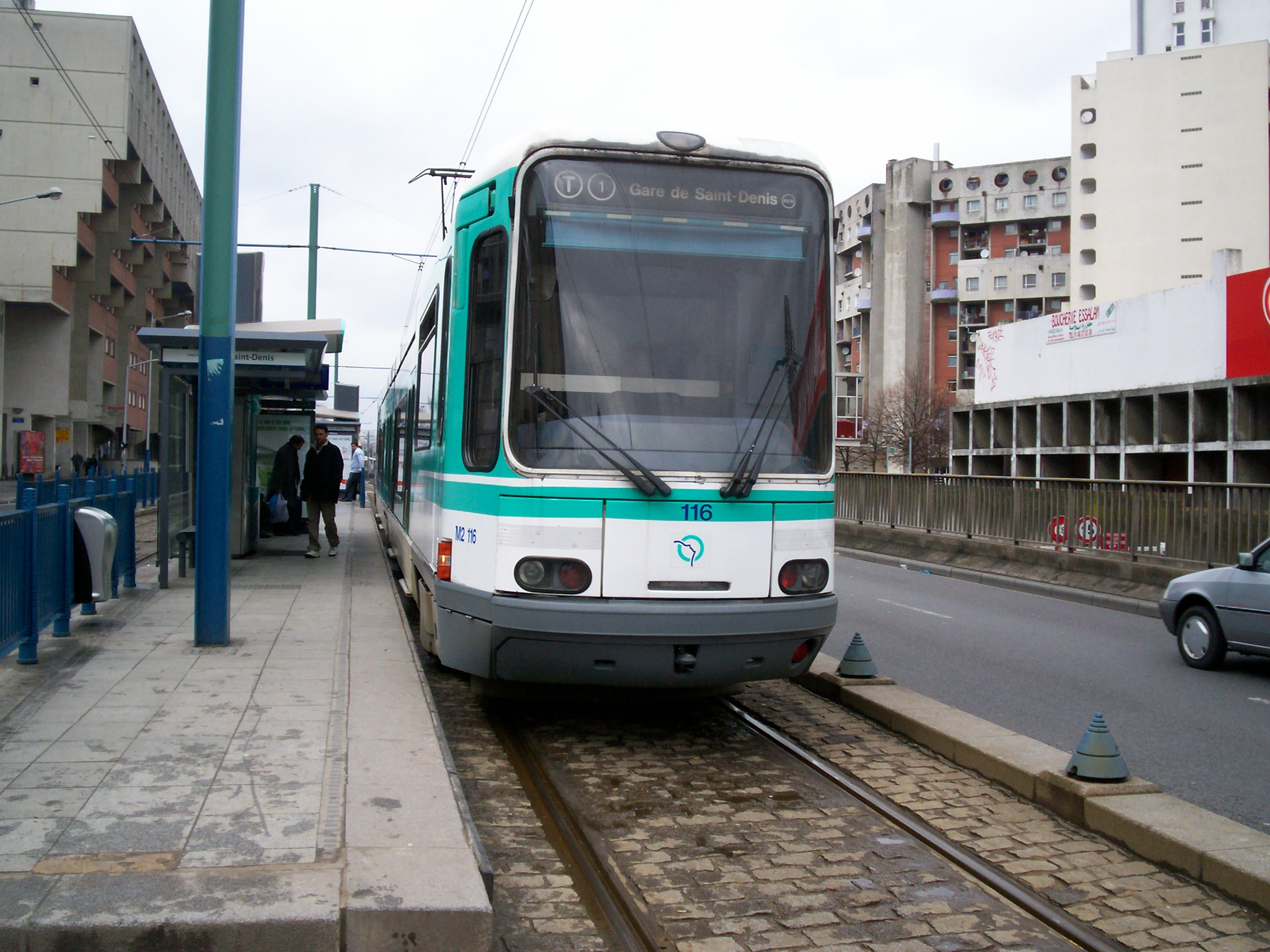
La rame TFS no 116 sur l'ancien quai central de la station Hôtel de Ville de La Courneuve, en mars 2006.

Du 25 juin au 3 septembre 2001, la ligne T1 a été interrompue sur la totalité de son parcours, afin de permettre la réalisation d'importants travaux de rénovation.
La plate-forme a été reprise à la suite d’affaissements survenus en plusieurs endroits. Le système de priorité aux feux doit être installé au niveau des carrefours, avec comme objectif, à terme, une diminution du temps de parcours de 10 % permise par une augmentation espérée de la vitesse commerciale moyenne de 2 km/h (passage de 17 à 19 km/h). Le plan de voies de l'arrière-gare du terminus Bobigny - Pablo Picasso a été remanié, en prévision du prolongement de la ligne à Noisy-le-Sec, avec en particulier l'installation d'une jonction en triangle permettant aux rames d'entrer et de sortir du dépôt de Bobigny de n'importe quelle direction (Saint-Denis ou Noisy),. De plus, les aiguillages ont été remplacés et un tiroir de stationnement a été ajouté, le long de la rue Erik-Satie, afin de permettre notamment la circulation de « services partiels » et d'améliorer la régularité en cas d'incident.
Ces travaux menés en 2024 et 2025 ont également permis de remanier la station Hôtel de Ville de La Courneuve. Située sur le terre-plein central de la route nationale 186, elle avait dû être construite avec un unique quai central desservant les deux voies, à cause de la faible largeur de la rue à cet endroit-là. Cette configuration a fini par la rendre dangereuse au fur et à mesure de l'augmentation du trafic. Les voies de circulation adjacentes sont deux deux à une seule voie afin de pouvoir créer deux demi-stations latérales, comme sur le reste de la ligne décalées.

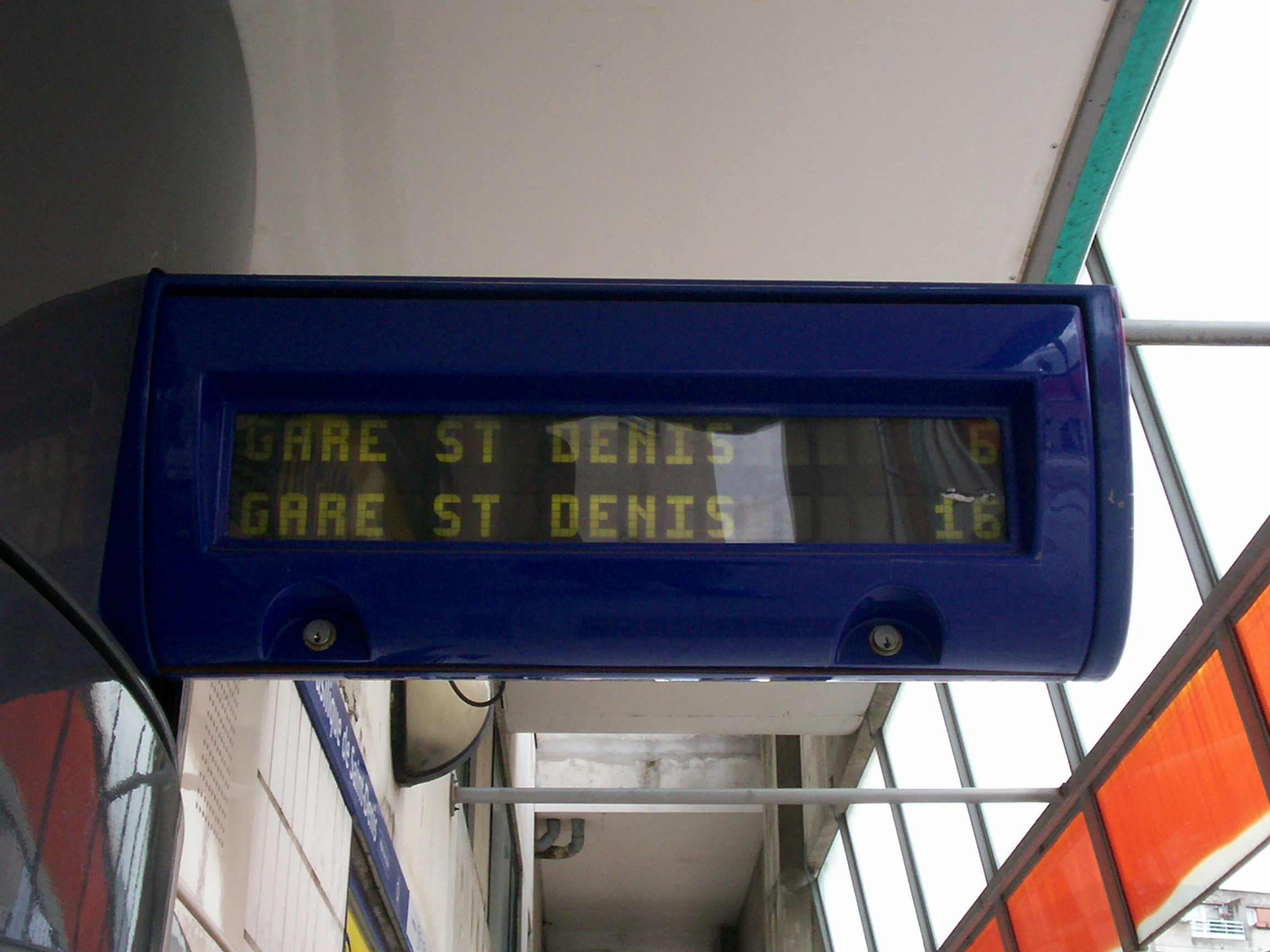
Le système SIEL à la station Basilique de Saint-Denis, en mars 2006.

Aux arrêts, le système d’annonce des temps d’attente « Alexis », de première génération, a été remplacé par le système SIEL, plus performant et plus lisible. Les distributeurs de billets de première génération également, ont être remplacés par de plus modernes, capables de délivrer tous les titres de transport et plus seulement les tickets à l’unité ou en carnet. Les abris des dix stations les plus fréquentées : Gare de Saint-Denis, Théâtre Gérard Philipe, Basilique de Saint-Denis, La Courneuve - Six Routes, Hôtel de Ville de La Courneuve, La Courneuve - 8 mai 1945 et Bobigny Pablo Picasso ont été intégralement rénovés.
Pendant cette période, pour permettre la continuité de service, les tramways ont été remplacés par des bus articulés. Ils circulaient jusqu'à une fréquence de quatre minutes en période de pointe, contre six minutes pour le tramway, de manière à offrir une capacité d'emport globalement inchangée. Dans la mesure du possible, les arrêts des bus de substitution étaient positionnés à proximité immédiate des stations de tramway, sauf dans Saint-Denis à cause des sens uniques et de l'étroitesse de certaines rues empruntées par le tramway. La substitution par autobus entraînait un allongement du temps de parcours, de l'ordre d'une dizaine de minutes.

### Un premier prolongement: de Bobigny à Noisy-le-Sec

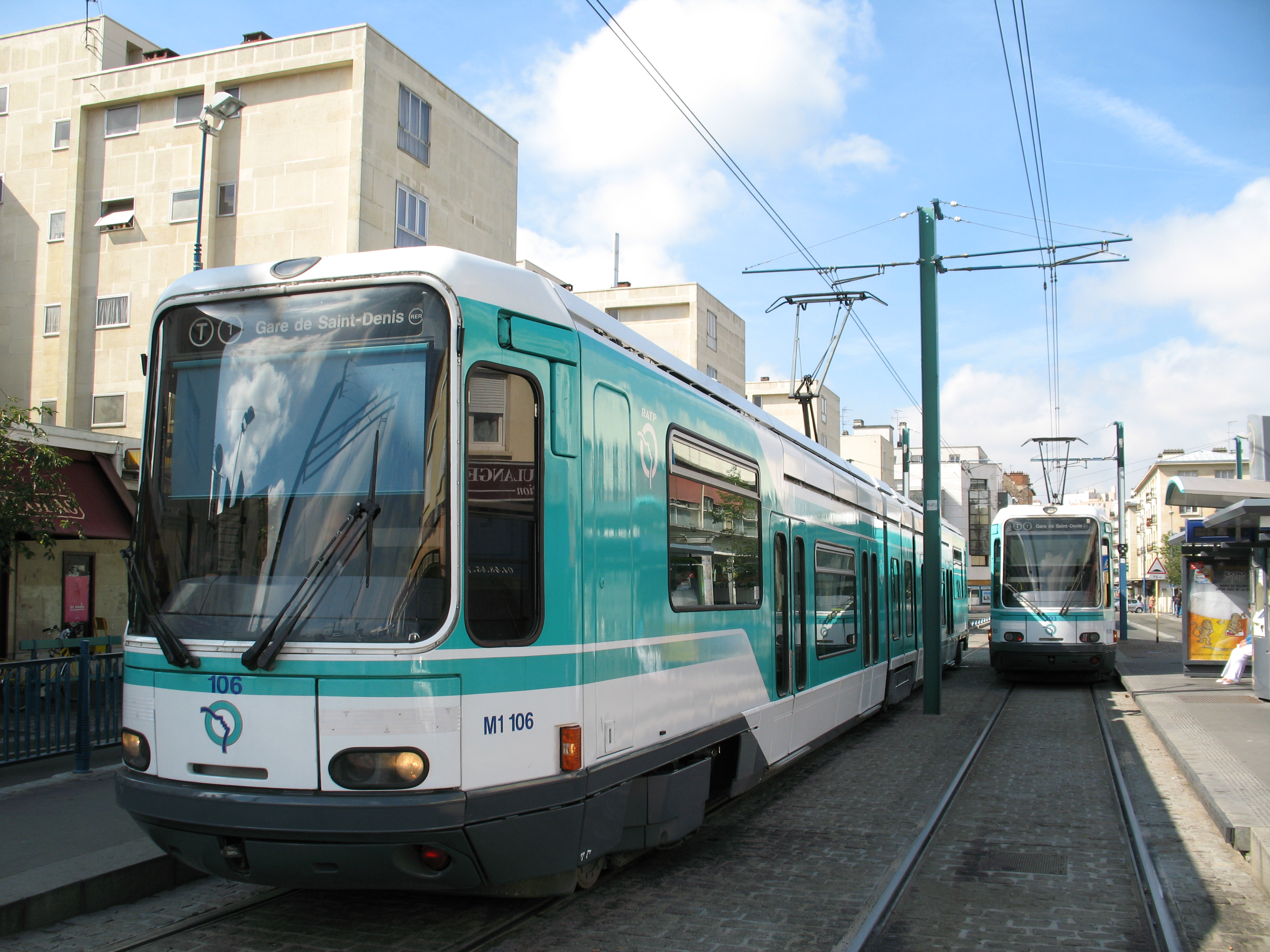
Les rames TFS nos 106 et 203 à la station Gare de Noisy-le-Sec, en juillet 2007.

La première étape du prolongement à l'est de la ligne vers Montreuil est inscrite au contrat de plan État-région 1994-1998. Ce premier tronçon qui relie Bobigny à la gare de Noisy-le-Sec, d'un coût de 28,5 millions d'euros, permet un rabattement sur le RER E, ouvert en 1999, et une meilleure desserte d'équipements publics à Bobigny et Noisy-le-Sec. Le schéma de principe est approuvé en avril 1997 et la déclaration d'utilité publique est prononcée en avril 1999.
Le 15 décembre 2003, la ligne est prolongée de 2,9 kilomètres pour aboutir la gare de Noisy-le-Sec, après avoir desservi cinq nouvelles stations : Jean Rostand, Auguste Delaune, Pont de Bondy, Petit Noisy et Gare de Noisy-le-Sec. Le tracé du prolongement utilise presque intégralement la voirie urbaine en site propre, à l'exception d’un pont créé ex nihilo sur le canal de l'Ourcq. Initialement, la station Jean Rostand ne devait ouvrir que lors du prolongement de la ligne au sud de la gare de Noisy-le-Sec, mais l'importance du trafic espéré et le retard accumulé par les travaux ont favorisé son ouverture en même temps que le reste du prolongement.
La station Pont de Bondy a été réalisée au sommet de rampes fort prononcées réalisées pour permettre le franchissement du canal de l'Ourcq. La station Petit Noisy possède des quais décalés, compte tenu de la faible largeur de la voirie. Enfin, le terminus Gare de Noisy-le-Sec a été réalisé dans une configuration provisoire avec un plan de voies minimaliste, afin de préparer le prolongement en direction du sud déjà envisagé.
La ligne T1 dessert depuis cette date vingt-six stations et transporte en moyenne 100 000 voyageurs chaque jour ouvrable en 2003, fréquentation qui atteint en semaine 115 000 voyageurs par jour en 2008.

### Renouvellement des voies

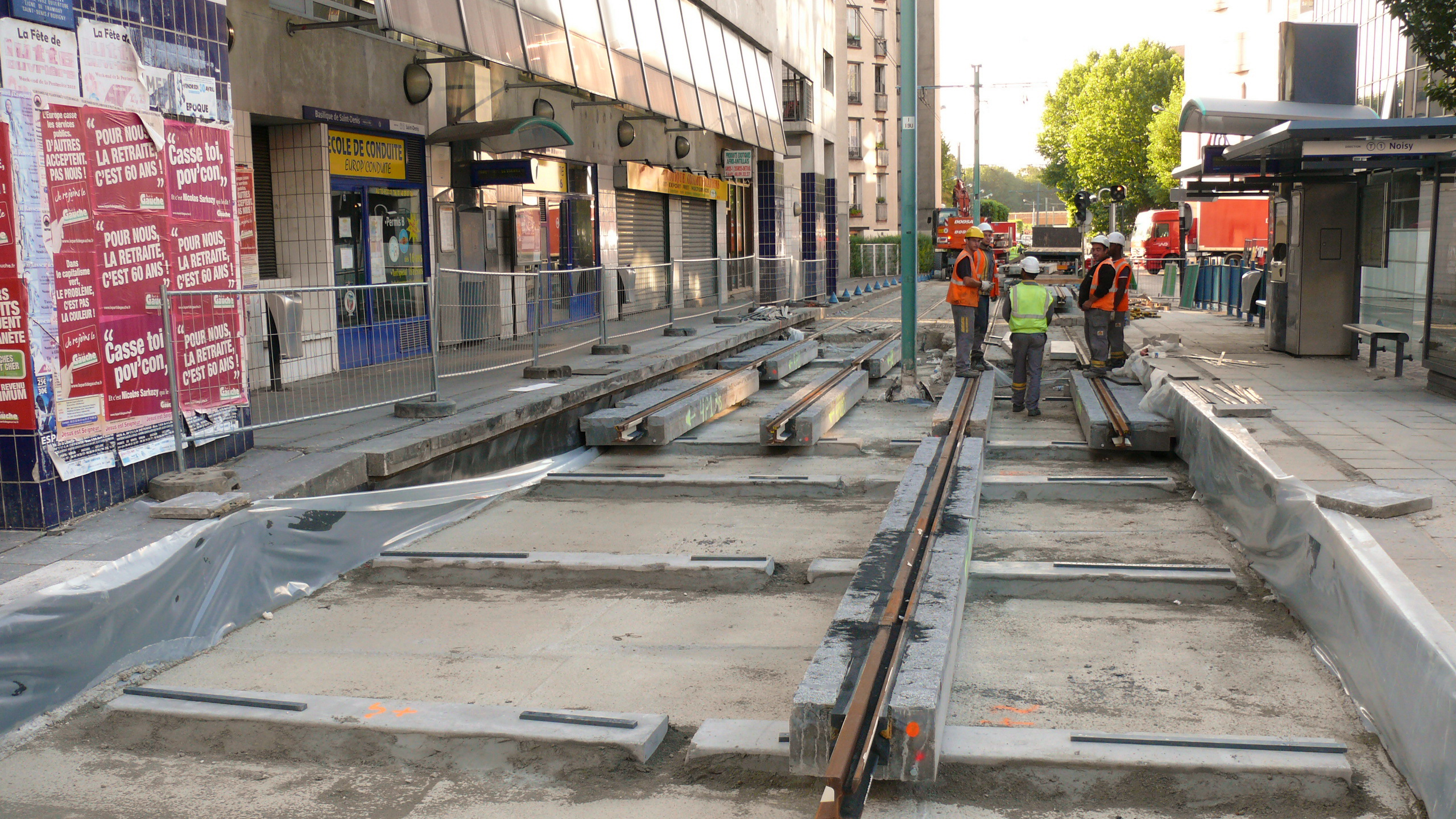
Les voies en cours de renouvellement, avec pose antivibratile renforcée, à la station de Basilique de Saint-Denis, en août 2010.

Victimes d'une usure prématurée due notamment à une fréquentation (115 000 voyageurs par jour) qui a largement dépassé les anticipations, les voies les plus anciennes ont été changées en allant d'est en ouest au cours de chantiers organisés l'été des années 2006 à 2010, les tramways étant, durant ces périodes, remplacés par des bus articulés,,. Le chantier de l'été 2010 a permis le remplacement de 3 600 m de rails, prévus pour durer trente ans.
En raison de la proximité immédiate des habitations de la ZAC du centre-ville de Saint-Denis, une pose antivibratile renforcée a été choisie. Chaque coupon de rail posé est enserré dans une longrine de béton, dont il est isolé par une enveloppe caoutchouteuse. Chaque longrine longitudinale est posée sur des longrines perpendiculaires à la voie, dont elle est isolée par une autre bande caoutchouteuse. Les coupons de 8 m sont ensuite soudés entre eux puis le revêtement de la voie est placé entre les rails.
Dans les zones moins sensibles aux vibrations, on insère plus simplement sur le lit de béton des plaques, préfabriquées en usine, entre les deux files de rails d'une des voies, afin d'achever la plate-forme et son aspect pavé traditionnel. Cette pose est très différente de celle initiale de la ligne, où des pavés de granit avaient été posés de manière traditionnelle lors de l'achèvement de la plate-forme, mais n'avaient pas résisté à l'orniérage de la voie.

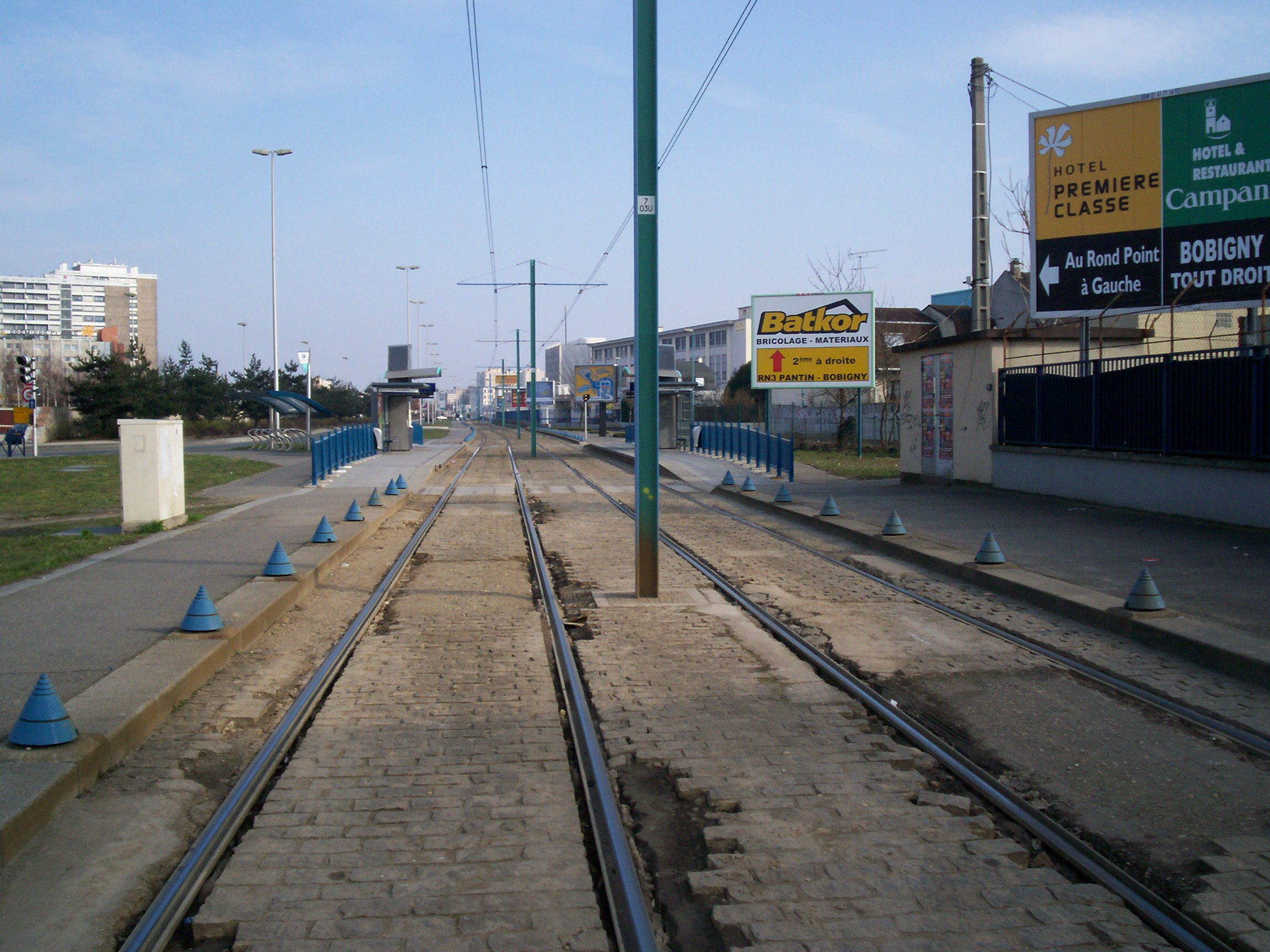
La station Gaston Roulaud en 2006. On distingue clairement la dégradation de la plate-forme, qui amènera au renouvellement de la voie pendant les étés 2006-2010.
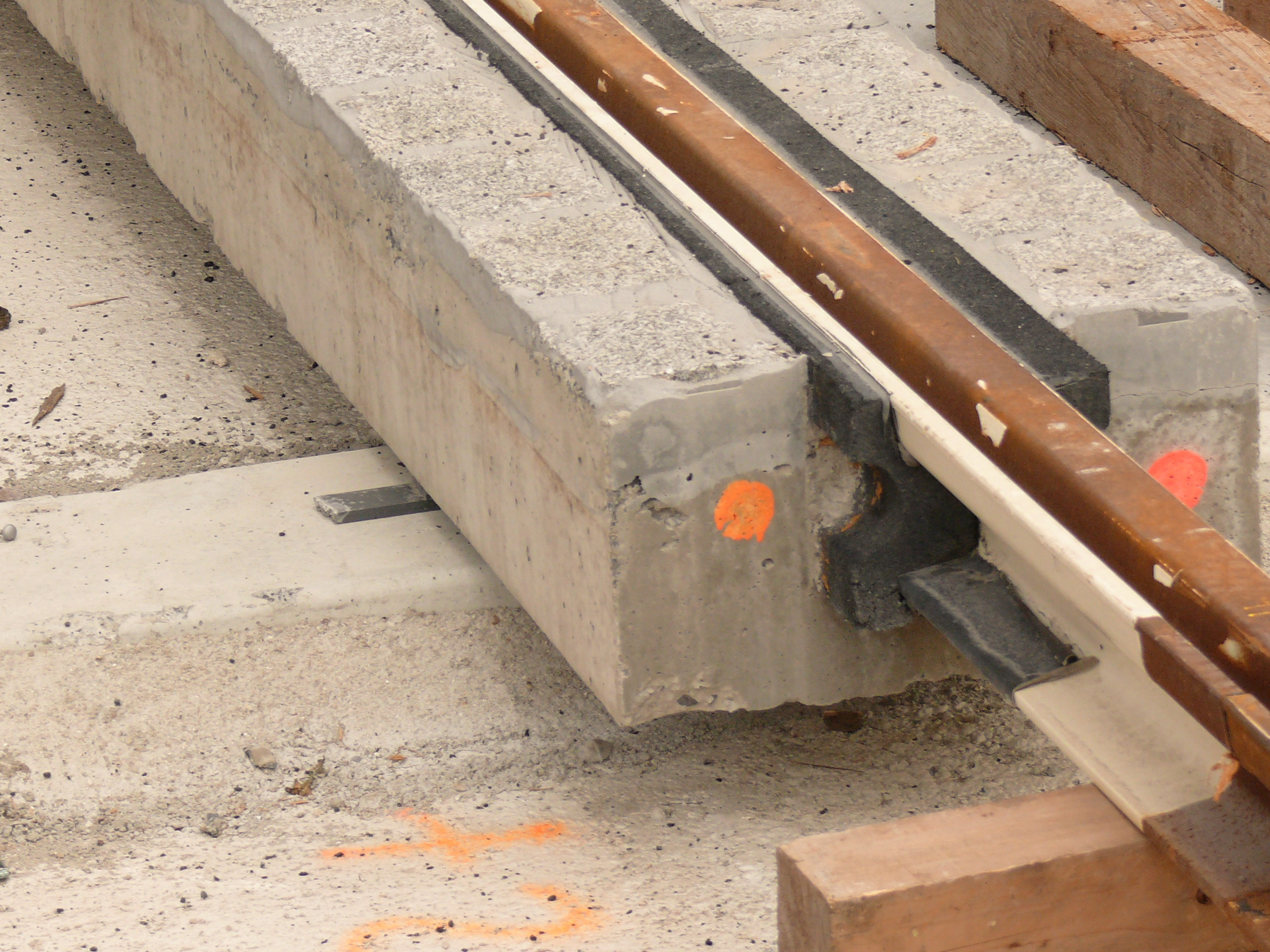
Pose antivibratile renforcée à Saint-Denis
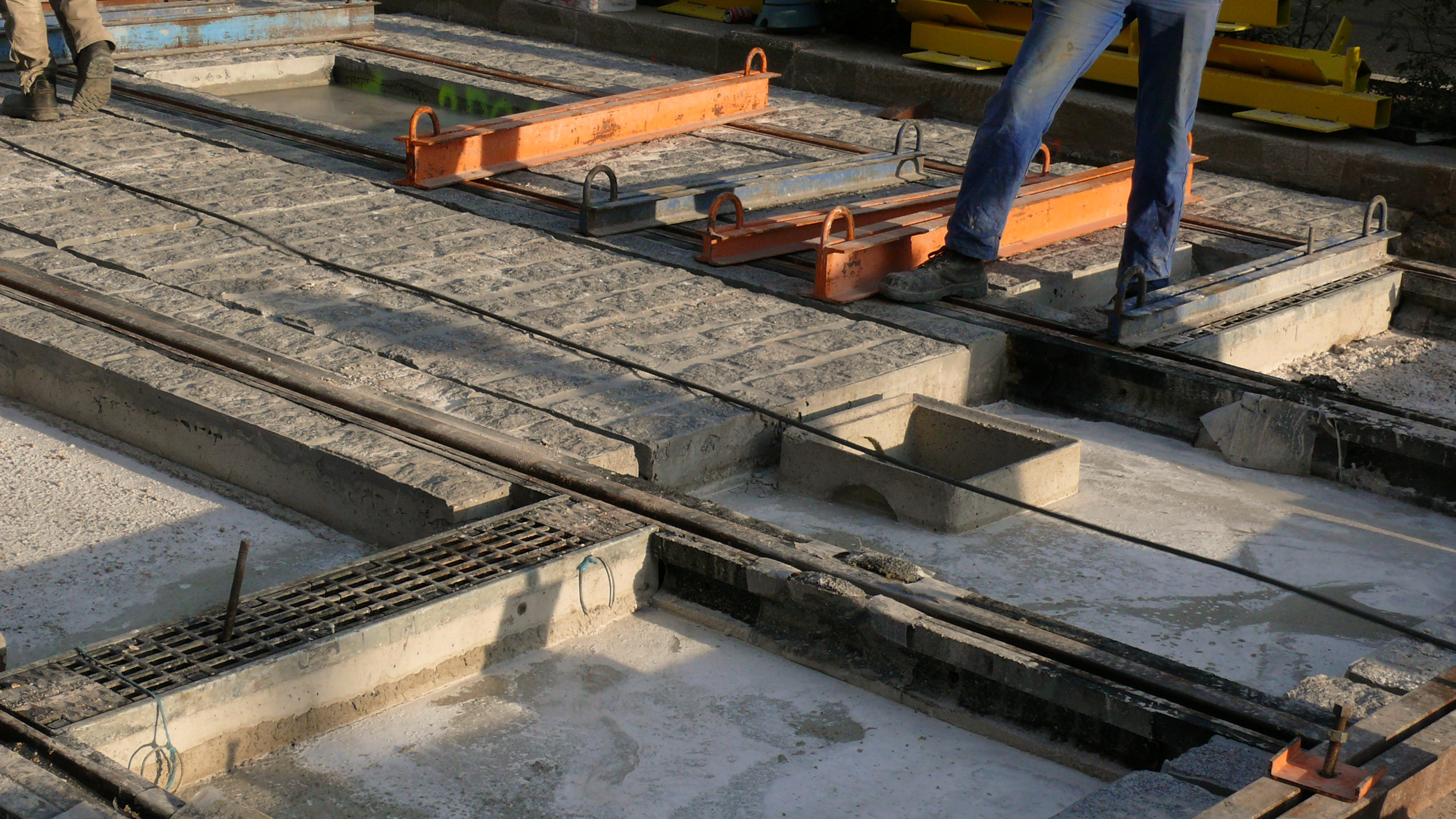
Pose de la voie sur lit de béton.
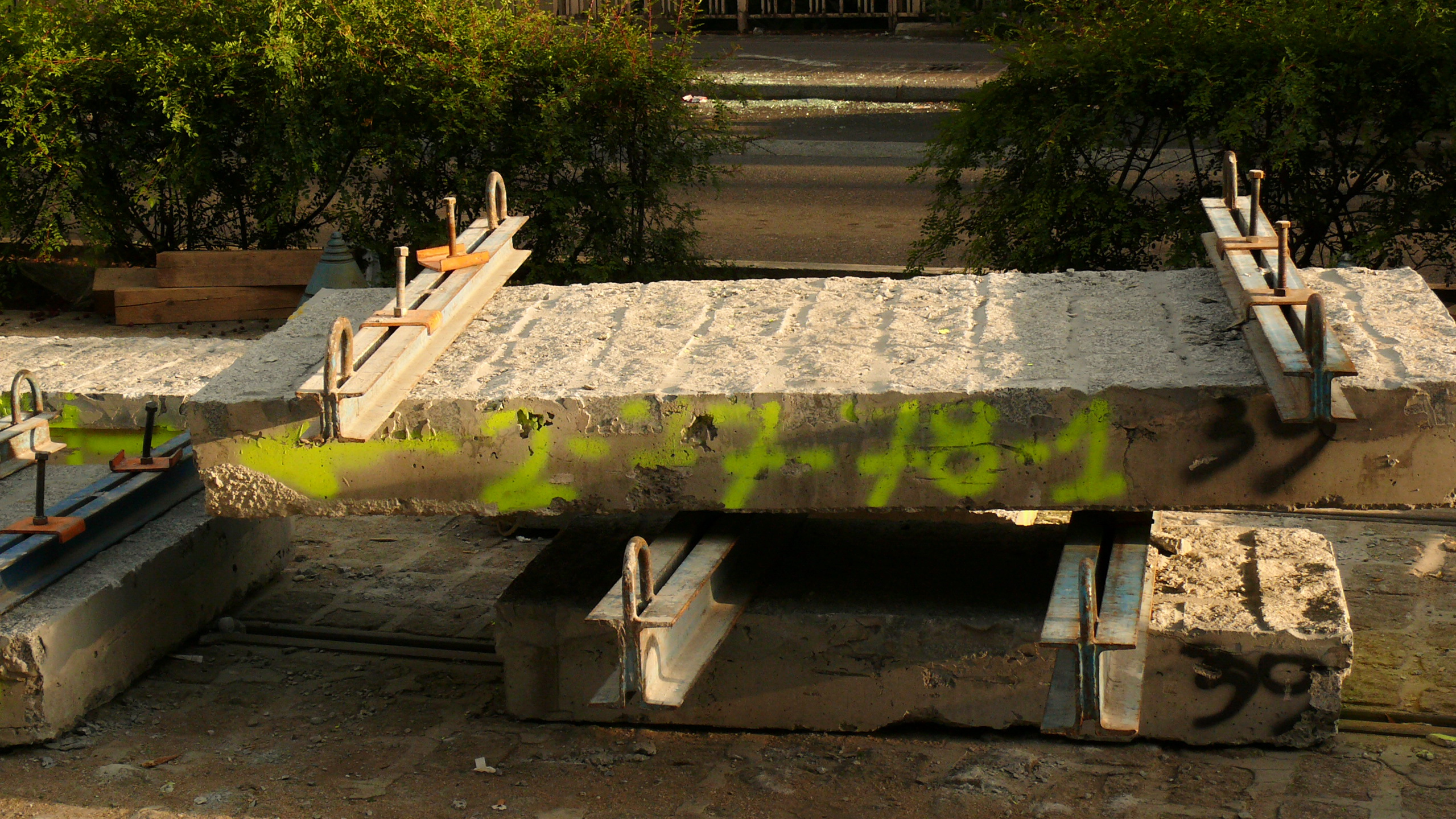
Panneau préfabriqué de la plate-forme.

Du 6 mars au 15 avril 2012, l'exploitation du tramway a été interrompue entre l'arrêt 8 mai 1945 et la gare de Saint-Denis en raison du percement d'une conduite d'eau qui a endommagé gravement les voies au niveau de l'arrêt Stade Géo André. Cet incident a nécessité la mise en place d'un service de substitution par bus.

### Un second prolongement: de Saint-Denis à Asnières - Gennevilliers

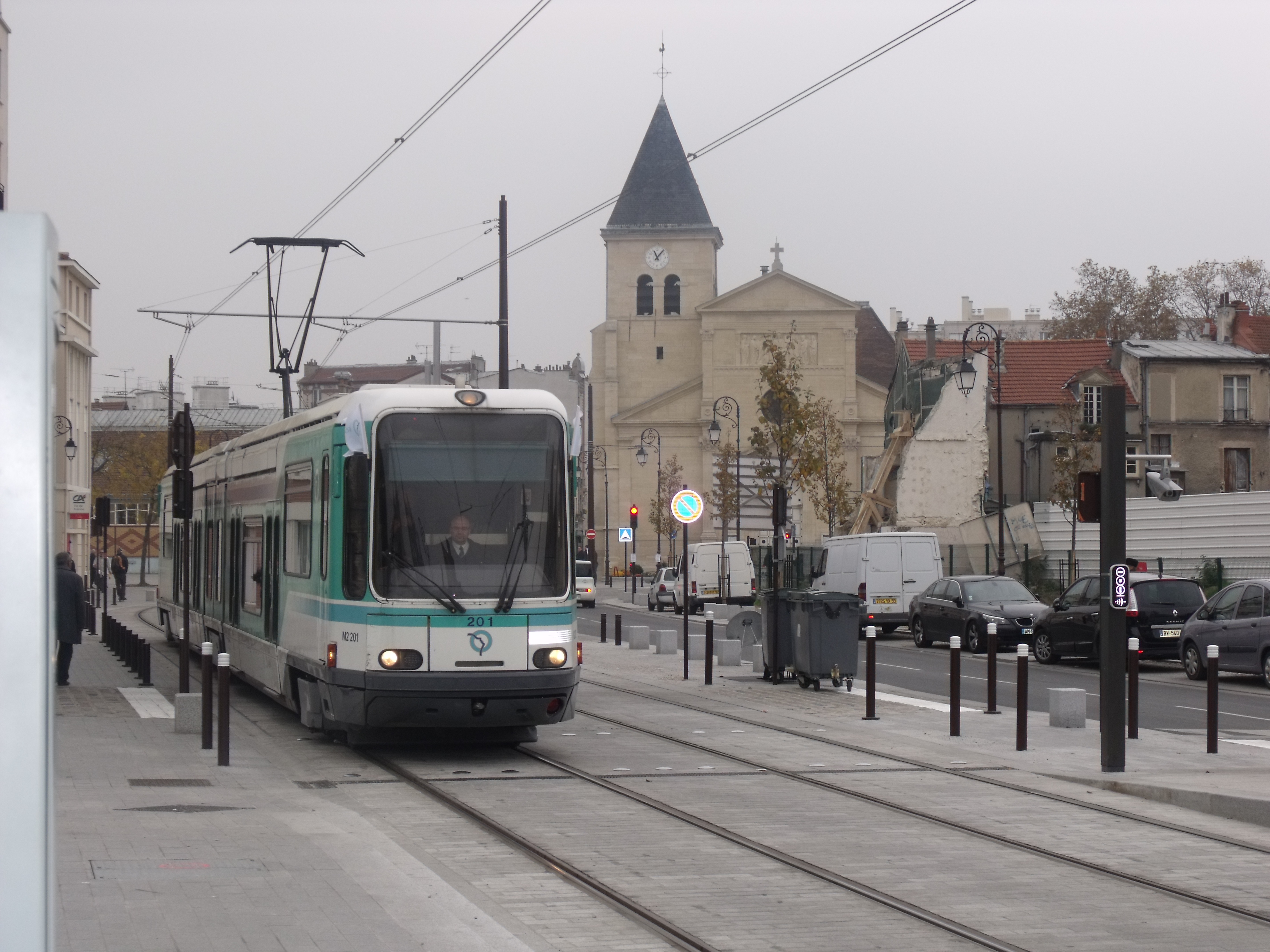
Inauguration du prolongement de la ligne vers Les Courtilles avec un tramway à la station Le Village à Gennevilliers, le 15 novembre 2012.

Le 15 novembre 2012, la ligne est prolongée à l'ouest dans les Hauts-de-Seine en première étape, de Gare de Saint-Denis à la station de métro Les Courtilles. Long de 4,9 kilomètres, le prolongement permet la desserte de dix nouvelles stations : L'Île-Saint-Denis, Mairie de Villeneuve-la-Garenne, La Noue, Chemin des Reniers, Parc des Chanteraines, Gare de Gennevilliers, Timbaud, Le Village, Le Luth et Les Courtilles. Il est parcouru en environ dix-sept minutes à une vitesse commerciale moyenne de 17 km/h grâce à la priorité aux feux. Elle concerne 55 150 emplois et habitants, situés à moins de 500 mètres d'une des nouvelles stations. Le trafic prévu est d'environ 43 000 voyageurs quotidiens en semaine, soit 11,5 millions de voyageurs annuels.
Ce prolongement aura coûté 119,02 millions d'euros (hors matériel roulant) financés par le Conseil régional d'Île-de-France (39,8 %), l'État (23,8 %), le Conseil général des Hauts-de-Seine (20,5 %) et la RATP, sur prêt bonifié de la région (15,9 %). Le coût du matériel roulant (neuf rames supplémentaires), estimé à 13 millions d'euros, devait être financé par la RATP dans le cadre du contrat STIF - RATP, mais finalement, aucune commande de nouveau matériel n'a été passée, le parc existant étant suffisant pour assurer cette nouvelle desserte.
Il s'inscrit dans la perspective de la réalisation du « Grand Tram », future rocade de tramways autour de Paris. En parallèle avec les objectifs du Plan de déplacements urbains (PDU) d'Île-de-France et du schéma directeur de la région Île-de-France (SDRIF), ce projet permet, entre autres, de relier de nombreux centres urbains entre eux et surtout d'améliorer les liaisons de banlieue à banlieue. Il permet en outre de mailler le réseau avec des correspondances possibles avec le RER C à Gennevilliers et avec la ligne 13 prolongée à la station Les Courtilles, ouverte le 14 juin 2008, à la limite d'Asnières-sur-Seine et de Gennevilliers.
Le projet de prolongement de la ligne aux Courtilles est né dans les années 1990 : après la phase de concertation préalable d'octobre 1999 à février 2000, l'approbation du schéma de principe complémentaire a eu lieu en juin 2005. L'enquête préalable à la déclaration d'utilité publique et l'enquête parcellaire se sont déroulées de décembre 2005 à janvier 2006. La déclaration d'utilité publique et l'arrêté de cessibilité ont été prononcées, le 11 décembre 2006 avec approbation de l'avant-projet. La convention financière correspondante a été approuvée par le conseil d'administration du STIF le 13 décembre 2006.

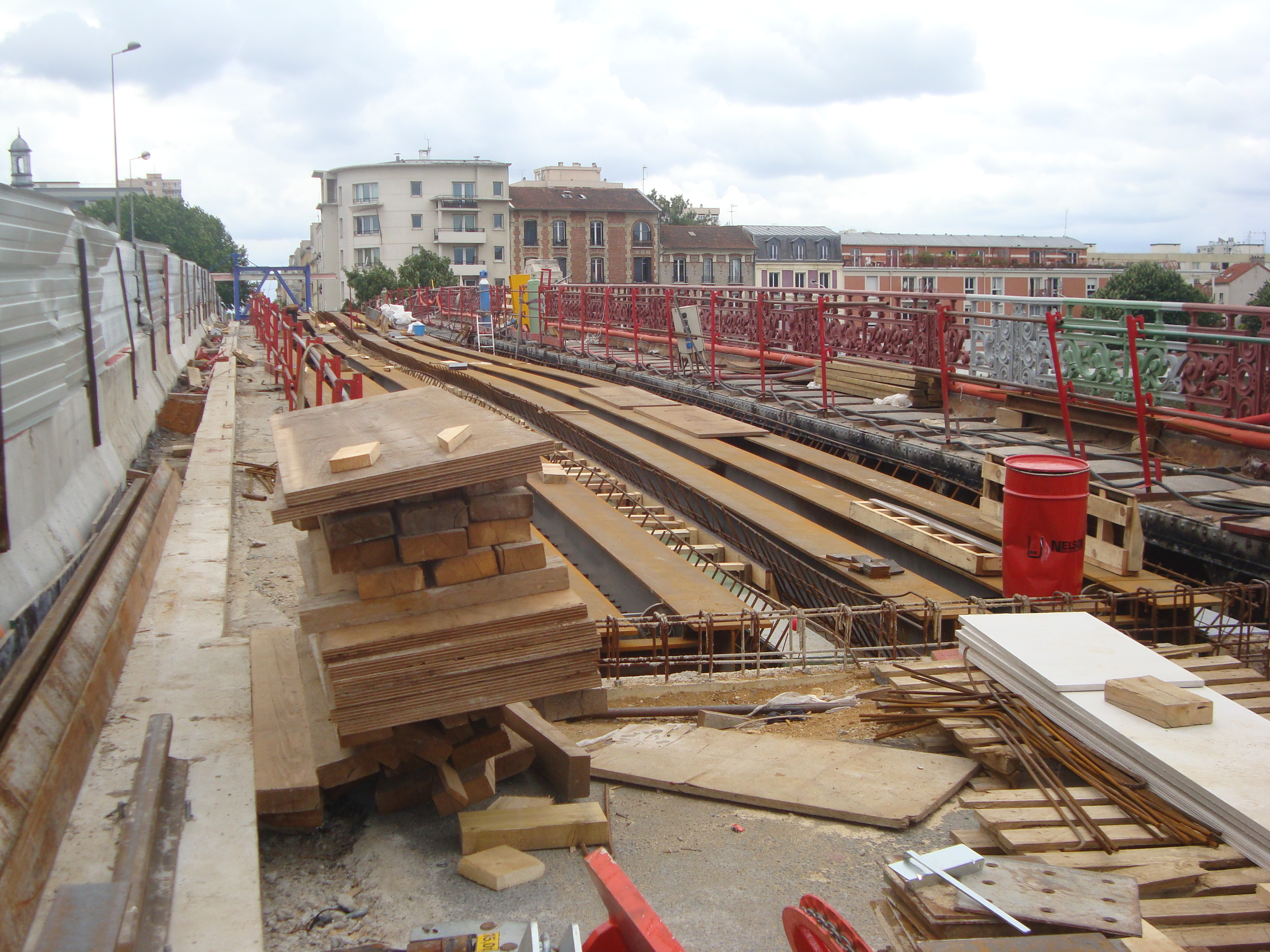
Le pont du Grand Bras de Seine en cours de confortement à L'Île-Saint-Denis, en juin 2010.

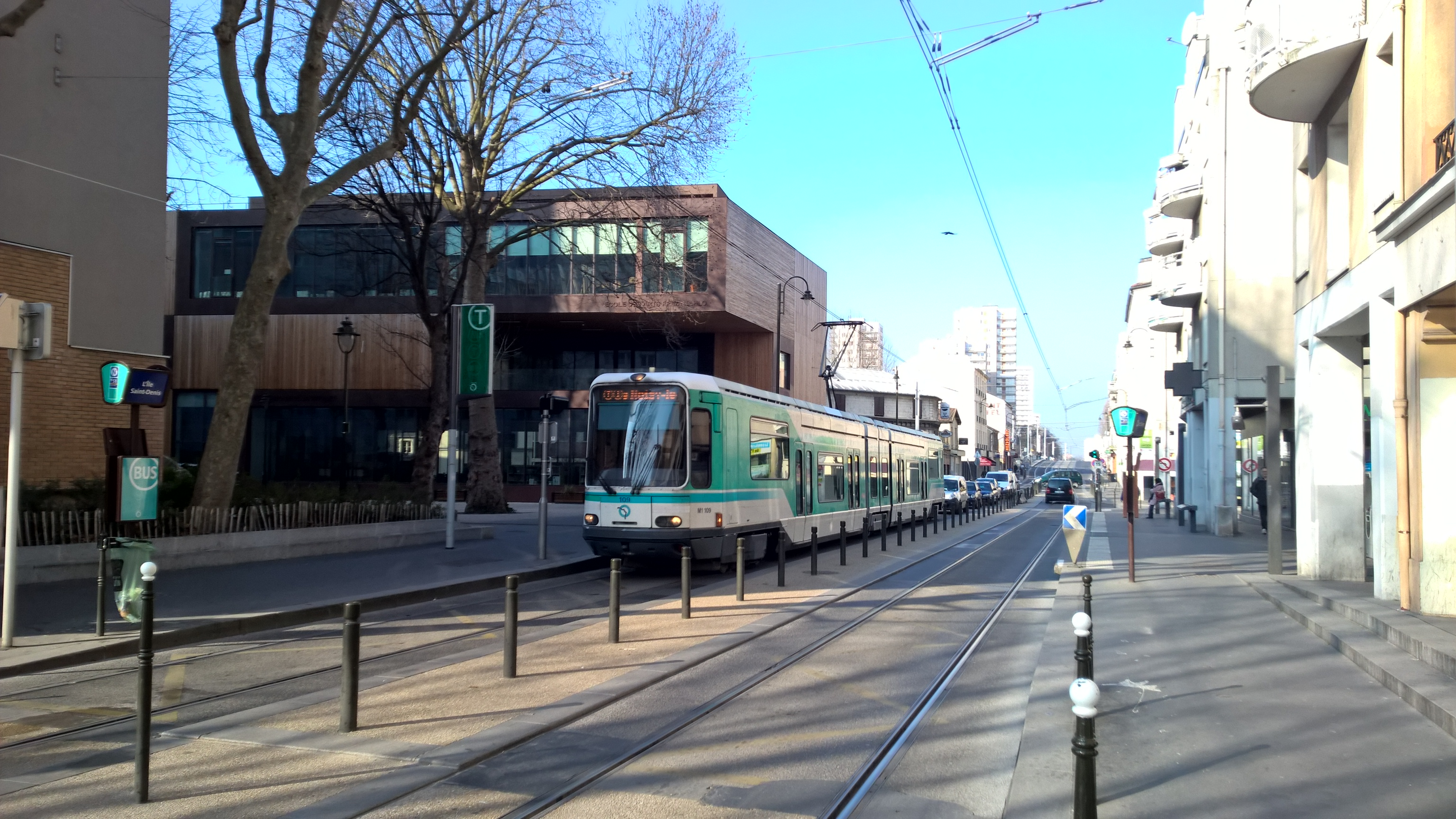
La station L'Île-Saint-Denis en mars 2014.
Sur la totalité de L'Île-Saint-Denis, le tramway emprunte la rue Méchin (ex RN 186) en voirie banalisée où circulent également les véhicules légers et les autobus.

Les travaux des concessionnaires d'ouvrage ont démarré fin 2008. Les travaux d'infrastructure ont débuté, quant à eux, fin juillet 2009 avec le réaménagement de l’ancienne route nationale 14 à Saint-Denis et le renforcement des ponts du Grand Bras et du Petit Bras de Seine, pour une mise en service prévisionnelle envisagée initialement à la mi-2012. Le 16 octobre 2010, le premier rail a été officiellement soudé, en présence des élus. À cette date, 40 % des travaux ont été réalisés, et 25 % des rails ont été posés, conformément au calendrier prévisionnel.
La commune de L'Île-Saint-Denis avait émis des réserves sur la capacité du pont entre la rue du Port (à Saint-Denis) et la rue Méchin à supporter le passage du tramway. Les ingénieurs du Syndicat des transports d'Île-de-France (STIF) jugeait le pont trop peu solide pour le supporter. En 2003, la bataille fut âpre pour le sauver, à coups de pétition, de manifestations, de bals de protestation organisés sur le pont, et d'études contradictoires. Finalement, la structure du pont a été renforcée, permettant de conserver cet édifice centenaire.
Le 5 juin 2012, après trois années de travaux, le prolongement est entré dans sa phase d'essais, pour une durée de deux mois. Pendant cette période, les essais techniques ont consisté à mettre à l'épreuve la signalisation et l’ensemble des infrastructures ferroviaires. La conformité de la voie, le système électrique, l’adéquation entre les infrastructures et le gabarit des rames ont ainsi été vérifiés. Dans chacune des dix nouvelles stations, l’attention a été portée sur les « lacunes », ces espaces se trouvant entre la rame et le quai. Les essais ont enfin permis de vérifier la bonne visibilité des conducteurs, de jour comme de nuit, et notamment l’absence d’obstacles visuels gênants.
Du 20 août au 26 octobre 2012, les trois cents conducteurs de la ligne ont alors, à raison de deux jours chacun, découvert le nouveau parcours et s’y sont familiarisés. Deux ou trois rames destinées à la formation ont ainsi circulé, à une vitesse ayant progressivement augmenté jusqu'à atteindre un temps de parcours optimum.

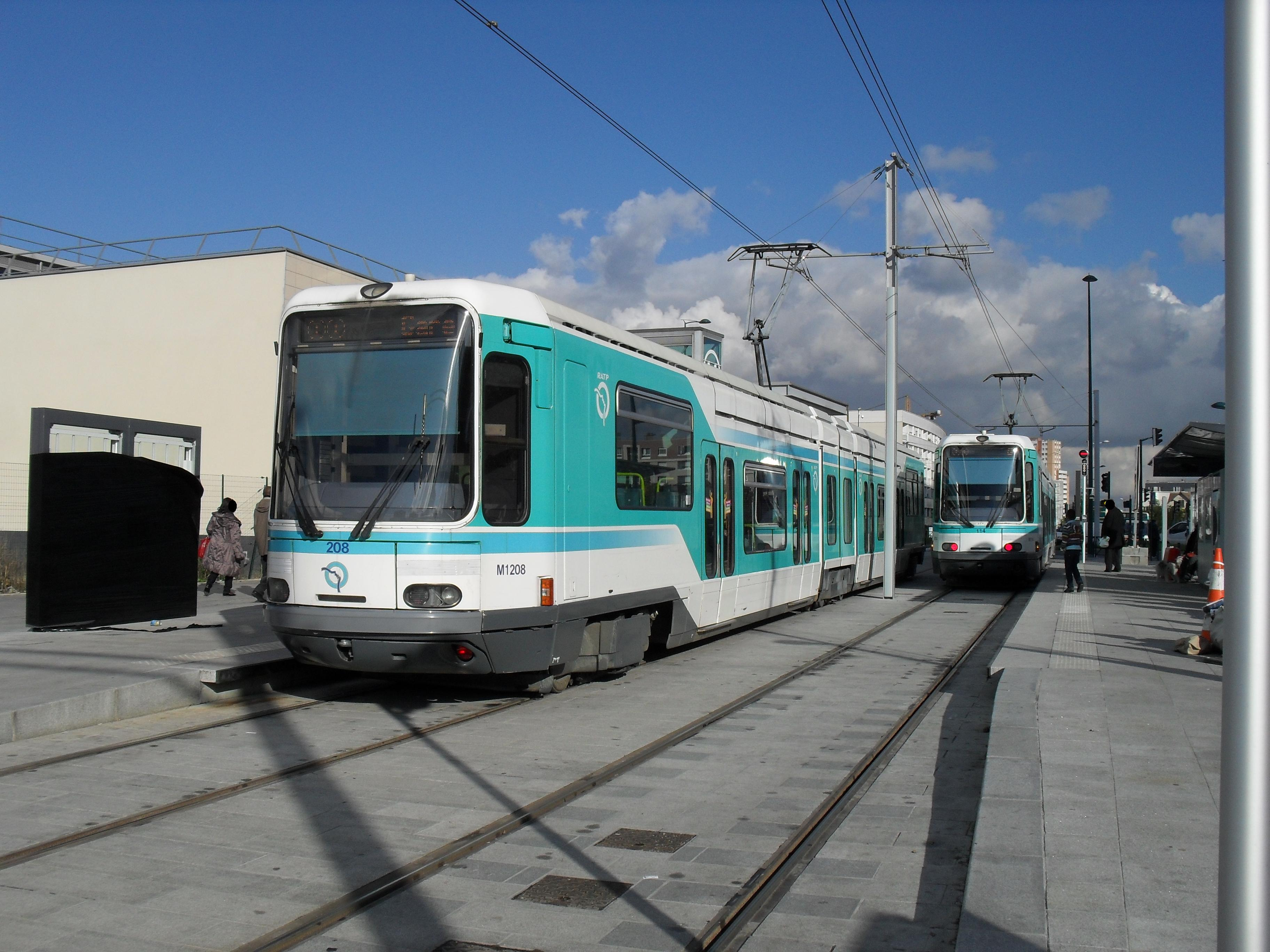
Les rames TFS nos 114 et 208 à la station Les Courtilles, durant la « marche à blanc », en novembre 2012.

Enfin, du 27 octobre au 14 novembre 2012, soit durant quatre semaines, la « marche à blanc » a eu lieu sur la totalité du prolongement. Une marche à blanc permet de roder le fonctionnement de la ligne étendue et de parfaire la familiarisation des conducteurs. Pour les piétons, automobilistes et conducteurs de deux roues, elle offre à tous le temps de s’habituer à la cohabitation avec le tramway dans des conditions normales d’exploitation. Il s'agit d'une étape obligatoire pour l’obtention de l’autorisation préfectorale de mise en service du prolongement.
En pratique, les voyageurs descendaient tous au terminus Gare de Saint-Denis, mais les tramways continuaient leur route, sans voyageurs, sur la totalité du prolongement. Ils fonctionnaient comme s’ils assuraient un service normal, respectant les bons horaires et les bonnes fréquences, dans des conditions réelles de circulation,.
Sur un plan économique, la RATP, par le biais de sa fondation, aidera à la création de cent cinq microentreprises sur trois ans, le long de ce prolongement, en partenariat avec l'Association pour le droit à l'initiative économique, qui délivre des microcrédits aux entrepreneurs.

### En 2019, le prolongement à Asnières Quatre-Routes

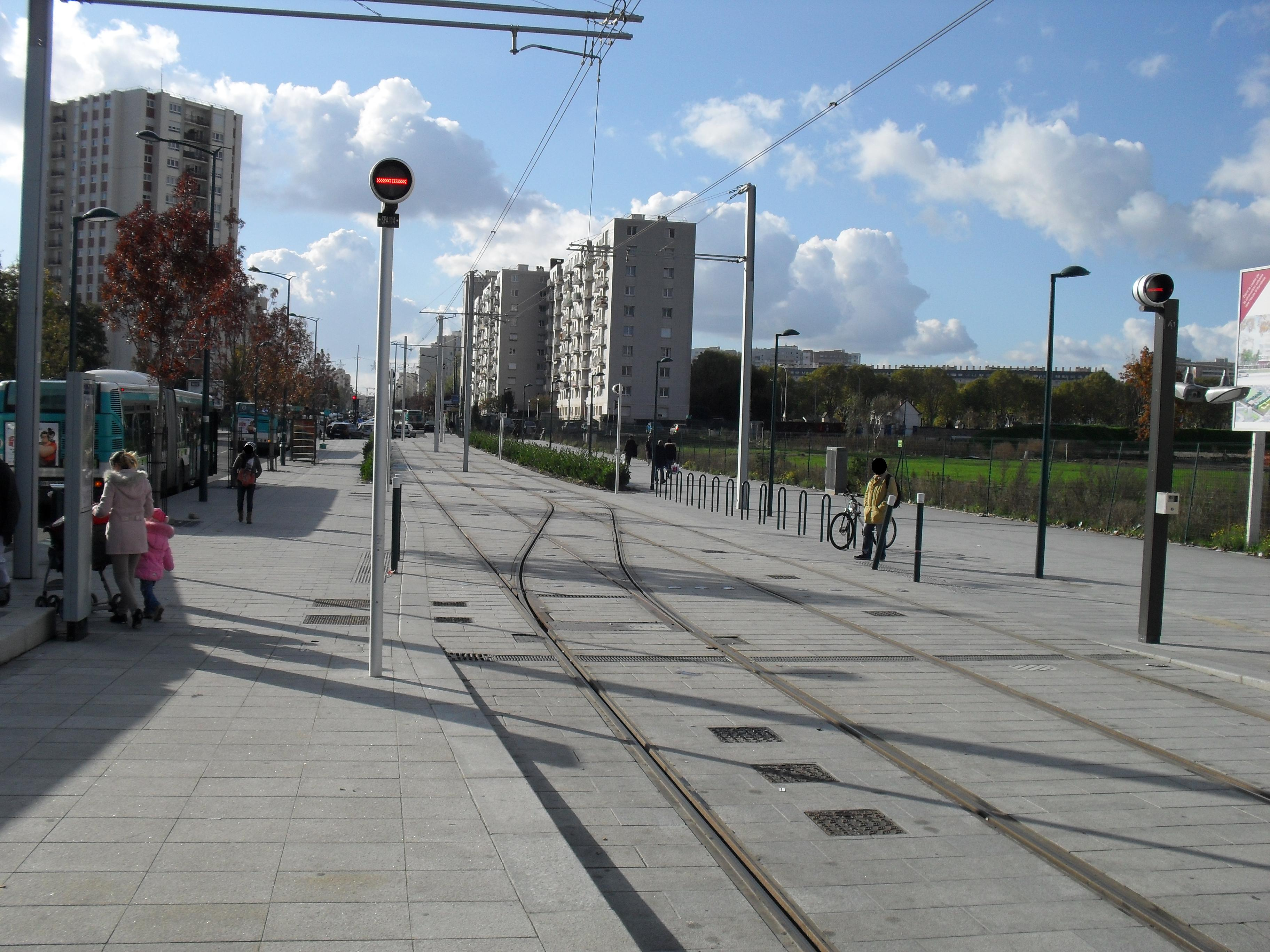
Le prolongement de la ligne au carrefour des Quatre-Routes est réalisé dans la continuité des voies du terminus Les Courtilles. Ici, en novembre 2012, l'arrière-station de ce terminus.

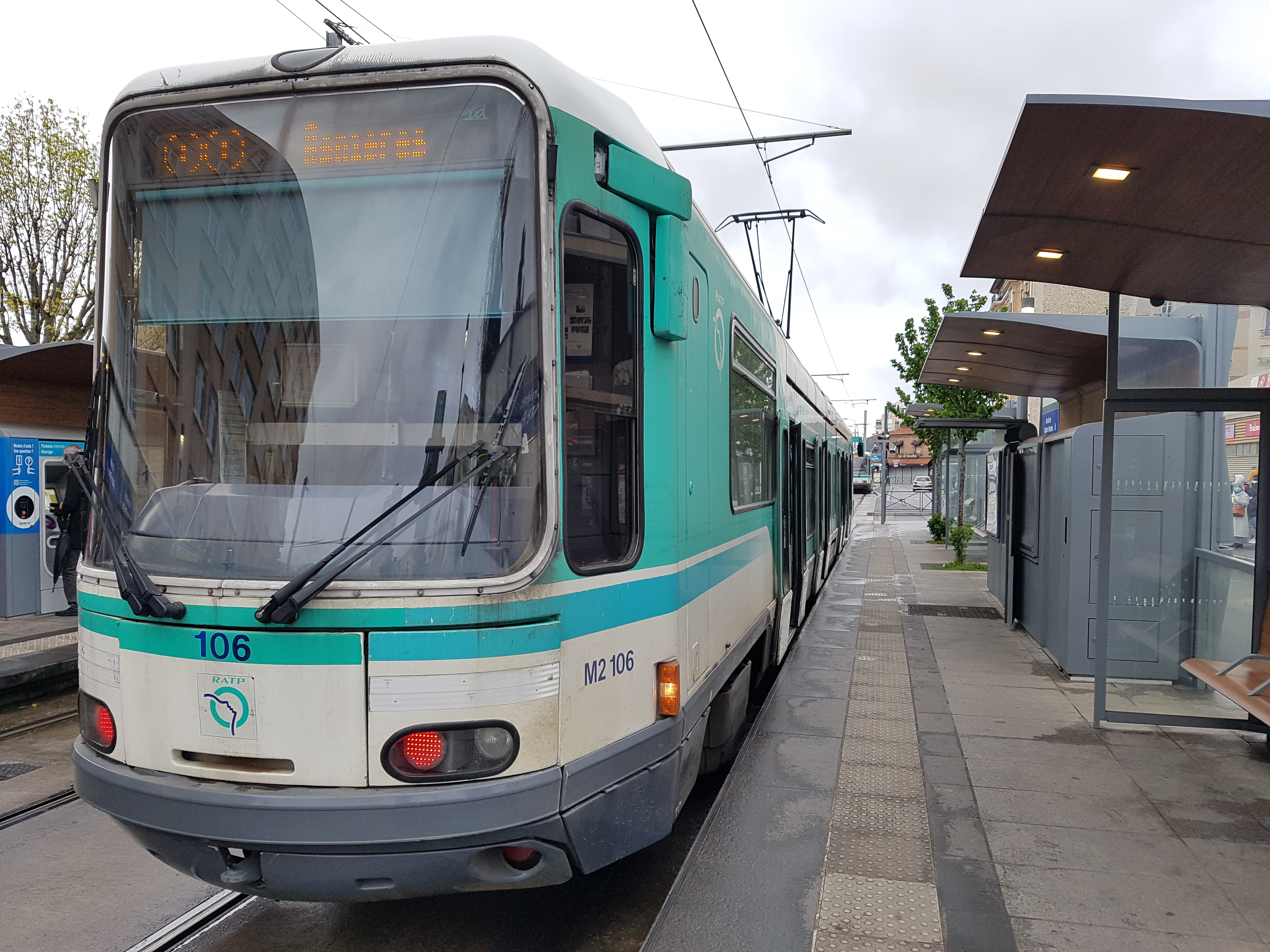
La rame Alsthom TFS no 106 au nouveau terminus d'Asnières Quatre-Routes depuis 2019, attendant son tour pour effectuer son retournement afin de repartir vers Noisy-le-Sec.

Fin 2019, la ligne T1 est prolongée d'une station de Les Courtilles jusqu'au carrefour des Quatre-Routes de Colombes, à la limite des communes de Colombes, Bois-Colombes et Asnières-sur-Seine pour devenir la 196e station de tramway d'Île-de-France.
Après l'adoption du schéma de principe fin 2013, une enquête publique est conduite à l'automne 2014. Puis le 7 juillet 2015, la déclaration d'utilité publique est accordée, ce qui permet de lancer des travaux préliminaires de dévoiement des réseaux en 2016 et de lancer les travaux du tramway l'année suivante, la mise en service officielle ayant lieu le 12 octobre 2019,. Lors de ce prolongement, l'espace public a été réaménagé. Des cheminements piétons et cyclistes ont été aménagés, les trottoirs élargis, l'éclairage changé, et 82 arbres plantés pour un investissement de 34,4 millions d'euros répartis entre la Région (49 %), le Département des Hauts-de-Seine (30 %) et l'État (21 %).
Après ce nouveau prolongement, un autre est prévu à plus long terme vers l'ouest jusqu'à Colombes officiellement d'ici à 2023 sur 6,4 kilomètres de voies et 12 stations et 60 000 voyageurs quotidiens pour 225 millions d'euros. En 2019, une enquête publique est organisée sur un autre prolongement d'ici 2030 de 7,5 km de Nanterre à Rueil-Malmaison, sur 15 stations et 64 000 voyageurs quotidiens attendus, pour un coût évalué à 380 millions d'euros.

Les stations en chantier en juillet 2012
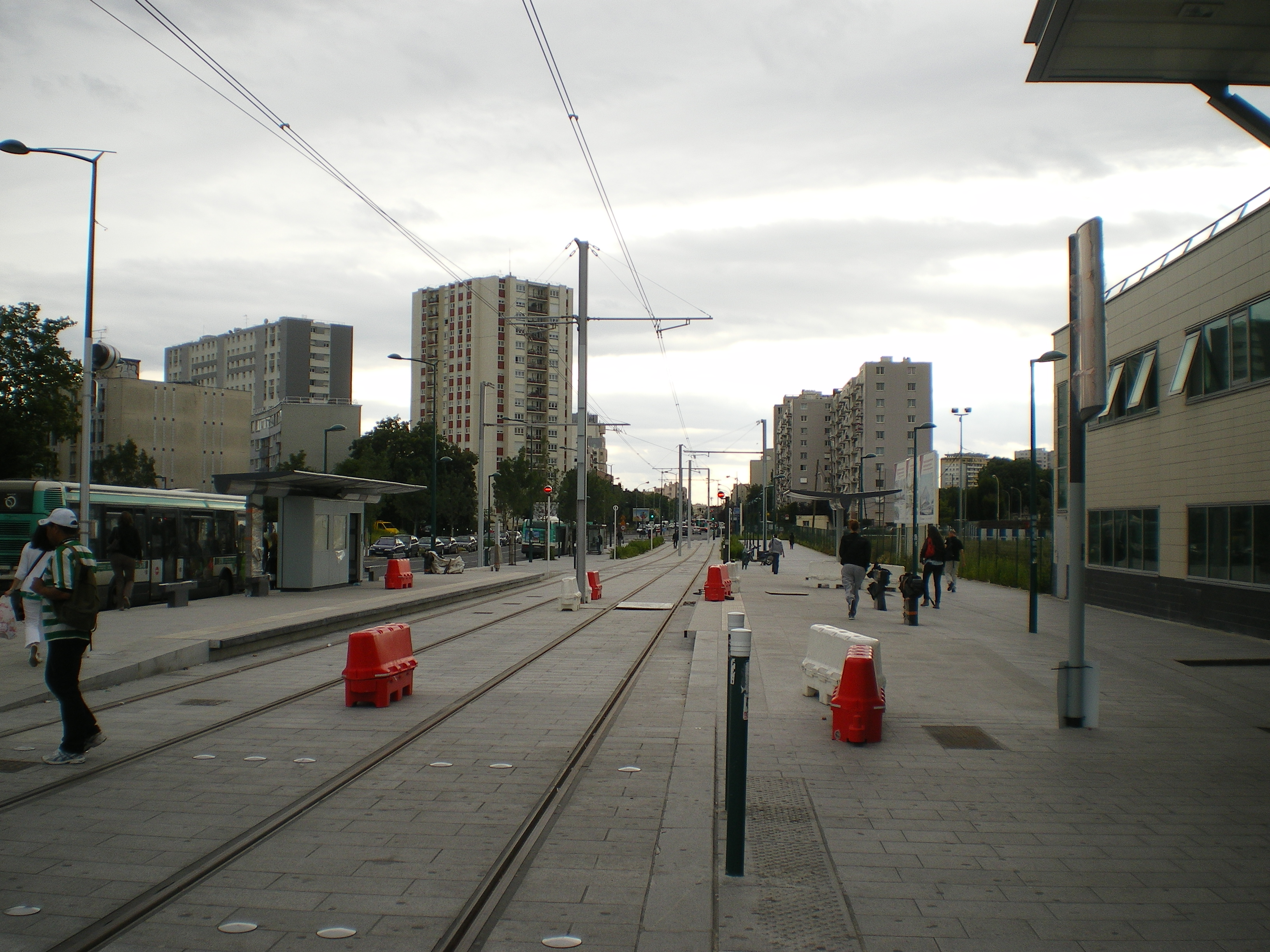
Les Courtilles.
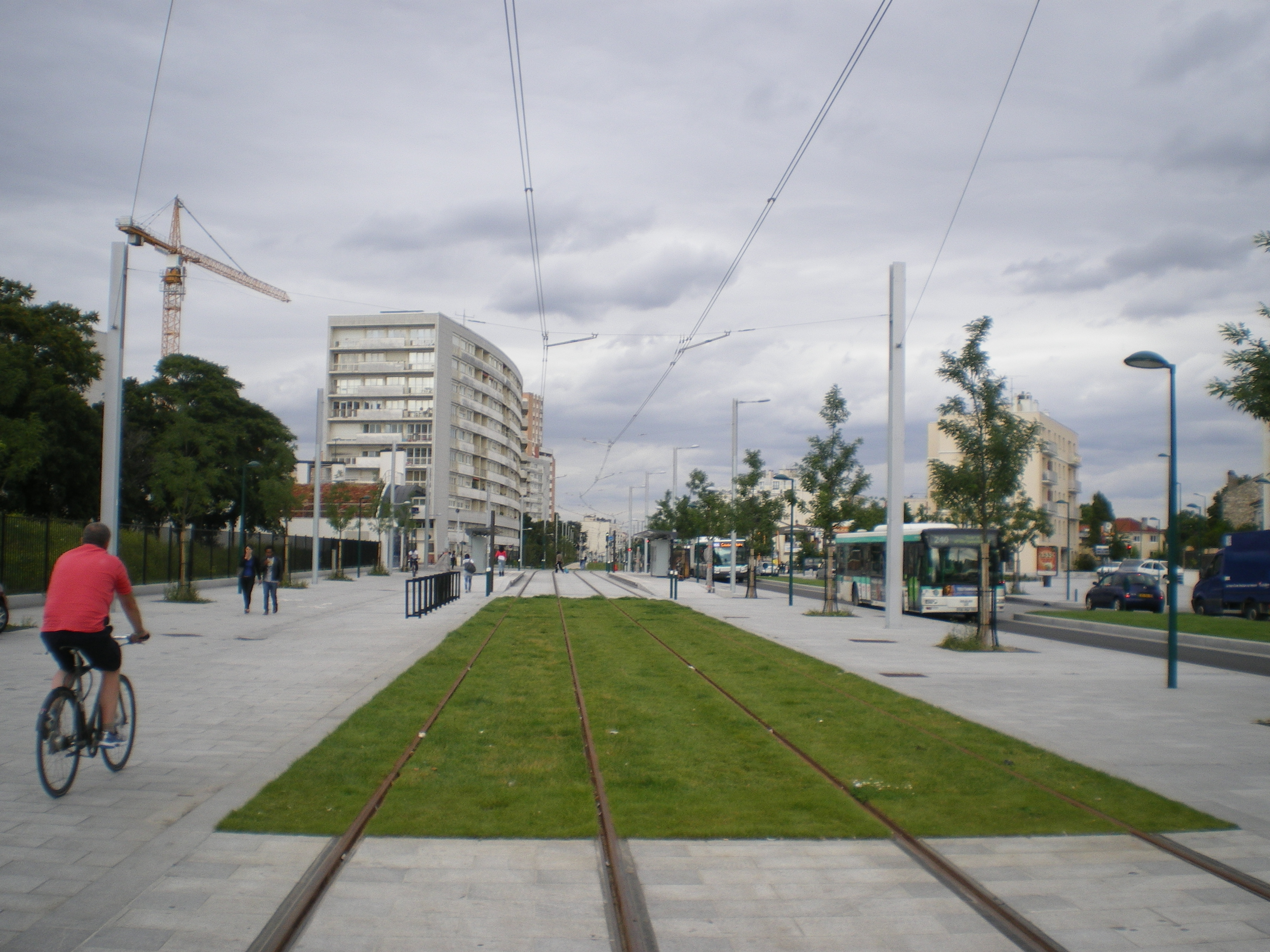
Le Luth.
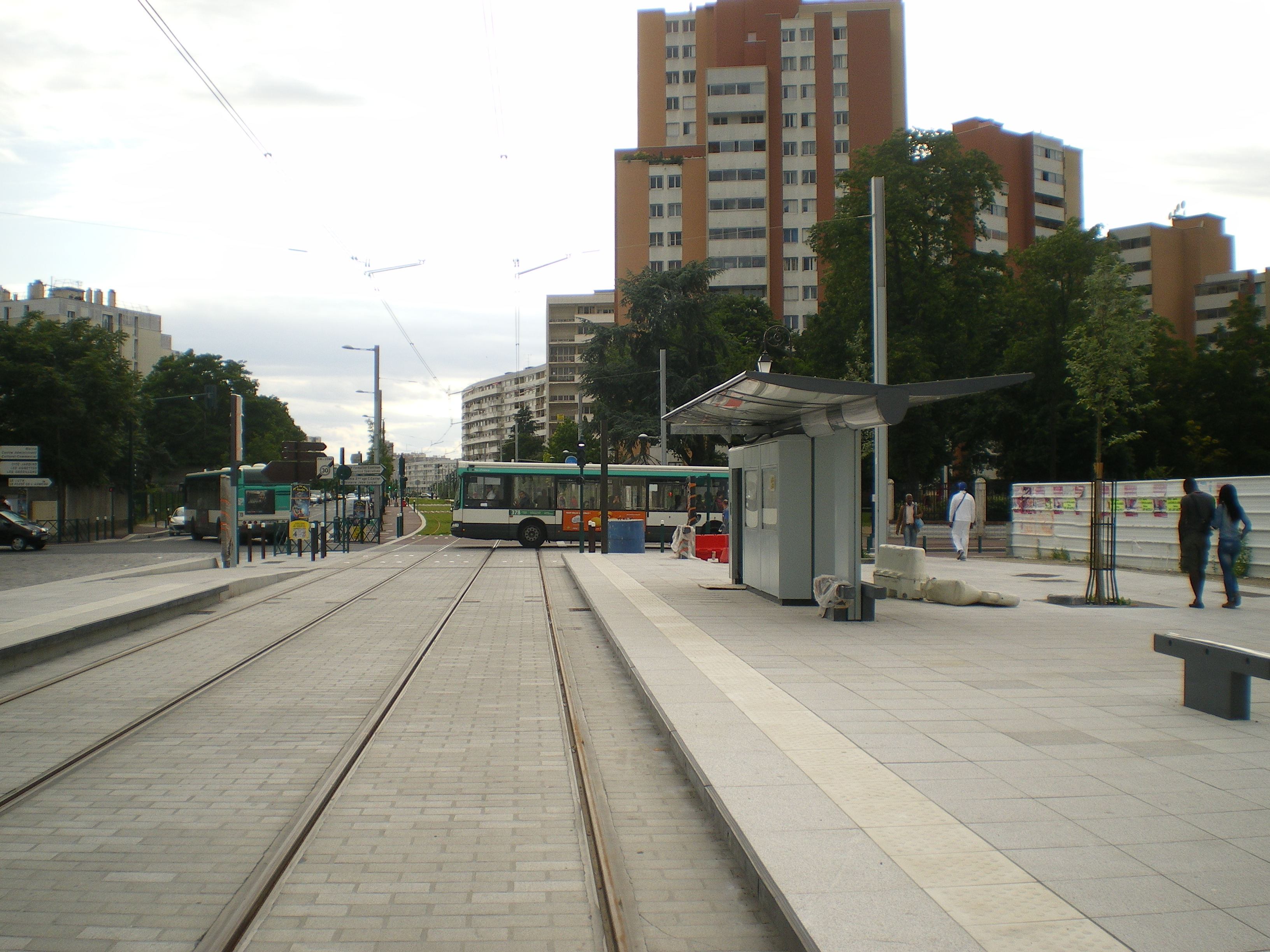
Le Village.
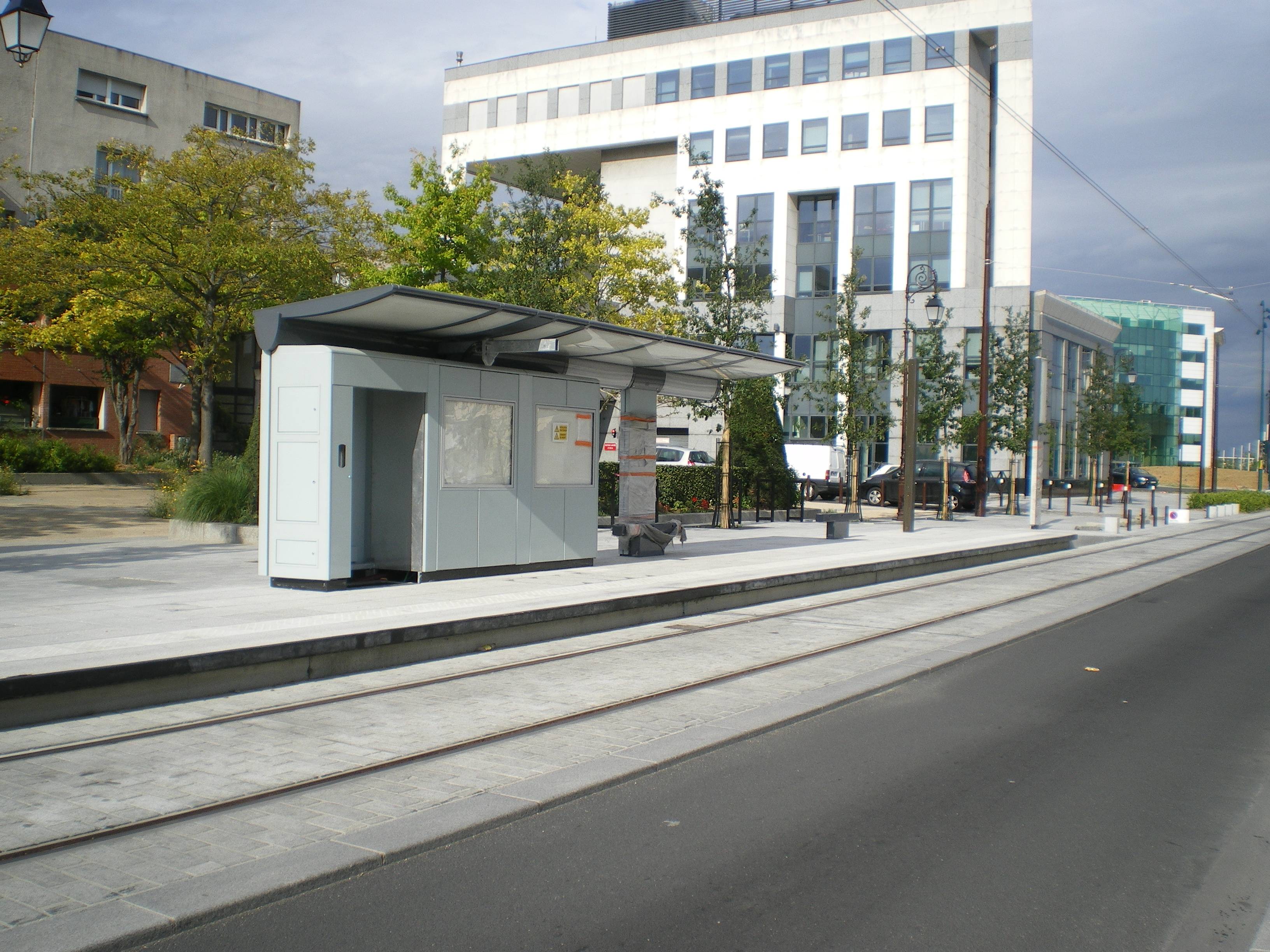
Timbaud.
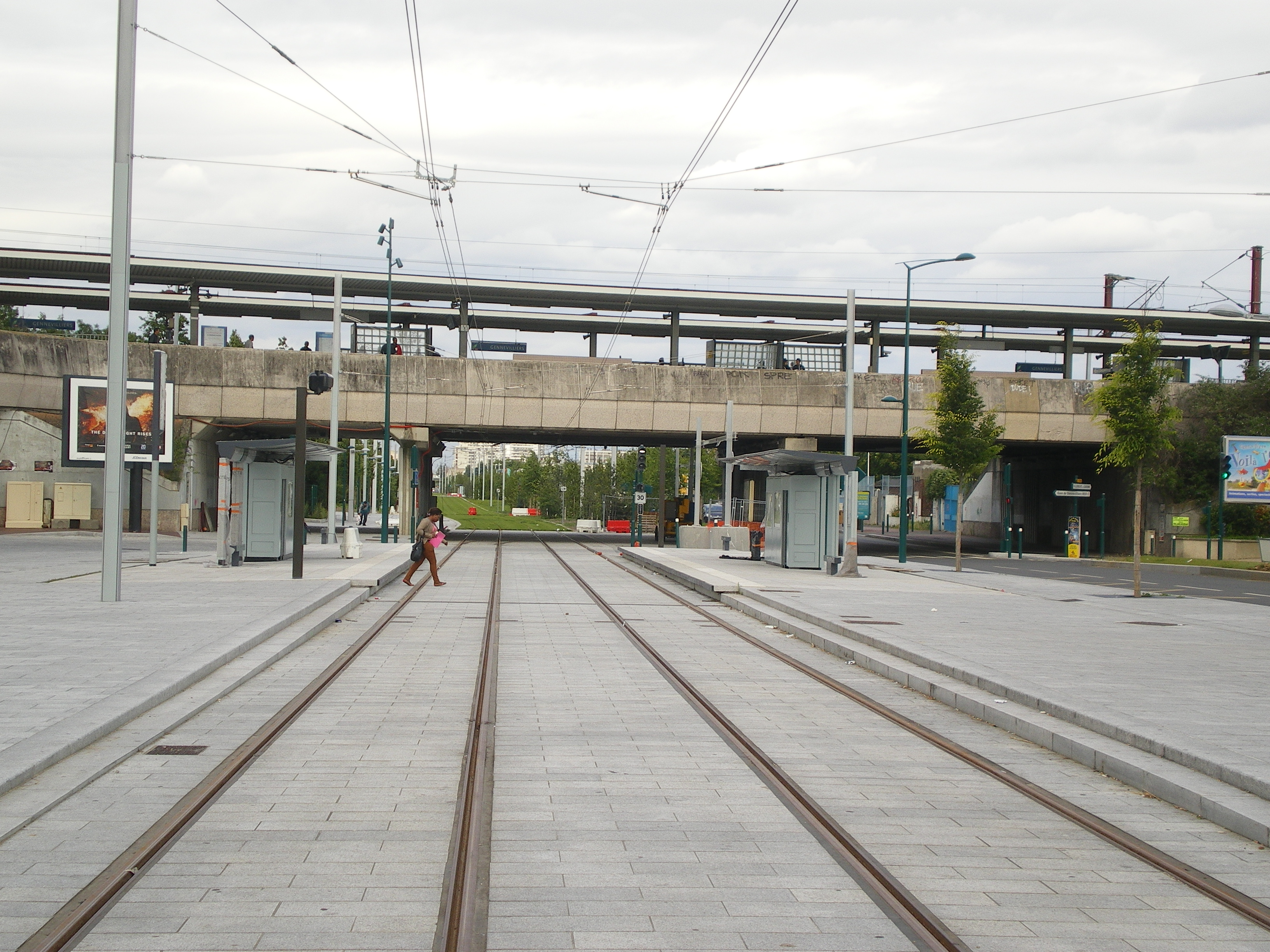
Gare de Gennevilliers.
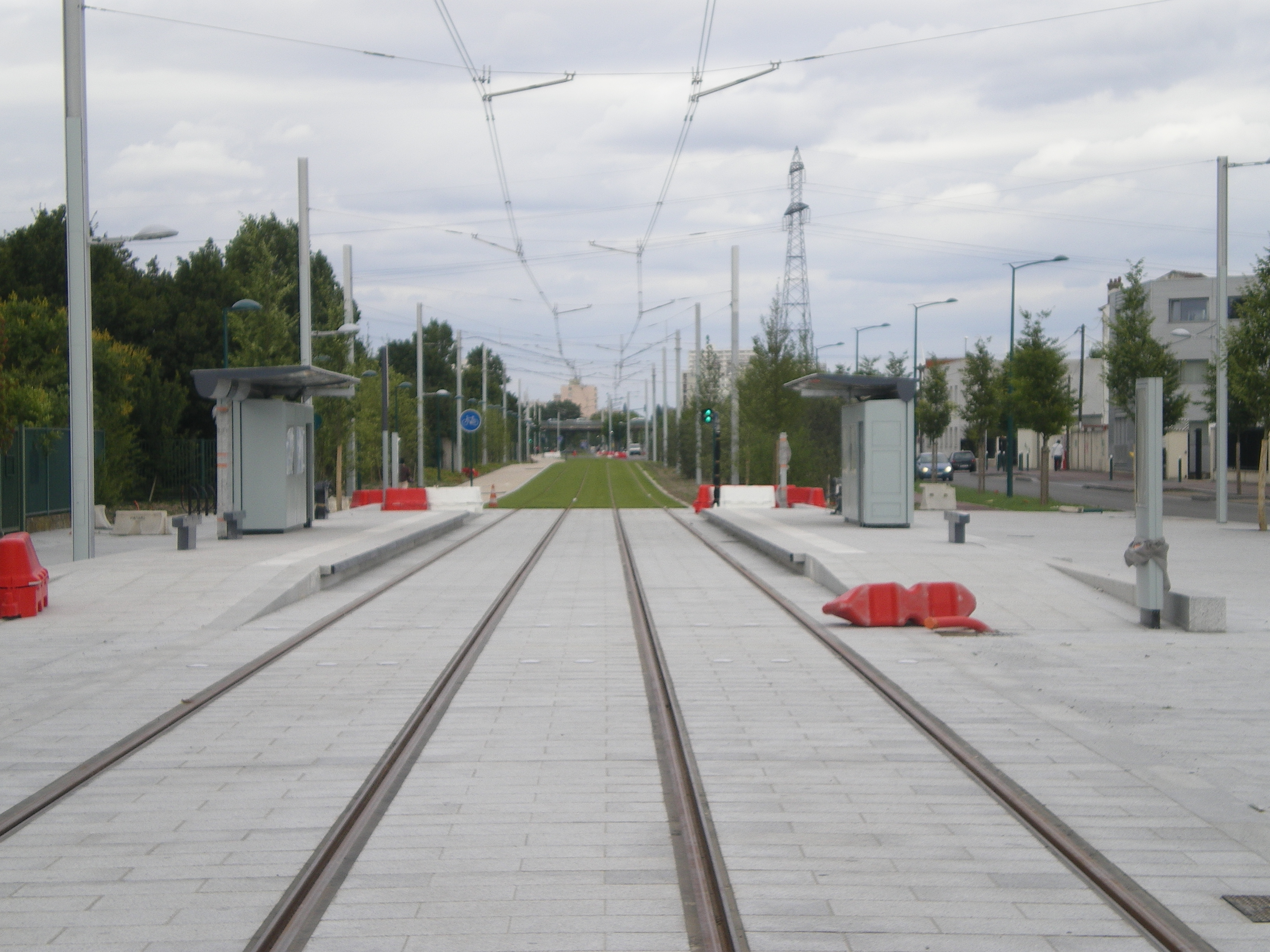
Parc des Chanteraines.
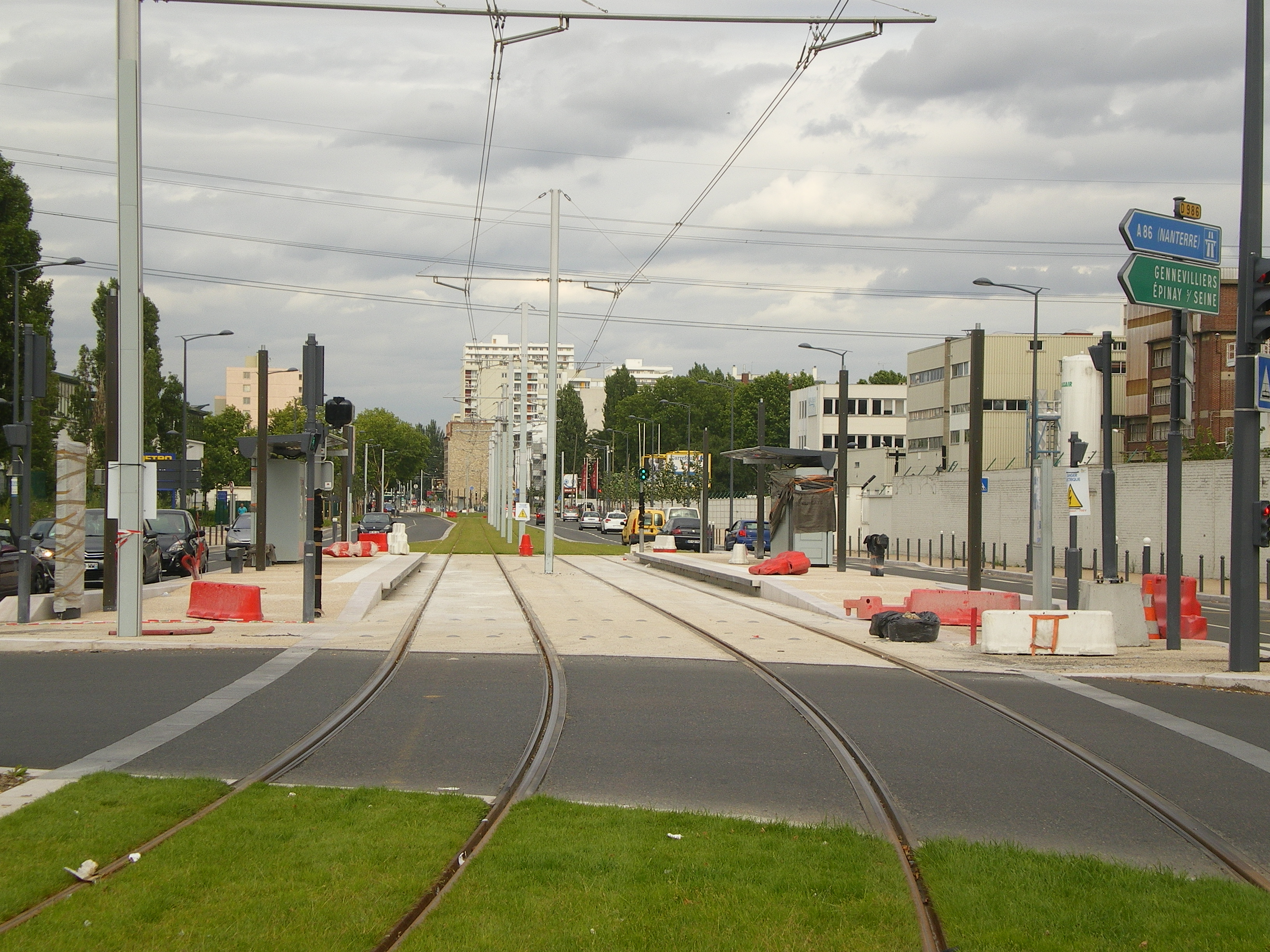
Chemin des Reniers.
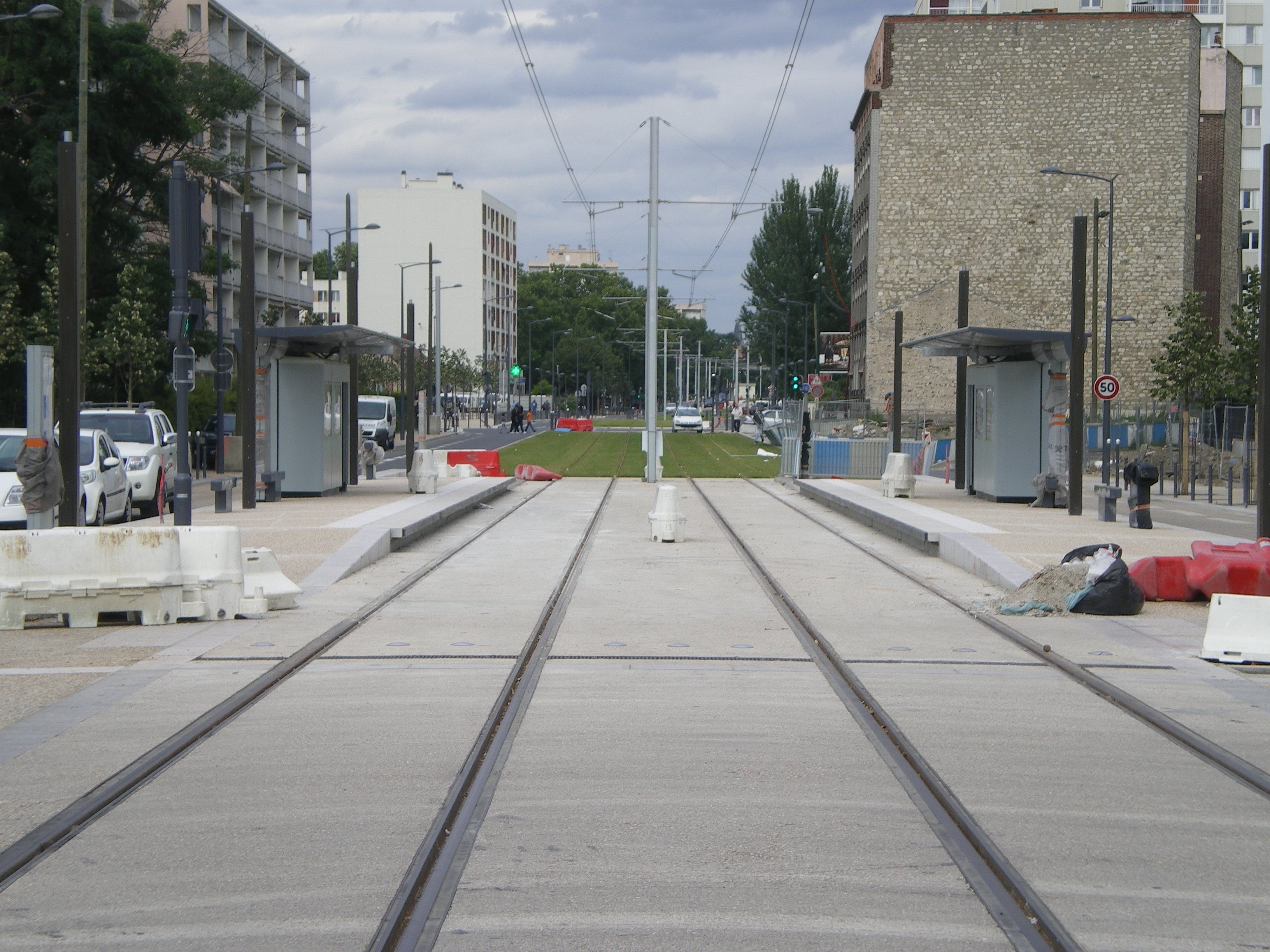
La Noue.
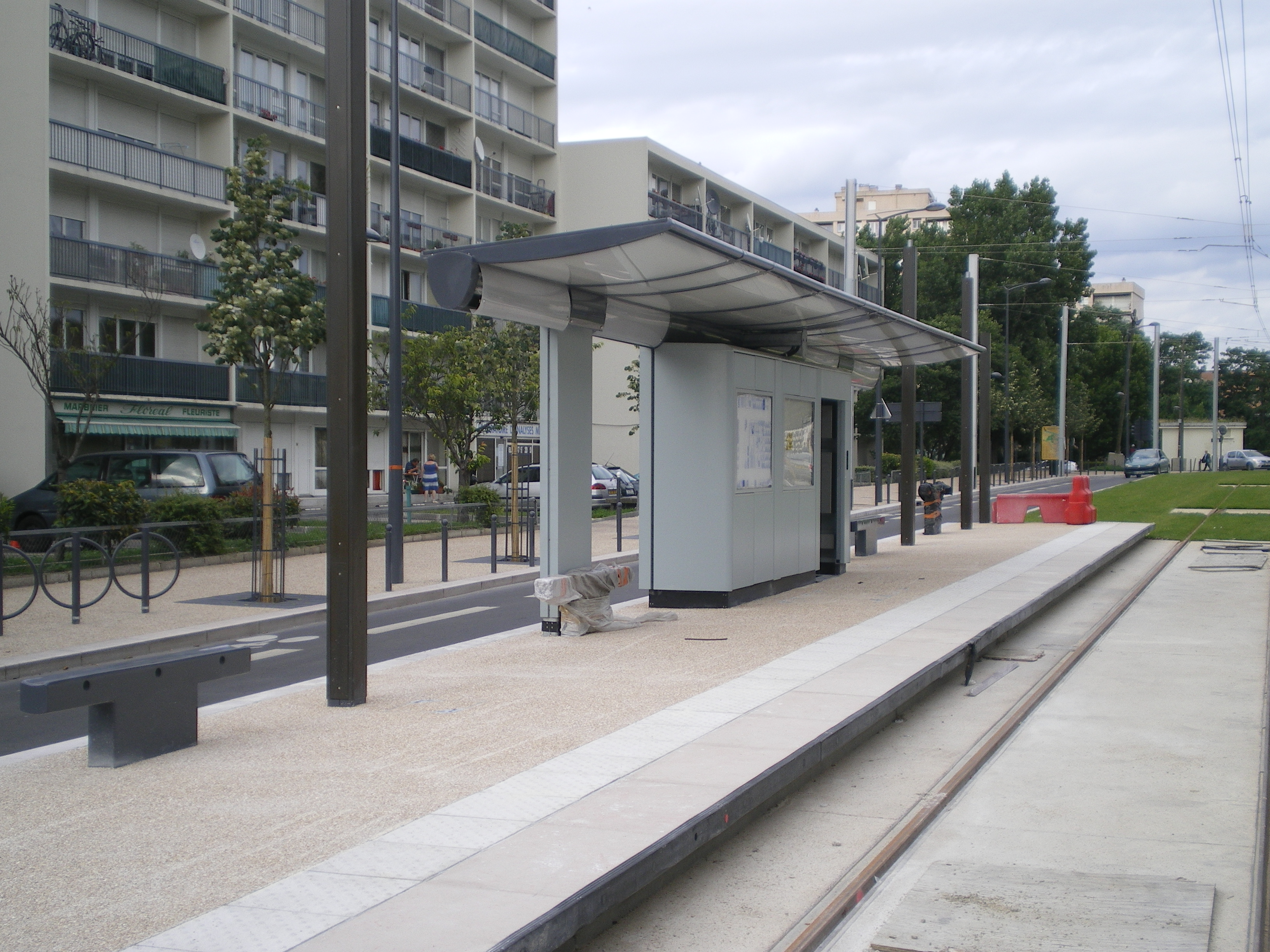
Mairie de Villeneuve-la-Garenne.
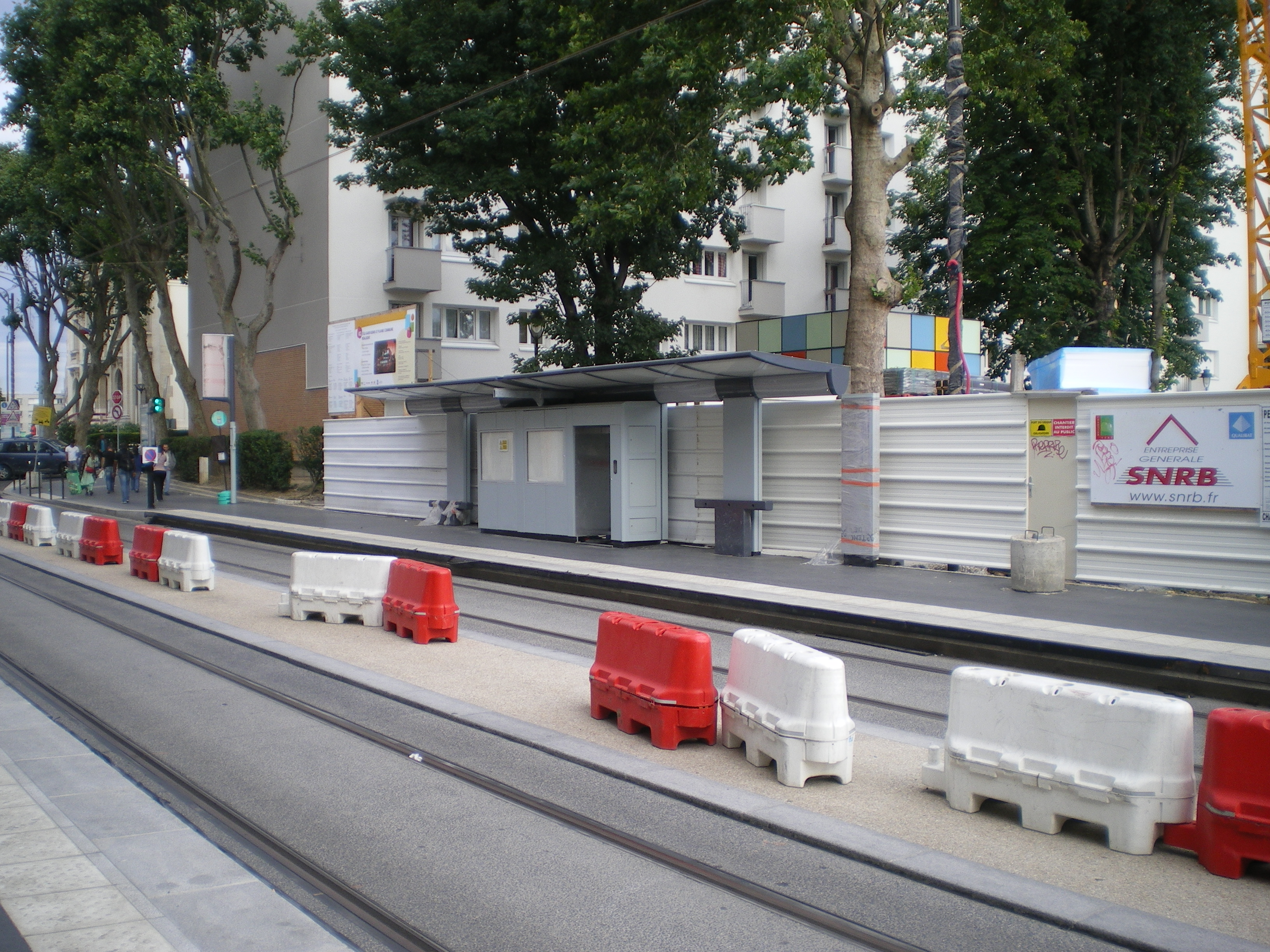
L'Île-Saint-Denis.

### En 2024, le remplacement du matériel roulant
La date du 10 décembre 2024 marque le début de la mise en service des Alstom Citadis 305 destinées à remplacer progressivement les TFS,. L'âge avancé des TFS leur valait le surnom de « Jurassic tram », inspiré par le film Jurassic Park.

## Tracé et stations

Plan des voies de la ligne et de l'atelier de Bobigny, avant le prolongement à Asnières - Gennevilliers.

Plan géographiquement exact de la ligne, avant le prolongement à Asnières - Gennevilliers.

La ligne T1 est longue de 17 kilomètres. Elle est implantée en site propre, sauf dans le Village de Gennevilliers (entre les stations Le Village et Timbaud) et L'Île-Saint-Denis où les voies sont globalement mêlées dans la circulation automobile. De Saint-Denis à Noisy, des plots ou murets en béton empêchent les automobilistes d'accéder à la plate-forme du tramway.

### Tracé
Le tracé naît au carrefour des Quatre-Routes de Colombes, nouveau terminus depuis 2019. Il se prolonge avenue de la Redoute à Asnières-sur-Seine, jusqu'à son précédent terminus depuis 2013 face à la station Les Courtilles, à l'extrémité nord de la branche Asnières-Gennevilliers de la ligne 13 du métro. La ligne de tramway se dirige ensuite en site propre vers l'est, traverse le boulevard intercommunal et emprunte l'avenue Lucien-Lanternier située dans Gennevilliers. Le tracé se place alors en position latérale au nord de l'avenue, et dessert le quartier du Luth. Après avoir desservi la station Le Village, située rue Pierre-Timbaud, les deux voies de tramway se dissocient, tout en demeurant la plupart du temps en site propre, afin de traverser le vieux Gennevilliers : les tramways en direction de Noisy empruntent alors la place Jean-Grandel puis les rues Félicie et Jules-Larose, tandis que les tramways en direction d'Asnières-Gennevilliers restent sur la rue Pierre-Timbaud désormais à sens unique.
Avant de traverser le rond-point enjambant la route nationale 315 et son tunnel des Sévines, la ligne dessert la station Timbaud réalisée en deux demi-stations situées sur chacun des itinéraires dissociés. Puis à l'engagement sur le rond-point, les deux voies s'associent à nouveau pour ensuite se placer en position latérale au nord de l'avenue du Général-de-Gaulle. La ligne dessert la gare de Gennevilliers, passe sous les voies de la ligne C du RER, longe et dessert le parc départemental des Chanteraines. Le tracé passe ensuite en position axiale, dès son passage en dessous de l'autoroute A86, marquant l'entrée dans la commune de Villeneuve-la-Garenne. Le tracé emprunte désormais l'avenue de Verdun et dessert notamment l'hôpital Nord 92 ainsi que la mairie de la commune.
Arrivé au niveau du quai d'Asnières, la voie empruntée par les tramways allant en direction de Noisy-le-Sec quitte le site propre pour passer en site banalisé, c'est-à-dire dans la circulation routière, afin de franchir le premier bras de la Seine. La voie empruntée par les trams allant dans le sens contraire demeure en site propre. Une fois le premier bras franchi, le tracé emprunte la rue Méchin afin de desservir le centre de la commune de L'Île-Saint-Denis.

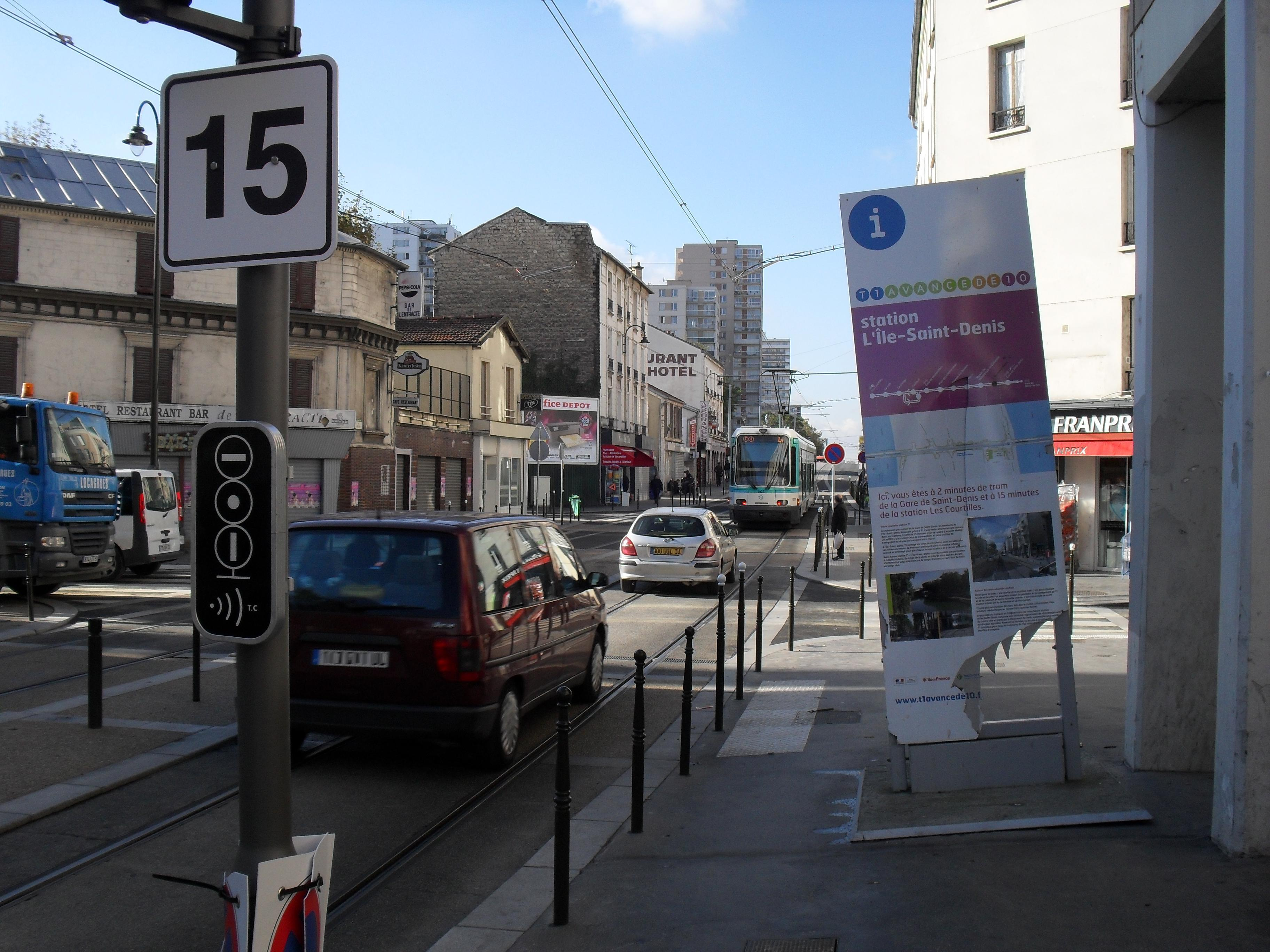
Une rame TFS dans la circulation routière s'éloigne de la station L'Île-Saint-Denis, en novembre 2012.

Les deux voies du tramway sont à cette occasion mêlées à la circulation routière, compte tenu de l'étroitesse de la rue. La ligne enjambe ensuite le second bras de la Seine pour entrer dans Saint-Denis. Sur le pont, les deux voies empruntent à tour de rôle un site propre situé au milieu de l'ouvrage.
Le tracé croise ensuite la route nationale 14, emprunte la rue du Port et passe en dessous des voies ferrées de la banlieue Nord, au-delà desquelles se trouvent la station Gare de Saint-Denis, située à proximité de la gare de même nom, sur le pont enjambant le canal Saint-Denis. En juin 2018, la RATP lance des travaux pour poser des voies de raccordement avec les voies du tram T8,. La ligne, après avoir croisé à niveau le T8, emprunte ensuite la rue Auguste-Delaune, rendue piétonne, puis contourne l'Église Saint-Denys-de-l'Estrée. Le tracé s'incurve vers le nord, et se situe alors à l'est du boulevard Jules-Guesde où se situe la station Théâtre Gérard Philipe. La ligne s'incurve de nouveau, cette fois en direction de l'est, et se situe du côté nord du boulevard Carnot, jusqu'à la station Marché de Saint-Denis. La ligne s'incurve une nouvelle fois vers le sud-est et traverse en site propre un quartier construit dans les années 1990 au nord de la basilique, où une station donne correspondance à distance avec la branche Saint-Denis de la ligne 13 du métro.
Par le boulevard de la Commune-de-Paris, elle rejoint la route nationale 186 qu'elle emprunte en position axiale en direction du sud-est. Un ouvrage dédié permet à la ligne de franchir l'autoroute A1. Elle traverse La Courneuve, dont elle dessert l'hôtel de ville par la seule station à quai central de la ligne, puis le terminus de la ligne 7 du métro, par une station implantée au centre du carrefour des Quatre-Routes. Le tracé, toujours placé dans l'axe de la RN 186, se situe ensuite en limite des communes de Drancy, au nord, et de Bobigny, au sud.
La ligne quitte sa position axiale après la station Drancy-Avenir et se place du côté sud de la route. Elle franchit ensuite sur un ouvrage spécifique les voies de la ligne de Grande Ceinture, et dessert les stations Gaston Roulaud puis Escadrille Normandie-Niémen. Le tracé quitte à cette hauteur la route nationale 186 et s'incurve en direction du sud-sud-est pour atteindre le centre de Bobigny par l'avenue Jean-Jaurès. Après les stations La Ferme et Libération, la ligne s'oriente vers l'est, et se place en position latérale au sud du boulevard Lénine. Après la station Hôtel de Ville de Bobigny, le tracé se poursuit le long du centre commercial Bobigny 2, jusqu'à l'importante gare routière de Bobigny - Pablo Picasso, où elle donne correspondance avec la ligne 5 du métro et de nombreuses lignes de bus.

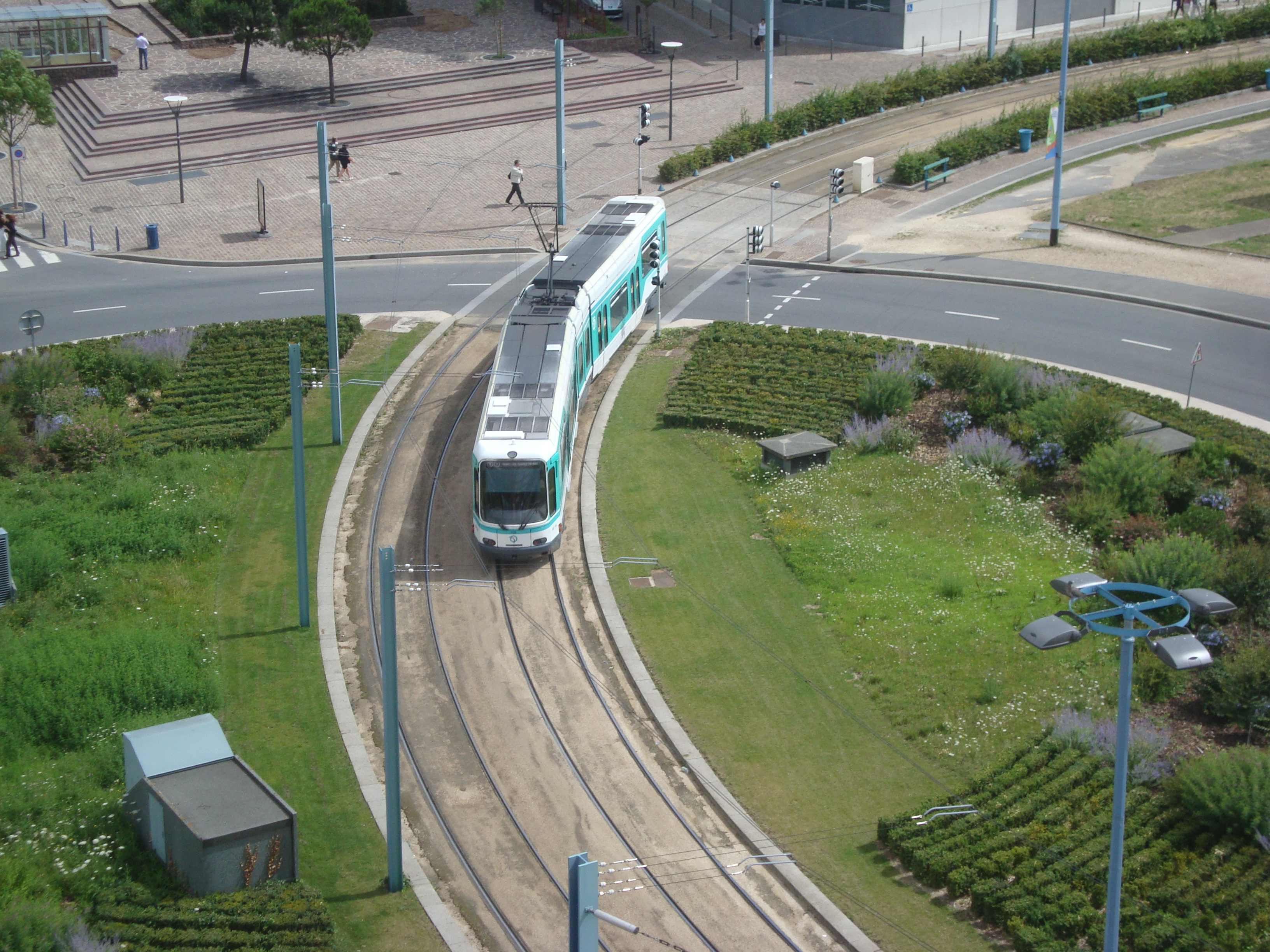
Un tramway sur le rond-point de la préfecture de Bobigny, en juillet 2010.

Après le triangle de raccordement avec l'atelier de Bobigny, en courbe de 30 mètres de rayon, le tracé s'infléchit vers le nord, et rencontre la N 186 qu'elle traverse pour se positionner au nord de cette voie, nommée ici avenue Paul-Vaillant-Couturier, en direction du sud-est. La ligne traverse de nouveau l'avenue, cette fois vers le sud, se place en position latérale sud et se poursuit vers l'est. Elle s'oriente au sud par une courbe de 33,75 mètres de rayon, avant de franchir le canal de l'Ourcq par un ouvrage dédié en béton armé qu'elle atteint après une rampe de 5 ‰. Dorénavant à Noisy-le-Sec, la ligne se dirige vers le sud par un tracé en « S », avec courbe de 33,75 mètres de rayon, suivie d'une contre-courbe de 50 mètres de rayon. Elle atteint l'avenue de Paris, ou N3, qu'elle traverse, puis se dirige vers le sud-ouest en empruntant dans l'axe l'avenue Gallieni. Elle passe sous l'autoroute A86 puis sous la ligne de Grande Ceinture dont les ouvrages successifs la surplombent, avant d'atteindre la station Petit Noisy, à quais décalés. Le tracé s'achève rue Jean-Jaurès à la station Gare de Noisy-le-Sec, prolongé de deux voies en impasse, après avoir franchi les faisceaux de voies de la banlieue Est.

### Principaux ouvrages d'art

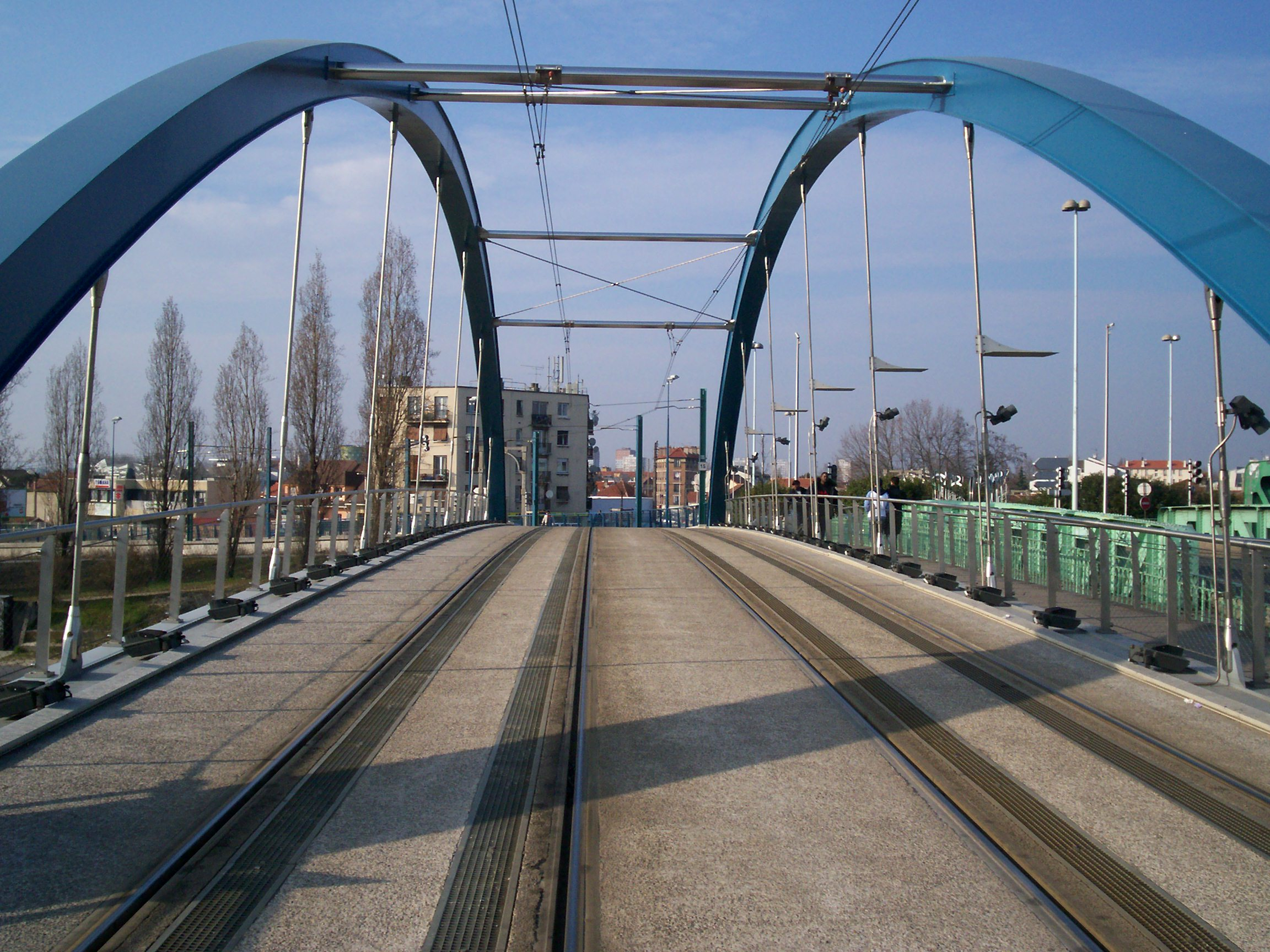
Le Pont de Bondy, en mars 2006.

La ligne est essentiellement située dans l'emprise de l'ancienne RN 186, devenue route départementale 986, sauf à Noisy-le-Sec, où elle suit une voie communale, et dans le centre-ville de Saint-Denis, où elle est en site propre intégral entre Basilique de Saint-Denis et Marché de Saint-Denis.
Il a néanmoins fallu réaliser plusieurs ouvrages d'art pour accueillir la ligne : 
- un pont sur le canal Saint-Denis, où se trouve la station Gare de Saint-Denis, et qui jouxte l'ancien pont, rendu piétonnier lors de la restructuration de la place de la gare en 2010 ;
- un agrandissement du Pont Palmers à la Courneuve, qui franchit la ligne B du RER et l'A86 ;
- un pont sur la ligne de Grande Ceinture à Bobigny, au niveau de la future station de la ligne T11 dénommée Drancy - Bobigny ;
- un pont sur le canal de l'Ourcq, à Bobigny, dénommé Pont de Bondy.

### Liste des stations
|  |   |  | Station                                                   | Lat/Long                                                | Zone | Communes                         | Correspondances                                              |
|  | - |  | --------------------------------------------------------- | ------------------------------------------------------- | ---- | -------------------------------- | ------------------------------------------------------------ |
|  | ■ |  | Asnières - Quatre Routes                                  | 48° 55′ 39″ N, 2° 16′ 29″ E                             | 3    | Asnières-sur-Seine               |                                                              |
|  | • |  | Asnières - Gennevilliers Les Courtilles                   | 48° 55′ 49″ N, 2° 17′ 03″ E                             | 3    | Asnières-sur-Seine Gennevilliers | (M) · (13)                                                   |
|  | • |  | Le Luth                                                   | 48° 55′ 53″ N, 2° 17′ 17″ E                             | 3    | Gennevilliers                    |                                                              |
|  | • |  | Le Village                                                | 48° 56′ 00″ N, 2° 17′ 40″ E                             | 3    | Gennevilliers                    |                                                              |
|  | • |  | Timbaud                                                   | 48° 56′ 00″ N, 2° 18′ 02″ E 48° 55′ 58″ N, 2° 18′ 05″ E | 3    | Gennevilliers                    |                                                              |
|  | • |  | Gare de Gennevilliers                                     | 48° 56′ 00″ N, 2° 18′ 28″ E                             | 3    | Gennevilliers                    | (RER) · (C)                                                  |
|  | • |  | Parc des Chanteraines                                     | 48° 56′ 02″ N, 2° 18′ 49″ E                             | 3    | Gennevilliers                    |                                                              |
|  | • |  | Chemin des Reniers                                        | 48° 56′ 04″ N, 2° 19′ 17″ E                             | 3    | Villeneuve-la-Garenne            |                                                              |
|  | • |  | La Noue                                                   | 48° 56′ 06″ N, 2° 19′ 40″ E                             | 3    | Villeneuve-la-Garenne            |                                                              |
|  | • |  | Mairie de Villeneuve-la-Garenne                           | 48° 56′ 08″ N, 2° 20′ 00″ E                             | 3    | Villeneuve-la-Garenne            |                                                              |
|  | • |  | L'Île-Saint-Denis                                         | 48° 56′ 09″ N, 2° 20′ 21″ E                             | 3    | L'Île-Saint-Denis                |                                                              |
|  | • |  | Gare de Saint-Denis                                       | 48° 56′ 10″ N, 2° 20′ 40″ E                             | 3    | Saint-Denis                      | (RER) · (D) · Transilien · Ligne H du Transilien · (T) · (8) |
|  | • |  | Théâtre Gérard-Philipe                                    | 48° 56′ 15″ N, 2° 21′ 01″ E                             | 3    | Saint-Denis                      |                                                              |
|  | • |  | Marché de Saint-Denis                                     | 48° 56′ 19″ N, 2° 21′ 21″ E                             | 3    | Saint-Denis                      | (T) · (5)                                                    |
|  | • |  | Basilique de Saint-Denis Hôtel de Ville                   | 48° 56′ 17″ N, 2° 21′ 39″ E                             | 3    | Saint-Denis                      | (M) · (13)                                                   |
|  | • |  | Cimetière de Saint-Denis                                  | 48° 56′ 11″ N, 2° 21′ 50″ E                             | 3    | Saint-Denis                      |                                                              |
|  | • |  | Hôpital Delafontaine                                      | 48° 56′ 01″ N, 2° 22′ 16″ E                             | 3    | Saint-Denis                      |                                                              |
|  | • |  | Cosmonautes                                               | 48° 55′ 54″ N, 2° 22′ 41″ E                             | 3    | Saint-Denis, La Courneuve        |                                                              |
|  | • |  | La Courneuve - Six Routes                                 | 48° 55′ 48″ N, 2° 23′ 05″ E                             | 3    | La Courneuve                     |                                                              |
|  | • |  | Hôtel de Ville de La Courneuve                            | 48° 55′ 39″ N, 2° 23′ 32″ E                             | 3    | La Courneuve                     |                                                              |
|  | • |  | Stade Géo André                                           | 48° 55′ 28″ N, 2° 24′ 07″ E                             | 3    | La Courneuve                     |                                                              |
|  | • |  | Danton                                                    | 48° 55′ 22″ N, 2° 24′ 24″ E                             | 3    | La Courneuve                     |                                                              |
|  | • |  | La Courneuve - 8 Mai 1945                                 | 48° 55′ 15″ N, 2° 24′ 38″ E                             | 3    | La Courneuve                     | (M) · (7)                                                    |
|  | • |  | Maurice Lachâtre                                          | 48° 55′ 09″ N, 2° 24′ 50″ E                             | 3    | Drancy, Bobigny                  |                                                              |
|  | • |  | Drancy-Avenir                                             | 48° 55′ 04″ N, 2° 25′ 04″ E                             | 3    | Drancy, Bobigny                  |                                                              |
|  | • |  | Hôpital Avicenne                                          | 48° 54′ 57″ N, 2° 25′ 32″ E                             | 3    | Drancy, Bobigny                  |                                                              |
|  | • |  | Gaston Roulaud                                            | 48° 54′ 51″ N, 2° 25′ 53″ E                             | 3    | Drancy, Bobigny                  |                                                              |
|  | • |  | Escadrille Normandie-Niémen                               | 48° 54′ 46″ N, 2° 26′ 08″ E                             | 3    | Bobigny                          |                                                              |
|  | • |  | La Ferme                                                  | 48° 54′ 35″ N, 2° 26′ 15″ E                             | 3    | Bobigny                          |                                                              |
|  | • |  | Libération                                                | 48° 54′ 25″ N, 2° 26′ 19″ E                             | 3    | Bobigny                          |                                                              |
|  | • |  | Hôtel de Ville de Bobigny Maison de la Culture            | 48° 54′ 24″ N, 2° 26′ 38″ E                             | 3    | Bobigny                          |                                                              |
|  | • |  | Bobigny - Pablo Picasso Préfecture - Hôtel du Département | 48° 54′ 24″ N, 2° 27′ 00″ E                             | 3    | Bobigny                          | (M) · (5)                                                    |
|  | • |  | Jean Rostand                                              | 48° 54′ 28″ N, 2° 27′ 16″ E                             | 3    | Bobigny                          |                                                              |
|  | • |  | Auguste Delaune                                           | 48° 54′ 24″ N, 2° 27′ 38″ E                             | 3    | Bobigny                          |                                                              |
|  | • |  | Pont de Bondy                                             | 48° 54′ 18″ N, 2° 28′ 11″ E                             | 3    | Noisy-le-Sec                     |                                                              |
|  | • |  | Petit Noisy                                               | 48° 54′ 02″ N, 2° 27′ 55″ E                             | 3    | Noisy-le-Sec                     |                                                              |
|  | ■ |  | Gare de Noisy-le-Sec                                      | 48° 53′ 45″ N, 2° 27′ 37″ E                             | 3    | Noisy-le-Sec                     | (RER) · (E)                                                  |

Les stations en gras servent de départ ou de terminus à certaines missions.

### Intermodalité
Le T1 est en correspondance avec les lignes 5, 7 et 13 du métro, respectivement aux stations Bobigny-Pablo Picasso, La Courneuve - 8 Mai 1945, Les Courtilles et Basilique de Saint-Denis, avec la ligne C du RER à la station Gare de Gennevilliers, avec la ligne D à Gare de Saint-Denis et avec la ligne E à Gare de Noisy-le-Sec, avec le tramway de la ligne T5 aux stations Marché de Saint-Denis et Basilique de Saint-Denis et avec celui de la ligne T8 à Gare de Saint-Denis. Enfin, à cette dernière station une correspondance est possible avec la ligne H du Transilien.

### Aménagement des stations

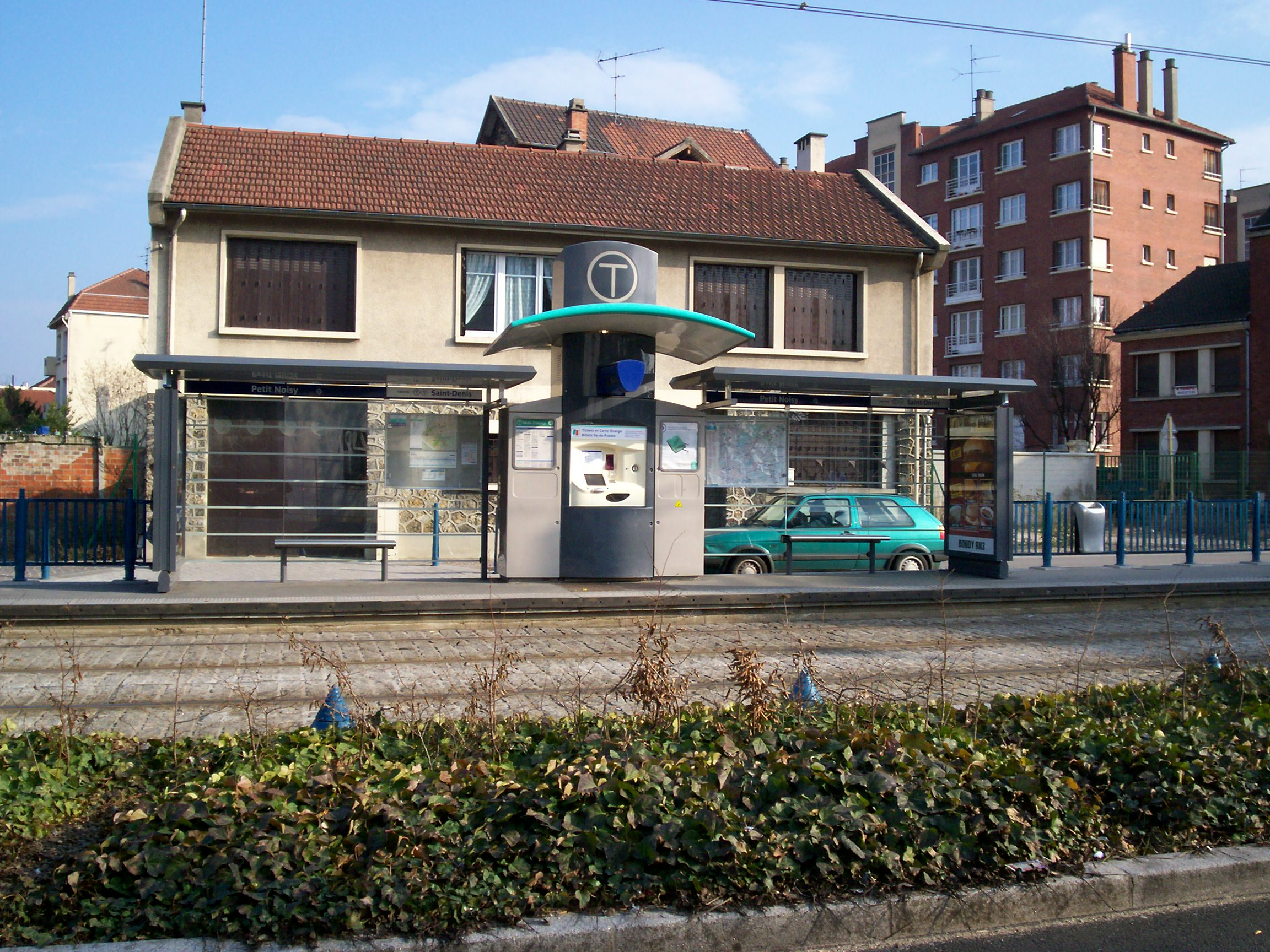
Mobilier de station typique des stations ouvertes avant 2012. On peut voir, au centre et en beige, le distributeur automatique de titres de transport. Ici, le mobilier de la station Petit Noisy, en mars 2006.

Toutes les stations sont équipées de bornes du Système d'information en ligne (SIEL). Des distributeurs automatiques de titres de transport (au détail, en carnet, en coupon hebdomadaire et mensuel) sont installés sur les quais des stations. Elles sont toutes accessibles aux personnes à mobilité réduite (PMR), y compris aux utilisateurs de fauteuil roulant. Elles possèdent des quais latéraux de 2,50 mètres à 3 mètres de largeur, généralement placés face à face,.

Galerie de photographies
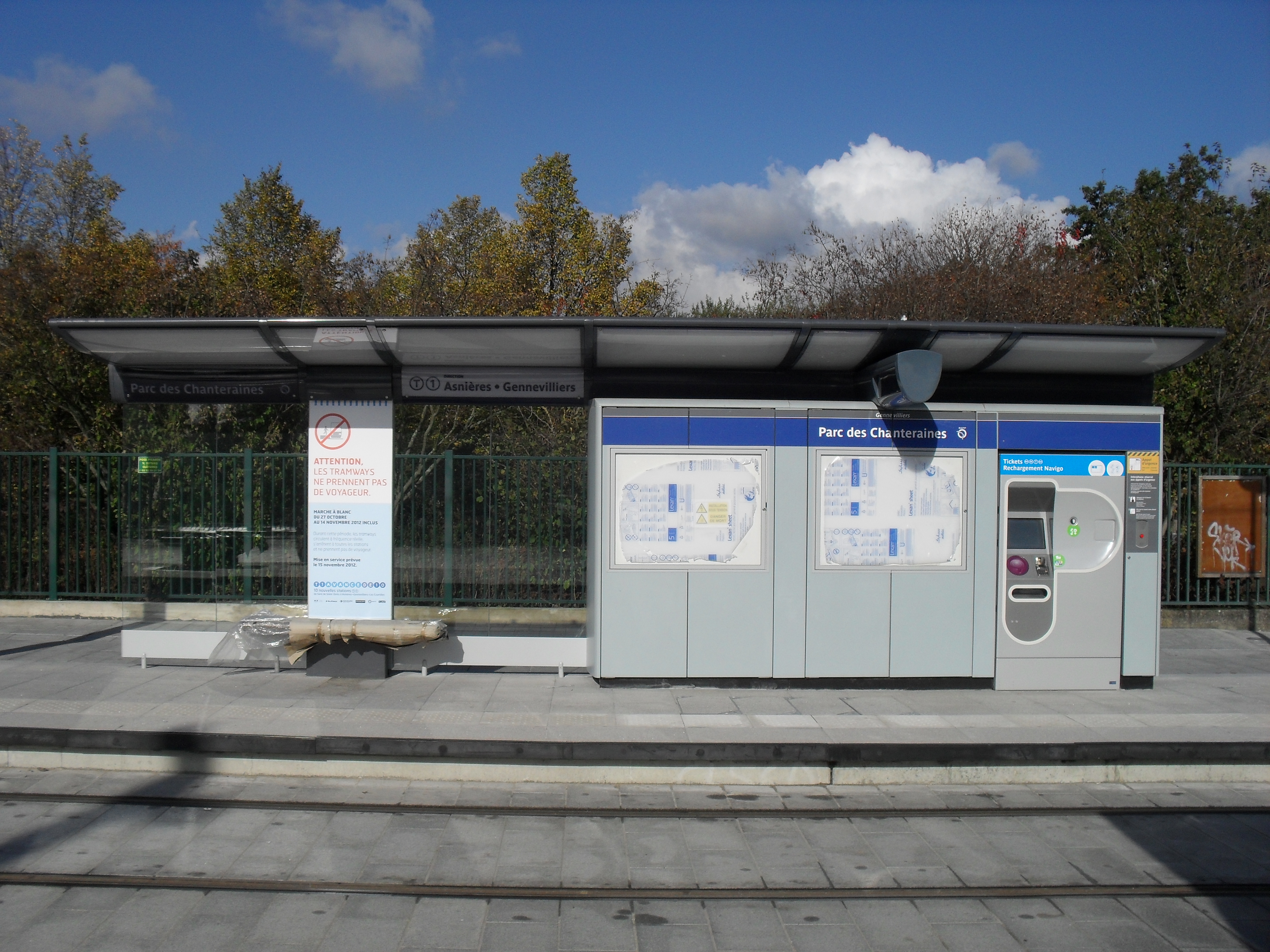
Mobilier de la station Parc des Chanteraines.
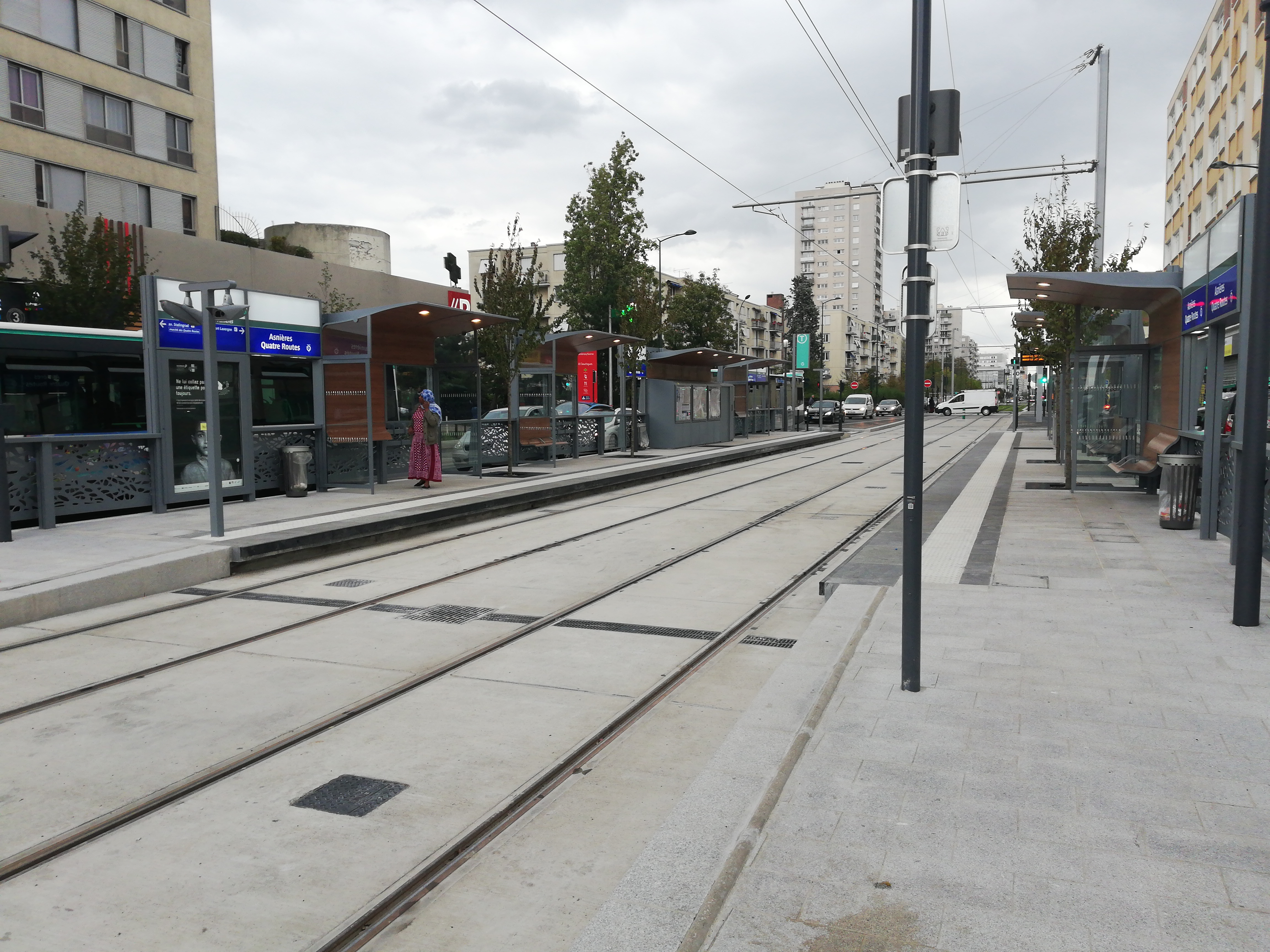
Mobilier de la station Quatre Routes, basé sur celui de la ligne T6, en 2019.
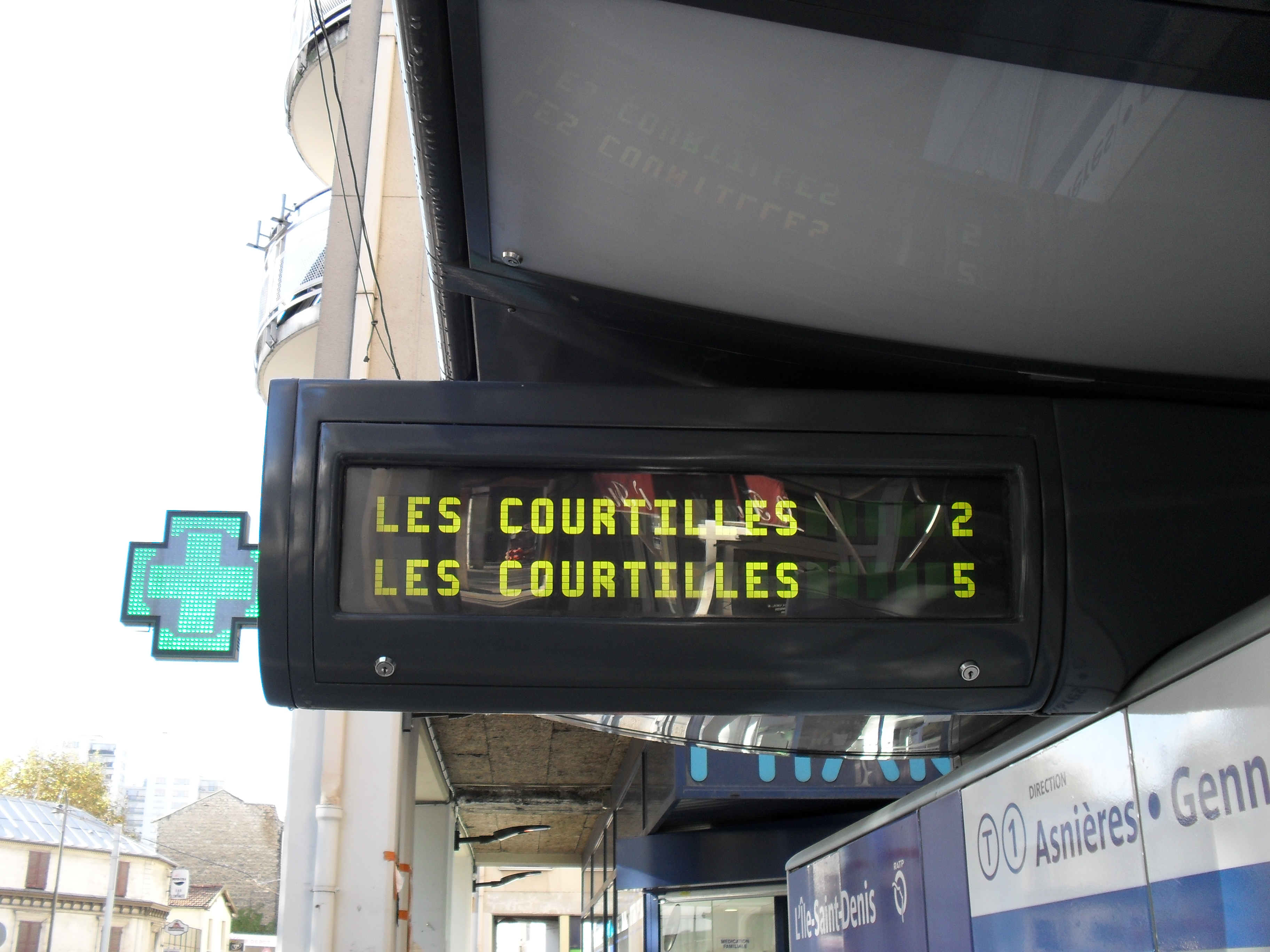
Borne du Système d'information en ligne (SIEL).
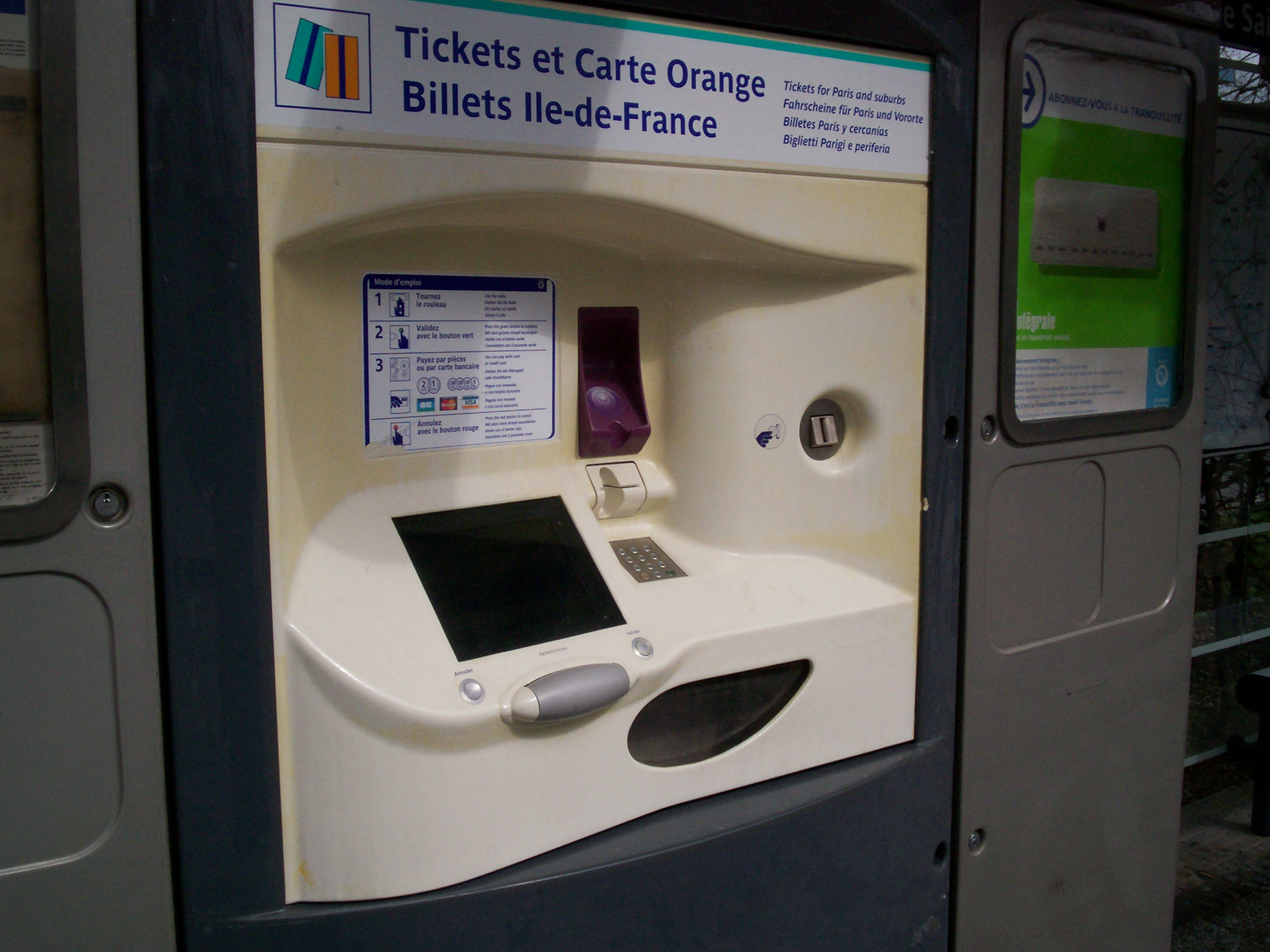
Distributeur automatique de titres de transport à la station Basilique de Saint-Denis.

## Exploitation de la ligne

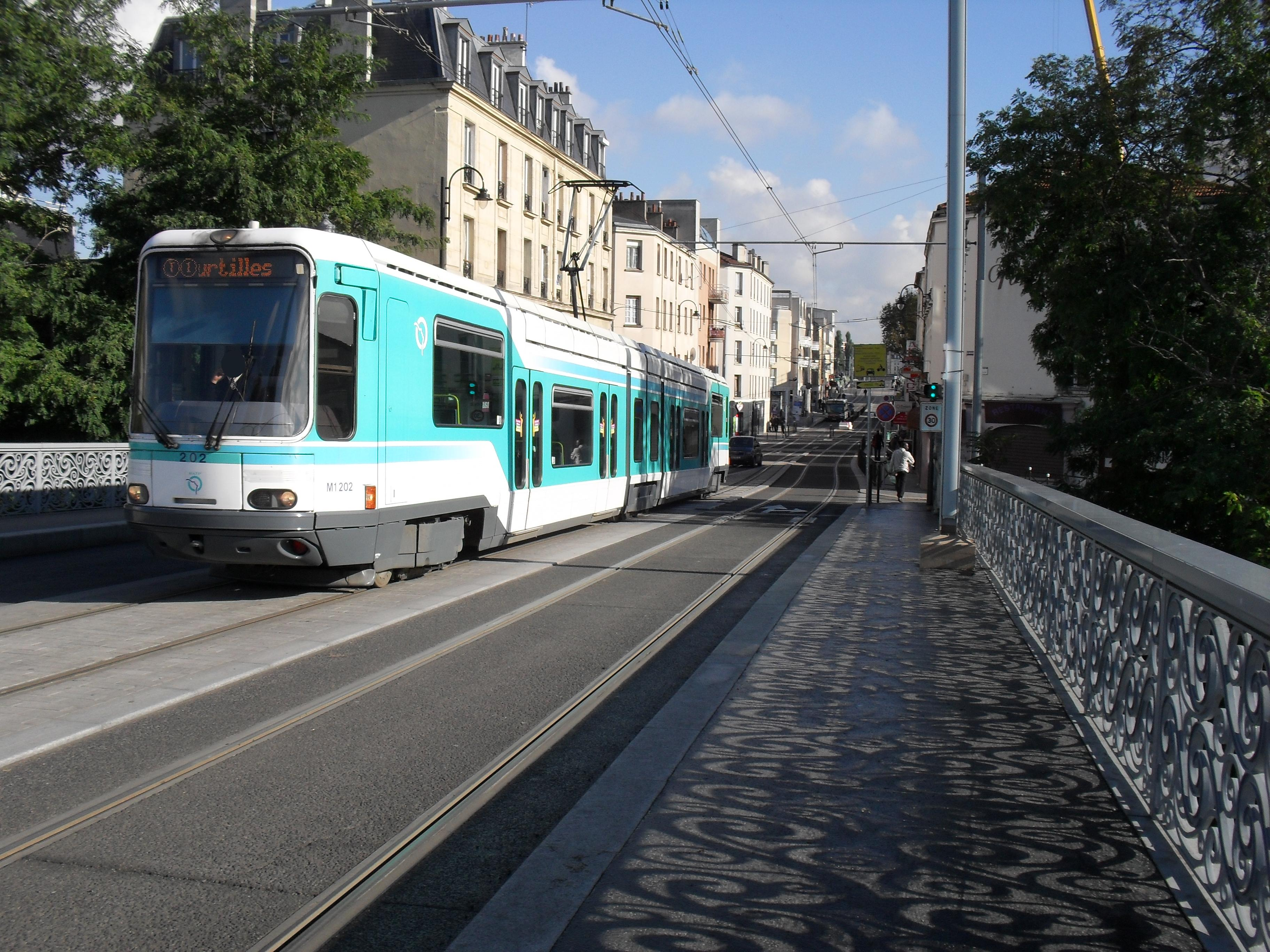
La rame TFS no 202 sur le pont du Petit Bras de Seine à L'Île-Saint-Denis, durant la « marche à blanc », en novembre 2012.

Le T1 est une ligne de tramway d'Île-de-France exploitée par la Régie autonome des transports parisiens (RATP). Elle fonctionne de 5 h 30 à 0 h 30 du dimanche au jeudi et de 5 h 30 à 1 h 30 les vendredi, samedi et veilles de jours fériés,. Les tramways relient Asnières - Quatre Routes à la gare de Noisy-le-Sec en 64 minutes grâce à une vitesse commerciale de 17 km/h.
Les rames circulent à la fréquence d'un passage toutes les cinq minutes aux heures de pointe et de six à huit minutes aux heures creuses, du lundi au vendredi. La fréquence est de quinze à vingt minutes de 21 h à la fin du service. Le samedi, l'intervalle entre deux rames varie de six à dix minutes en journée et de sept à dix minutes les dimanches et jours de fêtes,.
Selon la direction des tramways de la RATP, le tram T1 est assez atypique car les heures creuses gardent un trafic soutenu de cabotage, qui vient relayer les trajets domicile-travail, ce qui lui donne un profil d’exploitation très différent du T2.

### Matériel roulant

#### Tramway français standard (TFS)
La ligne T1 est équipée de trente-cinq rames du matériel Tramway français standard (TFS), identique à celui équipant le réseau grenoblois, dont trente et une en circulation au plus fort du trafic. Longues de 29,4 mètres et larges de 2,30 mètres, les rames permettent d'accueillir de 178 à 252 voyageurs. Elles bénéficient d'un plancher bas sur les deux tiers de leur longueur ; seules les parties extrêmes, situées au-dessus des bogies moteurs, ont leur plancher à 65 cm au-dessus du quai. Deux versions du Tramway français standard (TFS) cohabitent sur la ligne de tramway.

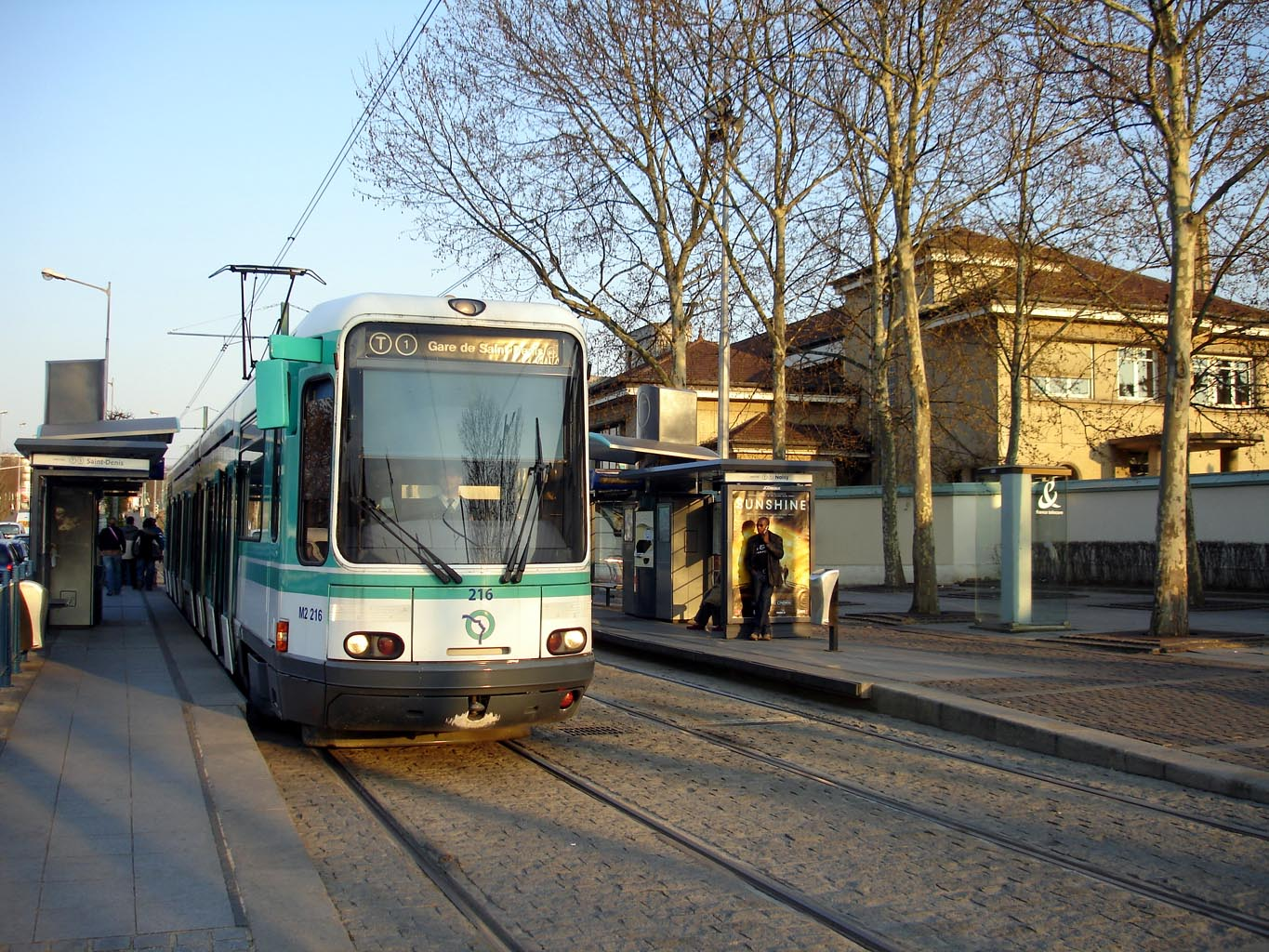
La rame TFS no 216 à la station Hôpital Avicenne, en avril 2007. Le conducteur surveille la montée et la descente des voyageurs à l'aide des rétroviseurs rétractables.

La première version est celle de 1992, qui se caractérise par des moteurs à courant continu. Elles se différencient aussi par leur avertisseur sonore au ton plus grave que les rames suivantes ; les rames sont numérotées 101 à 117. La première d'entre elles a été reçue le 12 février 1992 par l'atelier de Bobigny et a accompli ses premiers essais, le 24 février suivant.
La seconde version est celle de 1994 ; les rames sont numérotées 118, 119 et de 201 à 216. En 1995, les deux premières rames issues de cette version, numérotées 118 et 119 sont livrées, en même temps que celles de la ligne 2 du tramway d'Île-de-France et leur sont identiques. En 2003 et 2004, les seize rames suivantes, numérotées 201 à 216, arrivent en provenance de la ligne 2, à la suite de leur remplacement par des Citadis 302, un nouveau matériel offrant plus de place au voyageur. Ce redéploiement permet de renforcer le parc de la ligne en vue de son prolongement à Noisy-le-Sec puis à Asnières - Gennevilliers.
Les rames 101 à 119 adoptent à l'origine une livrée à base de gris. Elles sont toutes équipées de la ventilation réfrigérée et voient leur intérieur rénové. Les rames 201 à 216 sont quant à elles rénovées de 2004 à 2006 après leur transfert sur la ligne.

#### Citadis 305 (TW20)

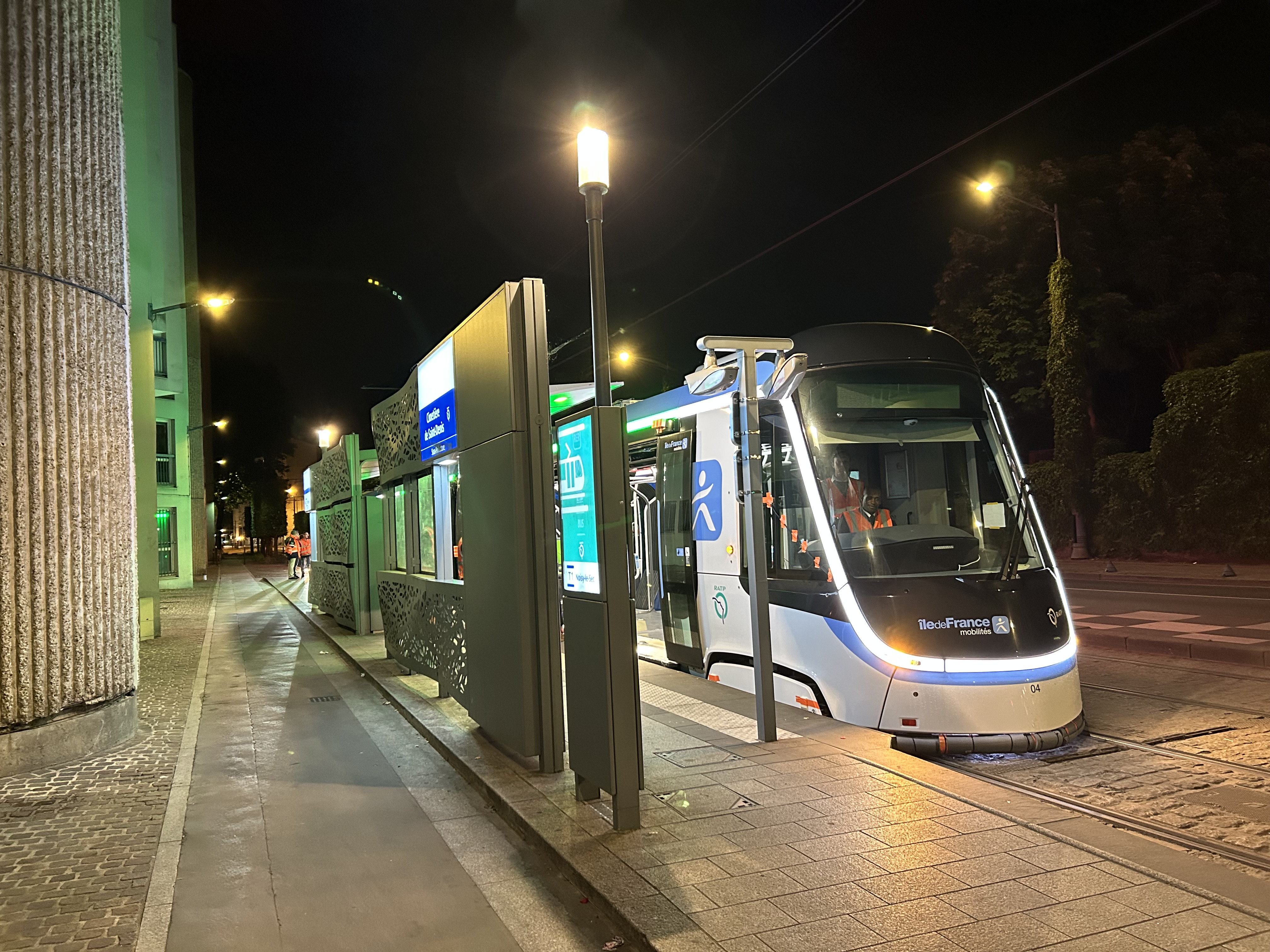
La rame TW 20 no 4 à la station Cimetière de Saint-Denis, le 6 juin 2024.

Dans le cadre du prolongement vers l'est à Rue de Rosny et compte tenu de l'âge et caractéristiques inadéquates du parc (certaines rames auront plus de 30 ans en 2023, les rames sont courtes, de faible capacité, à plancher bas partiel et n'ont que quatre double portes par face), le renouvellement complet et l'agrandissement du parc de matériel roulant de la ligne T1 sont décidés. Un appel d'offres pour l'achat de 115 nouvelles rames est lancé par Île-de-France Mobilités en octobre 2018. Un nouveau site de maintenance et de remisage de matériel roulant sera par ailleurs construit à l'occasion du prolongement, dans le quartier des Murs à pêches à Montreuil.
Alstom est choisi pour la fourniture de 37 rames Citadis 305 de 33 mètres de long et de 2,4 mètres de large, qui remplaceront à partir de 2024 les rames TFS.
Les Franciliens, usagers ou non du tramway, sont invités par Île-de-France Mobilités à donner leur avis, entre trois modèles, sur la forme de l'avant des futures rames. Le choix doit être exprimé par Internet sur une page dédiée, jusqu'au 21 janvier 2022. C'est la deuxième proposition, similaire aux faces avant du Citadis 405 des lignes 9 et 10, qui est choisie.

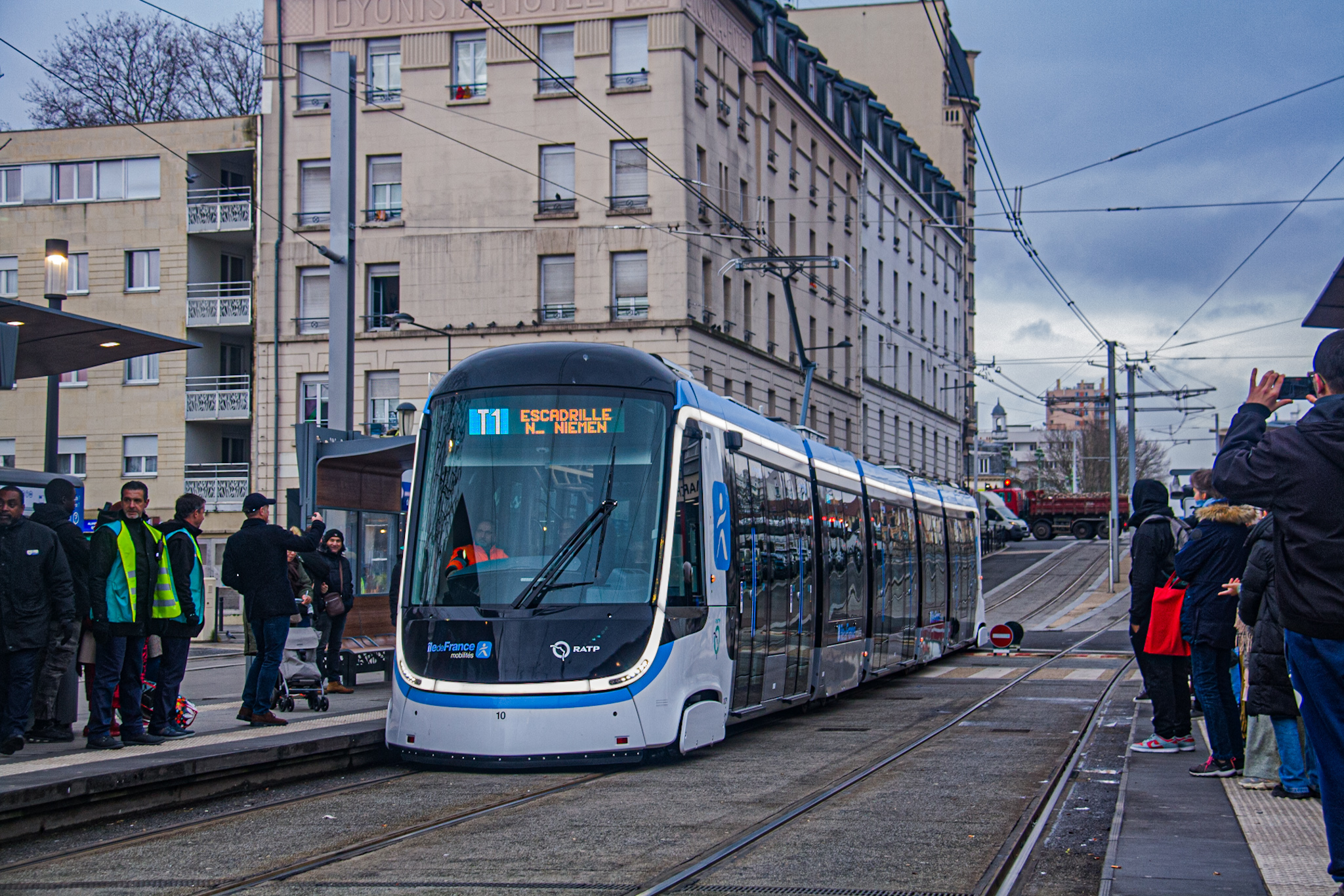
Inauguration du service commercial de la Citadis 305 le 10 décembre 2024 en Gare de Saint-Denis.

La première rame est livrée fin mars 2024. Les essais dynamiques débutent en juin 2024 pour une mise en service estimée fin 2024,. 28 nouvelles rames similaires sont commandées en juillet 2024 pour couvrir les futurs prolongements de la ligne T1.
La mise en service de quatre premières rames débute le 10 décembre 2024,.

### Conduite et signalisation

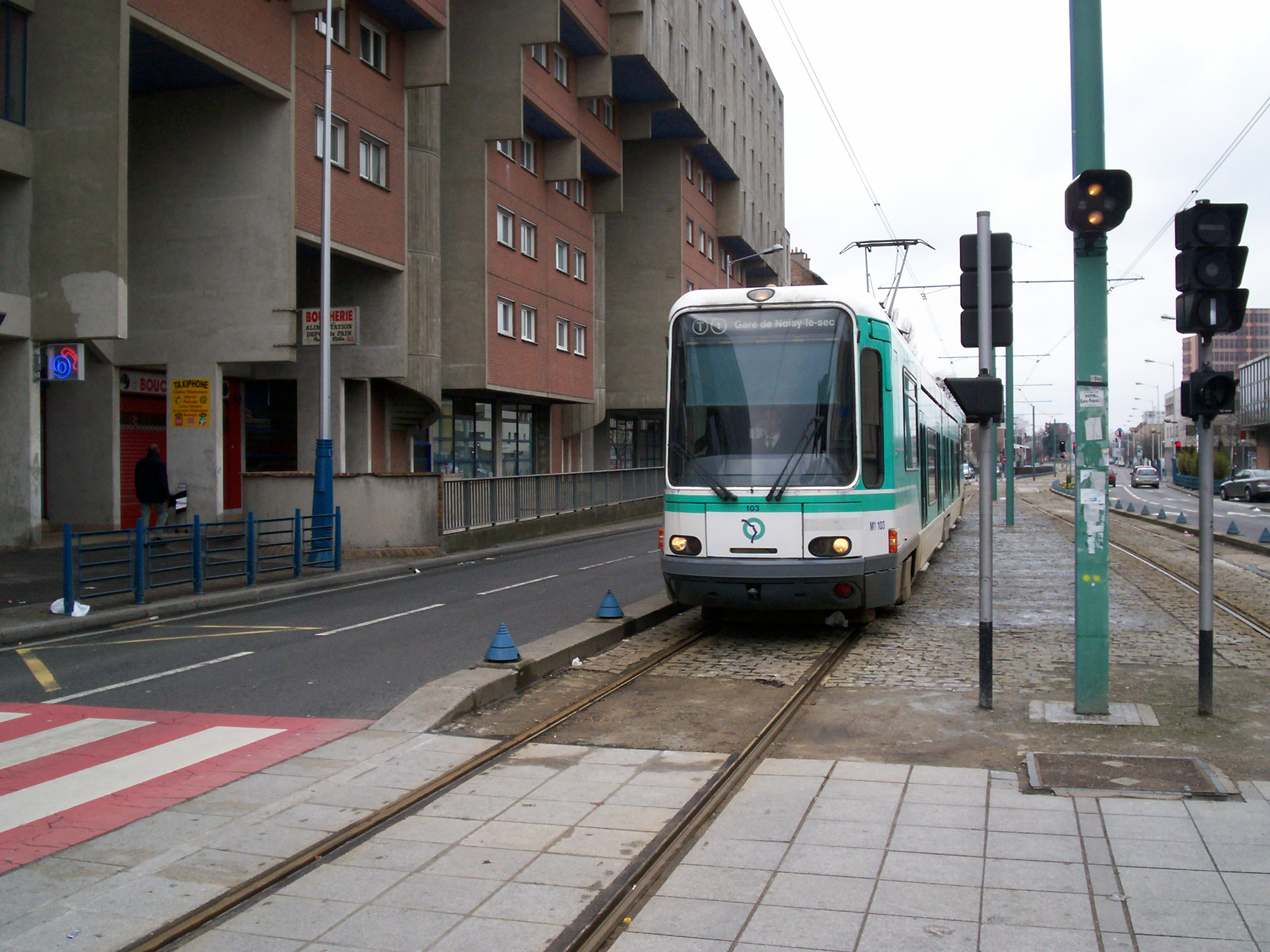
La signalisation tramway à l'entrée de la station Hôtel de ville de La Courneuve, en mars 2006.

La conduite sur la ligne se fait en « conduite à vue » : on ne trouve donc sur la ligne que des panneaux de limitation de vitesse, des signaux de protection d'itinéraires et des signaux protégeant le franchissement des carrefours. Pour ces derniers, la voirie est équipée de signaux tricolores classiques de type R11 tandis que la ligne est équipée de signaux de type R17 et R18 associés à la signalisation routière. Ces feux sont accompagnés d'une signalisation d'aide à l'exploitation, un losange lumineux signalant la prise en charge de la demande de priorité au carrefour.
Les signaux de protection d'itinéraires ou signaux d'exploitation se situent avant les appareils de voies (aiguillages). Les panneaux de limitation de vitesse se présentent quant à eux comme des panneaux carrés avec des chiffres noirs sur fond blanc. Enfin, les indicateurs de coupure de courant sont implantés en amont de chaque secteur d'alimentation de la ligne aérienne de contact (LAC). Deux ronds blancs alignés en position verticale annoncent une ligne électrique alimentée, alignés en position horizontale une ligne non alimentée.
Les machinistes du T1 sont au nombre de trois cents. Dans le cadre du prolongement de la ligne aux Courtilles, cinquante conducteurs supplémentaires sont venus s'ajouter aux deux-cent cinquante déjà 
présents sur la ligne. Les nouveaux sont tous des conducteurs de bus, ayant suivi une formation préalable de trois semaines avant d’obtenir l’autorisation de conduire un tramway. Une dizaine d'entre eux conduisent aussi bien des tramways du T1 que ceux du T2 ou des autobus.

### Controverse
Le 31 août 2011, la RATP fut mise en cause pour avoir utilisé une rame de tramway de la ligne 1 afin de transporter des familles Roms expulsées d'un camp le matin-même. Cette mise à disposition n'aurait pas été le fruit d'une réquisition demandée par la Préfecture de Seine-Saint-Denis. Le tramway en cause a réalisé le transport sous escorte policière de 150 personnes de Saint-Denis jusqu'au terminus de la ligne à Noisy-le-Sec (Seine-Saint-Denis).

### Ateliers

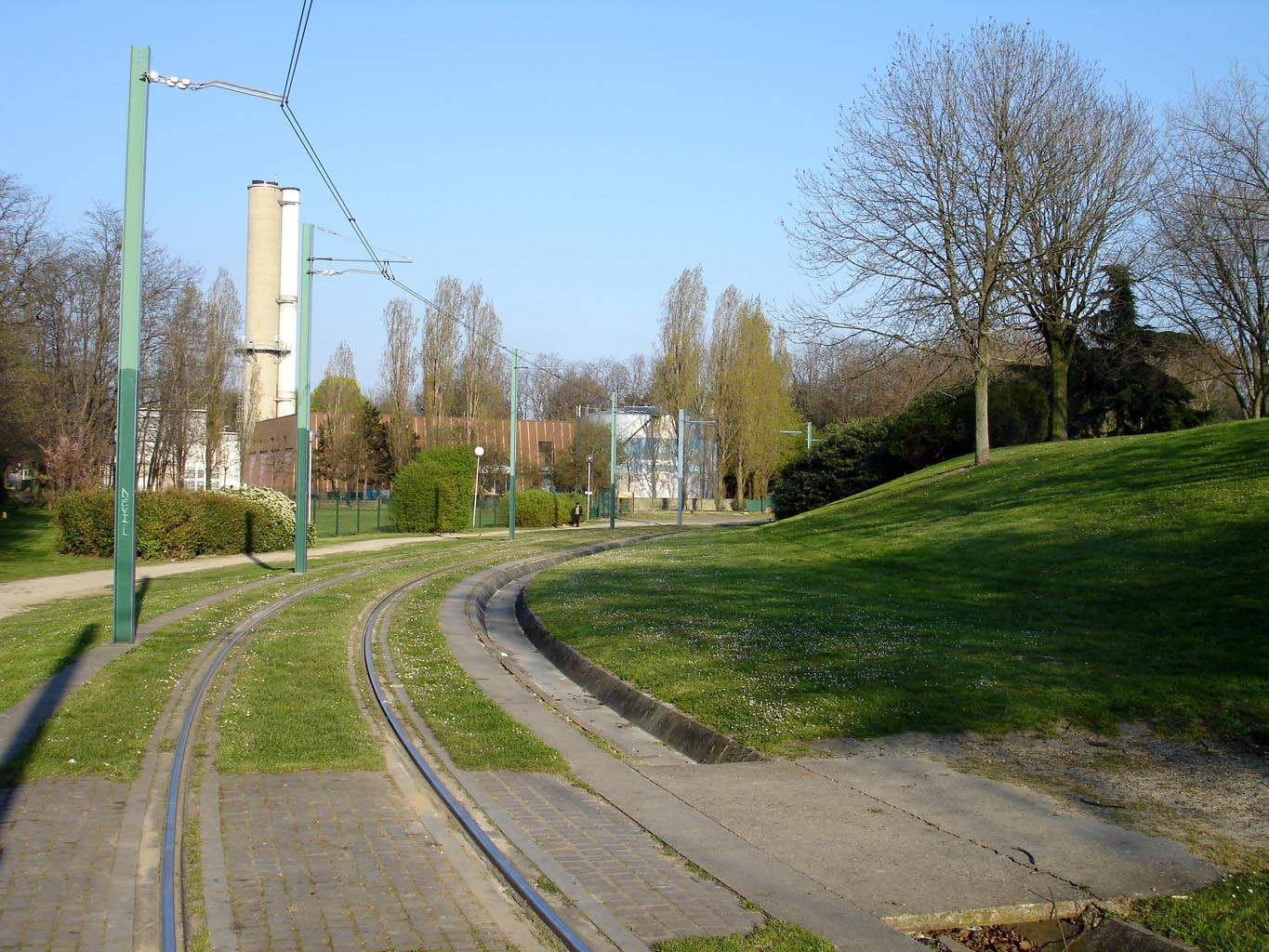
La voie d'accès aux ateliers traversant le parc de la Bergère à Bobigny, en avril 2007.

Les rames de la ligne sont entretenues par les ateliers de maintenance de Bobigny, ateliers qui entretiennent également le matériel roulant de la ligne 5 du métro. Ils sont reliés à la ligne T1 au niveau de la station Bobigny - Pablo Picasso par une voie unique qui traverse le parc de la Bergère.
Les ateliers de Bobigny servent de remisage aux trente-cinq rames de tramway de la ligne, ainsi que de centre de maintenance. Ils comprennent un hall de maintenance et un faisceau de voies de garage, l'emprise dédiée au seul tramway couvrant une surface de 10 000 m2, dont 1 570 m2 de surface couverte. Le hall de maintenance accueille une voie de deux positions de maintenance, sur pilotis et avec passerelle d'accès à la toiture des rames. Une voie est équipée de vérins mobiles pour réaliser les échanges de bogies. Un tour en fosse permet les opérations d'inspection, de réparation ou encore le reprofilage (« réalésage ») des roues en fosse afin de limiter les risques pour la sécurité et les nuisances sonores. Une station-service, dotée d'une machine à laver à rouleaux, permet par ailleurs d'effectuer les opérations de nettoyage extérieur et intérieur des rames ainsi que le remplissage de leurs sablières.

### Tarification et financement

Logo de la ligne 1 du tramway pour Île-de-France Mobilités.

La tarification de la ligne est identique à celle en vigueur sur tout le réseau du tramway d'Île-de-France. Un ticket « bus-tram », qui remplace le ticket t+ au 1er janvier 2025, permet un trajet simple quelle que soit la distance, avec une ou plusieurs correspondances possibles avec les autres lignes de bus et de tramway pendant une durée maximale de 1 h 30 entre la première et dernière validation. En revanche, un ticket validé dans un bus ne permet pas d'emprunter le métro, ni le Transilien et le RER. Une exception existe à titre temporaire pour l'emprunt des T11 à T13, précédemment accessibles avec le billet origine-destination, où le ticket « métro-train-RER » est nécessaire.
Le financement du fonctionnement de la ligne (entretien, matériel et charges de personnel) est assuré par l'exploitant. Cependant, les tarifs des billets et abonnements dont le montant est limité par décision politique ne couvrent pas les frais réels de transport. Le manque à gagner est compensé par l'autorité organisatrice, Île-de-France Mobilités, présidée depuis 2005 par le président du Conseil régional d'Île-de-France et composé d'élus locaux. Elle définit les conditions générales d'exploitation ainsi que la durée et la fréquence des services. L'équilibre financier du fonctionnement est assuré par une dotation globale annuelle aux transporteurs de la région grâce au versement mobilité payé par les entreprises et aux contributions des collectivités publiques.

### Trafic

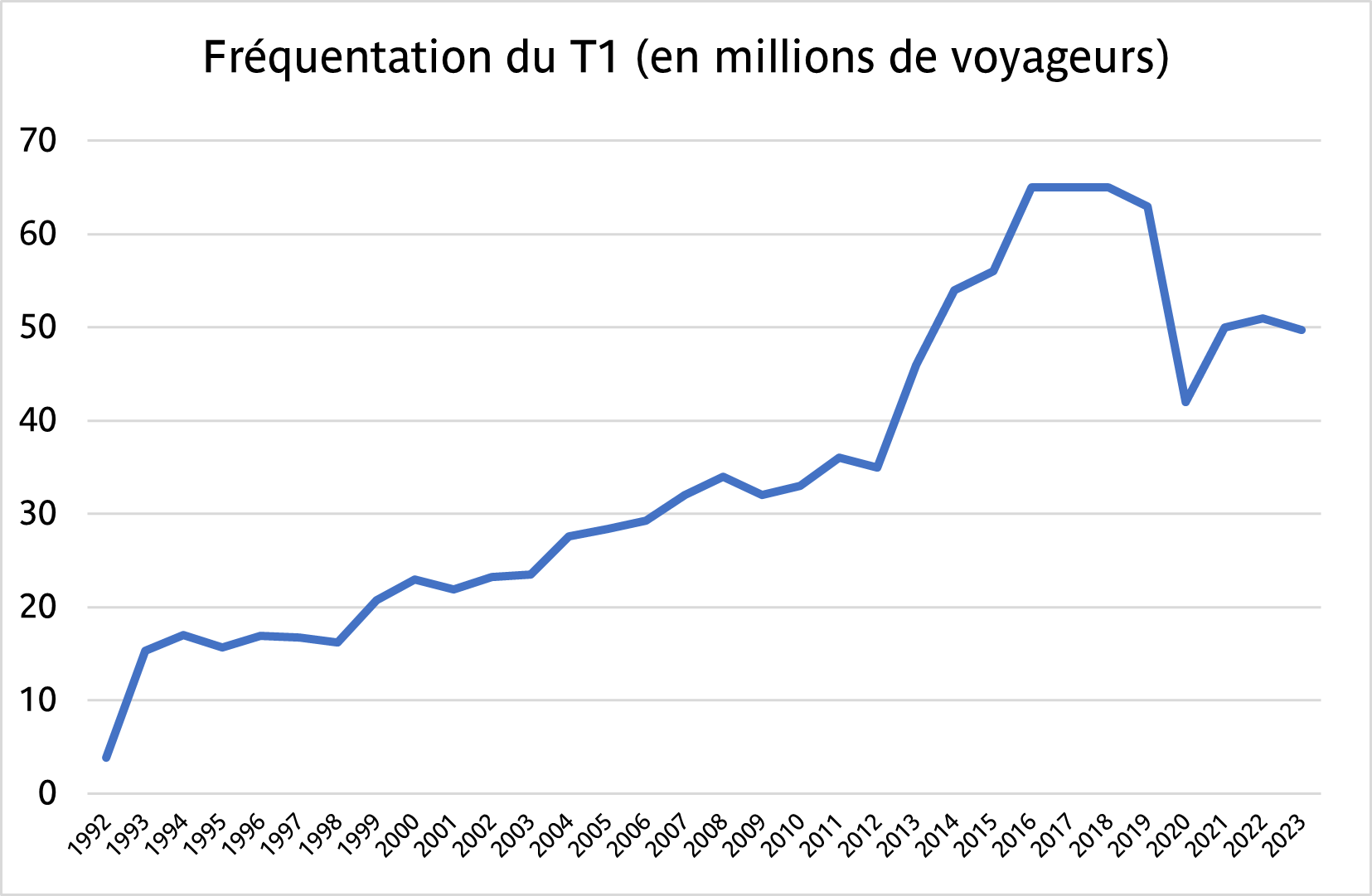
Fréquentation de la ligne 1 du tramway.

La ligne 1 a rencontré un rapide succès et est en 2009 la ligne de tramway au trafic le plus élevé du réseau francilien : elle transporte en moyenne 115 000 voyageurs par jour ouvré. Le nombre total de voyageurs transportés représente 50 % de plus que la fréquentation de la ligne 2. De 1993 (première année de pleine exploitation) à 2006, le trafic a presque doublé, augmentation comparable à celle constatée sur la ligne 2. La ligne 3, ouverte en décembre 2006, atteint un niveau comparable de fréquentation après une année pleine d'exploitation. Le prolongement de la ligne à Asnières-Gennevilliers devant apporter 43 000 voyageurs supplémentaires par jour ouvré selon les estimations du STIF, la ligne est depuis devenue la seconde en termes de trafic après la ligne T3 prolongée. En 2015, la ligne atteint en moyenne 188 000 voyageurs chaque jour ouvré, ordre de grandeur qui identique en 2024.
| Année                             | 1992 | 1993 | 1994 | 1995 | 1996 | 1997 | 1998 | 1999 | 2000 | 2001 | 2002 | 2003 | 2004 | 2005 | 2006 |
| Nombre de voyageurs (en millions) | 3,9  | 15,3 | 17,0 | 15,7 | 16,9 | 16,7 | 16,2 | 20,7 | 23,0 | 21,9 | 23,2 | 23,5 | 27,6 | 28,4 | 29,3 |

| Année                             | 2007 | 2008 | 2009 | 2010 | 2011 | 2012 | 2013 | 2014 | 2015 | 2016 | 2017 | 2018 | 2019 | 2020 | 2021 | 2022 | 2023 |
| Nombre de voyageurs (en millions) | 32   | 34   | 32   | 33   | 36   | 35   | 46   | 54   | 56   | 65   | 65   | 65,5 | 62,7 | 42   | 50   | 51   | 50   |

## Projets

Tracé de ce que devrait être la ligne une fois tous les projets d'extension achevés.

### Modernisation du tronçon historique

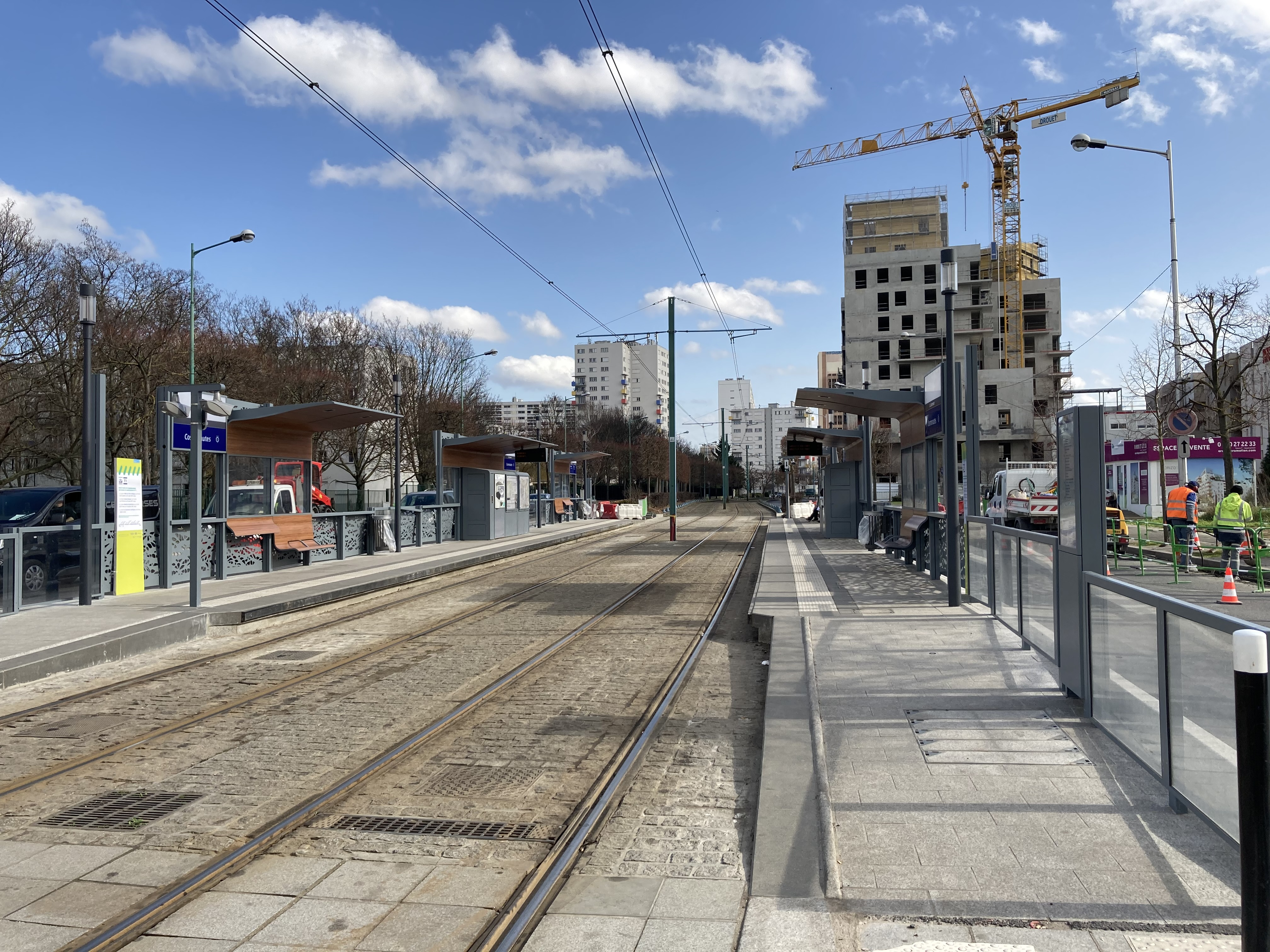
Mobilier neuf à la station Cosmonautes, en février 2021.

Le tronçon inauguré en novembre 2012 ayant dégradé les conditions de transport sur le tronçon Bobigny/Saint-Denis (problèmes techniques répétés, accroissement des intervalles entre deux rames, surcharge...), le STIF, la RATP, les villes et le Conseil général de la Seine-Saint-Denis décident de mettre en place le programme d'action « PACT1 », visant à déployer sur tous les carrefours le système « Gerfaut II » pour une meilleure gestion des feux tricolores afin de gagner 10 % sur le temps de parcours. Le projet suppose l’augmentation du nombre de rames et divers aménagements de voirie pour fluidifier la circulation, ainsi que l’agrandissement des quais pour éviter les effets de cohue. Le conseil d'administration du STIF vote début 2014 un vœu émis par le Conseil général demandant le renouvellement anticipé du matériel roulant. La station La Courneuve -8 mai 1945 est agrandie au premier semestre 2017 avant que les autres stations historiques ne soient modernisées entre 2020 et 2022 et leurs quais allongés de 24 à 30 mètres et pour la plupart élargis pour pouvoir accueillir en 2024 un nouveau matériel roulant. Les rames sont des X05 de Alstom. Parmi elles, la station Gare de Saint-Denis est déplacée à l'ouest de la gare et les quais de la station Basilique de Saint-Denis sont repositionnés de manière décalée, l'arrêt en direction de Gennevilliers étant déplacé vers l'ouest.
La modernisation des stations existantes de Pablo Picasso à la gare de Noisy-le-Sec, ainsi que Hôtel de Ville de La Courneuve, est prévue le 22 avril 2025,.

### Prolongements à l'ouest

#### Prolongement d'Asnières-Gennevilliers à Colombes

##### Historique

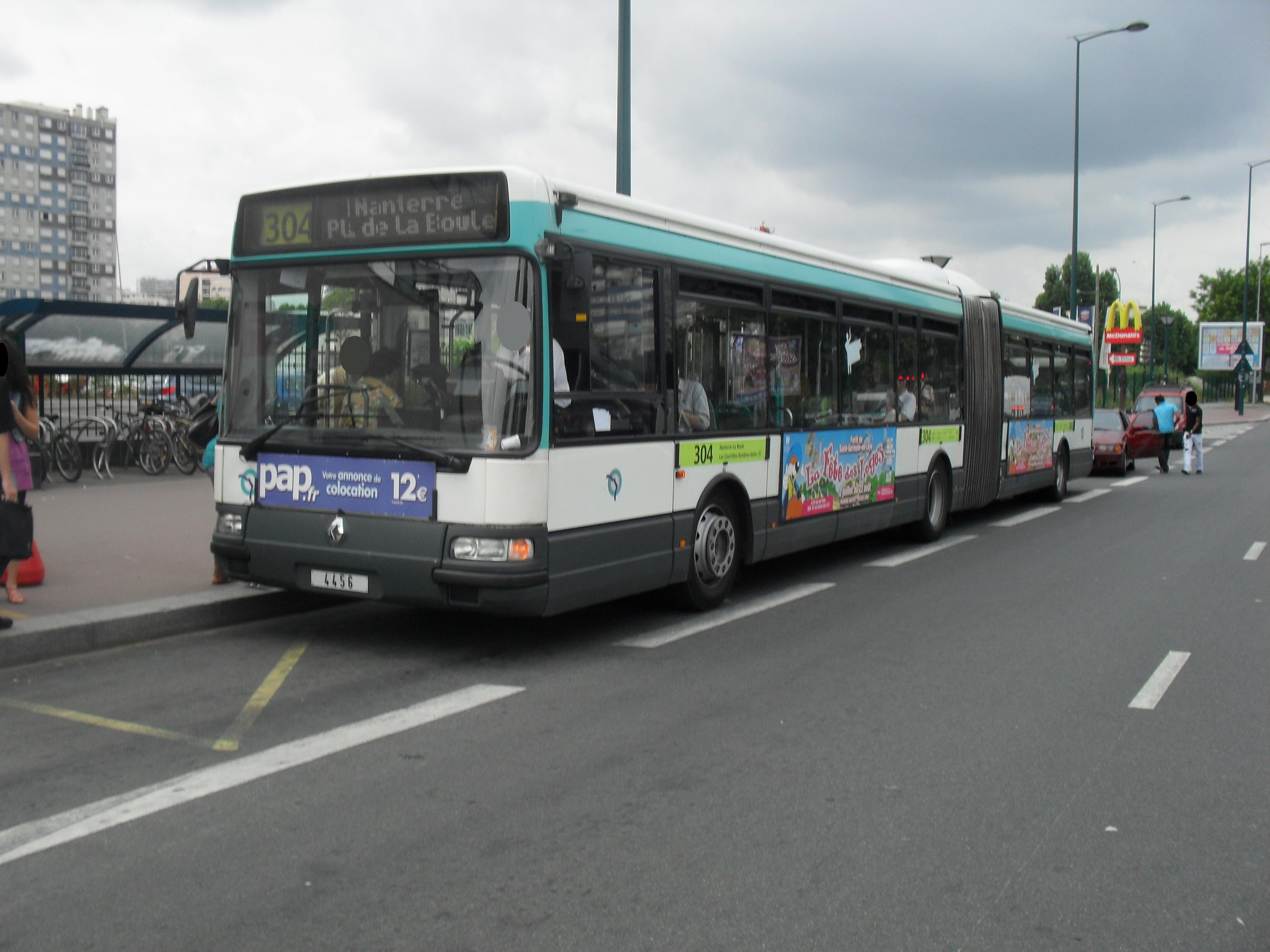
Le prolongement suit la majeure partie de l'itinéraire de la ligne de bus RATP 304. Ici, un bus Agora L de la ligne aux Courtilles, en juillet 2010.

La liaison entre Asnières - Gennevilliers et Nanterre devait faire l'objet de discussions pour la phase 2 (2013-2020) de l'avant-projet du SDRIF de 2006. L'IAURIF, le conseil régional d'Île-de-France et la RATP ont publié en novembre 1999 un document de synthèse présentant ce projet, s'inscrivant dans le cadre de la création du réseau ORBITALE, réseau maillé irriguant la proche couronne selon des techniques variables. Ce prolongement de 11,8 km desservirait cinq communes : Nanterre, Colombes, Bois-Colombes, Asnières-sur-Seine et Gennevilliers, et notamment la préfecture des Hauts-de-Seine, le Palais de Justice et l'Hôtel de Ville de Nanterre, l'Université Paris-Nanterre, les hôpitaux de Nanterre et de Colombes, deux parcs départementaux (Nanterre, Colombes) et de nombreux établissements d'enseignement. Mais en 2009, une réalisation de ce tronçon en trois phases est finalement avancée.
Le 19 juin 2009, dans le cadre d'un contrat particulier avec la région, le conseil général des Hauts-de-Seine s'engage en faveur de la réalisation anticipée d'une partie de ce prolongement, sur 900 mètres, jusqu'au carrefour des Quatre Routes, à la limite d'Asnières, Bois-Colombes et Colombes, avec une ou deux stations supplémentaires. Le coût prévisionnel de cette opération est estimé à 36 millions d'euros HT (valeur 2008). Dans ce même contrat, quatre millions d'euros sont affectés au financement d'études portant sur le tronçon situé sur la ville de Colombes, qui permettra à terme de relier le carrefour des Quatre-Routes au T2 à hauteur des terrains de La Marine, boulevard Charles-de-Gaulle, et d'assurer la correspondance vers La Défense. C'est dans ce cadre que la ville de Colombes s'est prononcée en faveur d'un tracé passant par le centre-ville, notamment par la gare de Colombes, plutôt qu'un tracé longeant l'A86 sur l'intégralité du parcours.
Le 8 décembre 2010, le STIF approuve la convention de financement et annonce le démarrage des premières études, en vue d'une concertation préalable annoncée pour le quatrième trimestre 2011. Le 6 juillet 2011, le conseil du STIF annonce l'organisation d'une concertation sur le prolongement de la ligne jusqu'au T2 en octobre et novembre 2011. Le nouveau tronçon, long de six kilomètres, comporterait onze ou douze stations, et serait parcouru en vingt minutes, avec une mise en service prévue à l'horizon 2017. Deux variantes, nord et centre, sont alors envisagées : selon l'itinéraire retenu, le trafic prévu sur le prolongement à l'horizon 2020, serait respectivement de 80 000 et 108 100 voyageurs par jour. Le coût de l'opération est évalué à 135 millions d'euros pour le tracé nord, et 125 millions d'euros pour le tracé centre, hors matériel roulant et acquisitions foncières.
Le 11 avril 2012, le STIF annonce que le tracé nord, avec une variante possible plus au centre, est retenu,.
En 2013, la réalisation du projet est phasée en deux étapes : Les Courtilles - Quatre Routes et Quatre Routes - Petit-Colombes. L'enquête publique se déroule du 15 septembre 2014 au 25 octobre 2014.
La première phase d'une station jusqu'à Asnières-Quatre Routes est mis en service le 12 octobre 2019.

##### Seconde étape jusqu'à Petit-Colombes

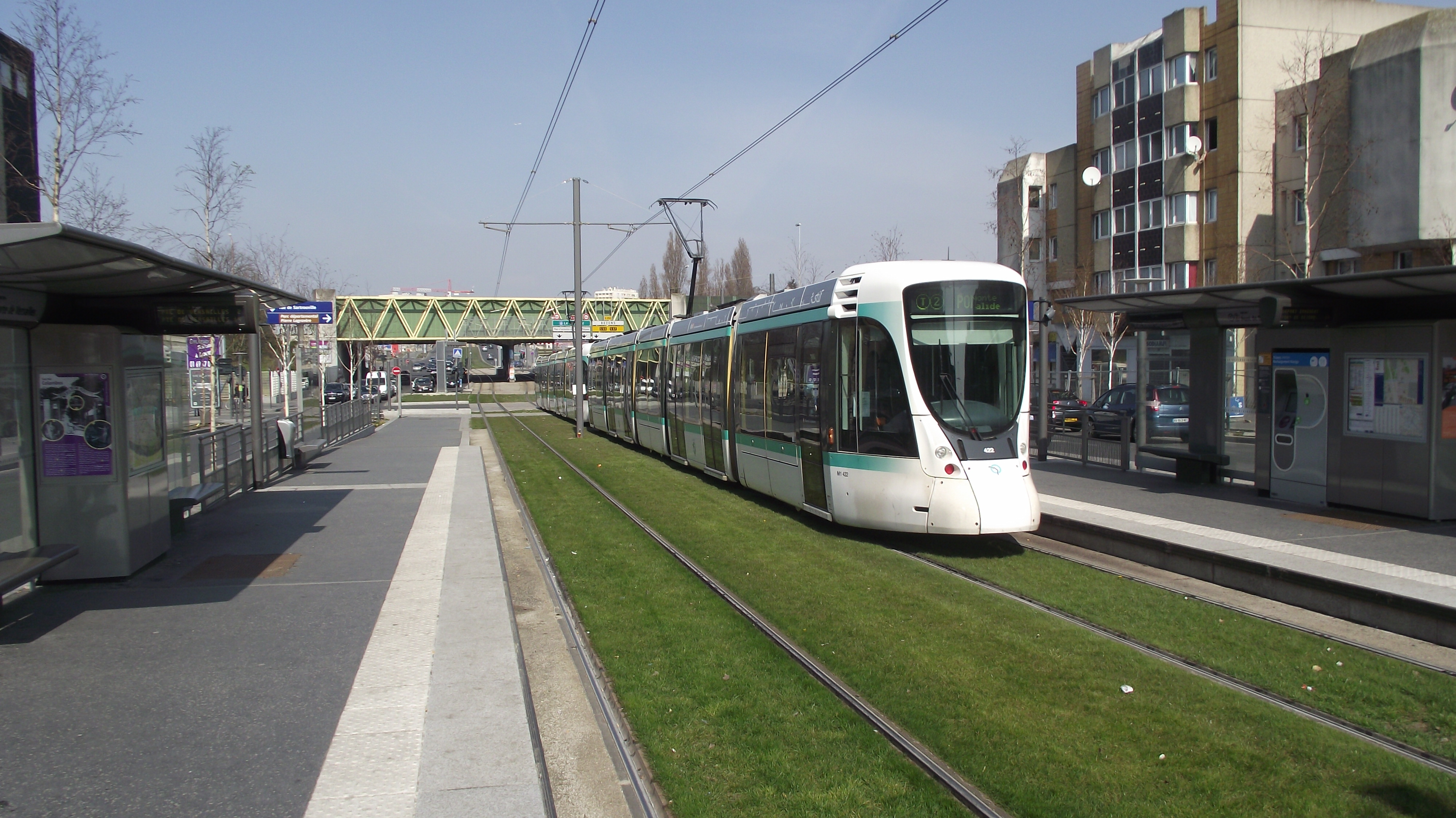
Le prolongement de la ligne à Colombes se connectera à la ligne T2 à la station Parc Pierre Lagravère, mise à 3 voies pour l'occasion. Ici, la station en avril 2013.

Au 31 août 2014, le calendrier prévisionnel est établi comme suit :
- fin 2013 : dossier enquête publique et schéma de principe ;
- 2014 : enquête publique ;
- 2020 : début des travaux ;
- horizon 2024 : mise en service.

Après la première partie du prolongement réalisé en 2019, la ligne T1 sera prolongée d’Asnières-Quatre Routes à Petit-Colombes. Long de moins de six kilomètres, le prolongement desservira dix nouvelles stations,. L'intervalle de passage sera de quatre minutes à l'heure de pointe à la mise en service et de dix minutes aux heures creuses. La vitesse commerciale prévue sera d'environ 18 km/h.
Le prolongement sera parcouru en moins de vingt minutes et nécessitera la livraison d'une quinzaine de rames supplémentaires. Ces dernières seront remisées et entretenues au sein du site de maintenance et de remisage de La Marine à Colombes, construit dans le cadre de l'extension de la ligne T2 au Pont de Bezons. Une bande de terrain a été, pour ce faire, réservée afin de permettre la création de deux voies de remisage pour le T1.
Le trafic prévu sur le prolongement à l'horizon 2020, s'il était mis en service à cette échéance, serait de 80 000 voyageurs par jour. Le coût de l'opération est évalué à 135 millions d'euros, hors matériel roulant et acquisitions foncières,.
La mise en service de ce prolongement est prévue à horizon 2028.
Les stations du tracé retenu sont listées ci-dessous d'ouest en est ; leurs noms sont validés depuis le 15 novembre 2018 :
|  |  |   |  |  | Station               | Lat/Long                    | Zone | Commune  | Correspondances                    |
|  |  | - |  |  | --------------------- | --------------------------- | ---- | -------- | ---------------------------------- |
|  |  | ■ |  |  | Petit-Colombes        | 48° 54′ 49″ N, 2° 13′ 36″ E | 3    | Colombes | (à distance)                       |
|  |  | • |  |  | Parc Pierre Lagravère | 48° 55′ 04″ N, 2° 13′ 28″ E | 3    | Colombes | (T) · (2)                          |
|  |  | • |  |  | Rue de Seine          | 48° 55′ 12″ N, 2° 13′ 40″ E | 3    | Colombes |                                    |
|  |  | • |  |  | Hôpital Louis Mourier | 48° 55′ 20″ N, 2° 13′ 58″ E | 3    | Colombes |                                    |
|  |  | • |  |  | Île Marante           | 48° 55′ 29″ N, 2° 14′ 20″ E | 3    | Colombes |                                    |
|  |  | • |  |  | Stade Yves du Manoir  | 48° 55′ 42″ N, 2° 14′ 53″ E | 3    | Colombes |                                    |
|  |  | • |  |  | Pierre de Coubertin   | 48° 55′ 44″ N, 2° 15′ 16″ E | 3    | Colombes |                                    |
|  |  | • |  |  | Valmy                 | 48° 56′ 01″ N, 2° 15′ 20″ E | 3    | Colombes |                                    |
|  |  | • |  |  | Le Stade-Gare         | 48° 56′ 05″ N, 2° 15′ 45″ E | 3    | Colombes | Transilien · Ligne J du Transilien |
|  |  | • |  |  | Caillebotte           | 48° 55′ 55″ N, 2° 15′ 59″ E | 3    | Colombes |                                    |
|  |  | • |  |  | Champarons            |                             | 3    | Colombes |                                    |

#### Prolongement de Colombes à Rueil-Malmaison

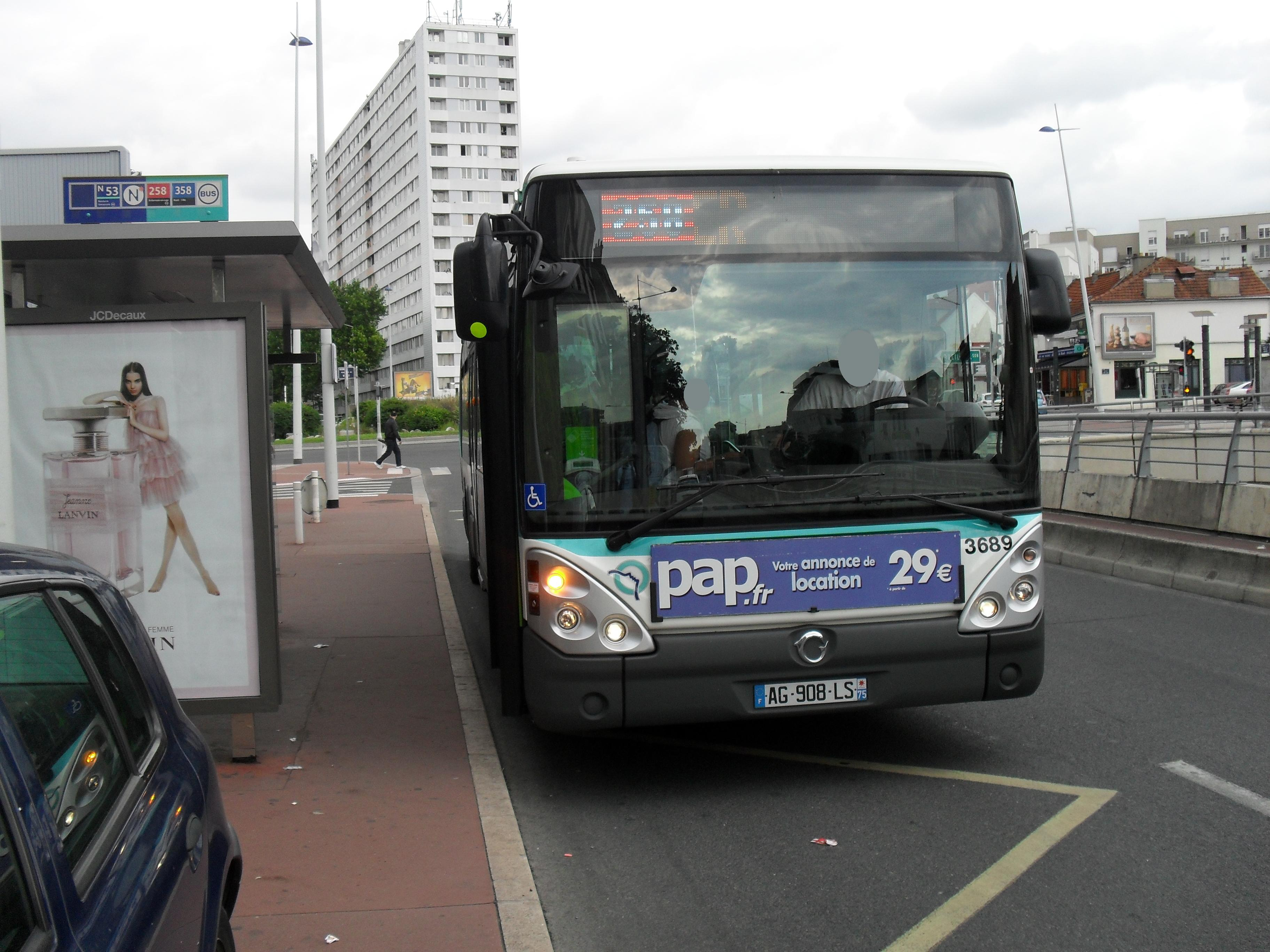
Le prolongement de la ligne à Rueil devrait suivre l'itinéraire de la ligne de bus RATP 258, à partir de la place de la Boule, qu'il remplacera vraisemblablement. Ici, un bus Citelis Line de la ligne à la place de la Boule, en juillet 2010.

Le tronçon entre Colombes-La Marine et Nanterre-La Boule, dont la réalisation est intégrée au projet de l'étape entre Rueil-Malmaison et Nanterre - La Boule, est repoussé à une date non encore fixée. Toutefois une préfiguration avec un bus à haut niveau de service est envisagée.
Quant au tronçon entre Nanterre et Rueil, il devait être en discussion pour la phase 3 (2020-2030) de l'avant-projet du SDRIF de 2006. En janvier 2009, les maires de Nanterre et de Rueil-Malmaison proposent une réalisation anticipée d'un tronçon du T1 reliant leurs deux communes, sans attendre l'achèvement complet de la ligne depuis Saint-Denis. Les maires demandent que ce projet relève du plan de relance du département des Hauts-de-Seine. La ligne desservirait le quartier du Petit-Nanterre (avenue de la République), la gare de Nanterre-Université, la préfecture et la mairie de Nanterre (avenue Joliot-Curie), la place de la Boule, puis suivant l'axe de la route nationale 13 qui serait requalifiée à l'occasion, le centre-ville de Rueil, puis le château de Malmaison. Finalement, le contrat particulier entre la région et le département signé le 19 juin 2009 prévoit le lancement d'études complémentaires relatives à ce tronçon mais, dans un premier temps, dans une configuration bus à haut niveau de service sur les RD 913, 131 et 986, pour un coût estimé à 100 millions d'euros.
Le département des Hauts-de-Seine prévoit la création de 14 stations supplémentaires au-delà de Colombes. Le nom des stations en 2012 correspond à des noms de code, et leur emplacement est projectif et approximatif.
Au 11 décembre 2013, le calendrier prévisionnel est établi comme suit :
- 2014 : Élaboration du DOCP (Dossier d'objectifs et caractéristiques principales) ;
- 2015 : Concertation et études complémentaires ;
- 2016 : Approfondissement des études en vue de l'enquête publique.

L’enquête publique est alors escomptée pour la fin de l'année 2019.
Au 2 décembre 2024, le calendrier prévisionnel est établi comme suit :
- 2017-2018:  Études préalables (Dossier d’Objectifs et des Caractéristiques Principales)
- Du 7 novembre 2016 au 31 janvier 2017 : Concertation préalable
- 2017 à février 2019 : Études préliminaires et concertation continue (Schéma de principe / Dossier d’Enquête d’Utilité Publique)
- Du 18 septembre au 18 octobre 2019 : Enquête publique
- 8 octobre 2020 : Déclaration d’utilité publique
- 2024-2025 : Études complémentaires, d’Avant-Projet et de Projet

En 2024, la date de mise en service est prévue à horizon 2030.
Les stations attendues par le département des Hauts-de-Seine sont, d'ouest en est, les suivantes :
|  |  |   |  |  | Station                     | Lat/Long                    | Zone | Communes                  | Correspondances                                  |
|  |  | - |  |  | --------------------------- | --------------------------- | ---- | ------------------------- | ------------------------------------------------ |
|  |  | ■ |  |  | Château de Malmaison        | 48° 52′ 29″ N, 2° 10′ 04″ E | 3    | Rueil-Malmaison           |                                                  |
|  |  | • |  |  | Bois Préau                  | 48° 52′ 38″ N, 2° 10′ 24″ E | 3    | Rueil-Malmaison           |                                                  |
|  |  | • |  |  | Rueil-Malmaison Mairie      | 48° 52′ 46″ N, 2° 10′ 45″ E | 3    | Rueil-Malmaison           |                                                  |
|  |  | • |  |  | Caserne des Suisses         | 48° 52′ 53″ N, 2° 11′ 05″ E | 3    | Rueil-Malmaison           | envisagé :                                       |
|  |  | • |  |  | Auguste Neveu               | 48° 52′ 57″ N, 2° 11′ 16″ E | 3    | Nanterre, Rueil-Malmaison |                                                  |
|  |  | • |  |  | Sainte-Geneviève            | 48° 53′ 07″ N, 2° 11′ 44″ E | 3    | Nanterre                  |                                                  |
|  |  | • |  |  | Nanterre-La Boule           | 48° 53′ 15″ N, 2° 12′ 03″ E | 3    | Nanterre                  | envisagé :                                       |
|  |  | • |  |  | Nanterre Mairie             | 48° 53′ 28″ N, 2° 12′ 26″ E | 3    | Nanterre                  |                                                  |
|  |  | • |  |  | Les Amandiers               | 48° 53′ 38″ N, 2° 12′ 43″ E | 3    | Nanterre                  |                                                  |
|  |  | • |  |  | Droits de l'homme           | 48° 53′ 47″ N, 2° 12′ 55″ E | 3    | Nanterre                  | existant : (à distance) envisagé :               |
|  |  | • |  |  | Gare de Nanterre-Université | 48° 54′ 05″ N, 2° 12′ 53″ E | 3    | Nanterre                  | (RER) · (A) · Transilien · Ligne L du Transilien |
|  |  | • |  |  | Anatole France              | 48° 54′ 11″ N, 2° 12′ 26″ E | 3    | Nanterre                  |                                                  |
|  |  | • |  |  | Archéologie                 | 48° 54′ 18″ N, 2° 12′ 34″ E | 3    | Nanterre                  |                                                  |
|  |  | • |  |  | Petit Nanterre              | 48° 54′ 32″ N, 2° 12′ 57″ E | 3    | Nanterre                  |                                                  |
|  |  | • |  |  | Max Fourestier              | 48° 54′ 44″ N, 2° 13′ 25″ E | 3    | Nanterre                  |                                                  |

Début 2019, alors que doit débuter prochainement l’enquête publique concernant le prolongement du T1 entre Petit-Colombes et La Malmaison à Rueil, des maires de l'Ouest parisien sollicitent un prolongement ultérieur au-delà de La Malmaison vers Bougival, Louveciennes et Le Port-Marly.
Après l'enquête publique qui s'achève en octobre 2019, le prolongement est déclaré d'utilité publique en octobre 2020.
En 2019, la mise en service de la première phase (de Petit Colombes à Nanterre Mairie) est programmée pour 2027 et la seconde phase (de Nanterre Mairie à Château de Malmaison) pour 2030. Mais en 2024, la mise en service de la première phase (de Petit Colombes à Nanterre Mairie) est programmée pour horizon 2028 et la seconde phase (de Nanterre Mairie à Château de Malmaison) pour horizon 2030.

### Prolongement à l'est jusqu'au Val de Fontenay

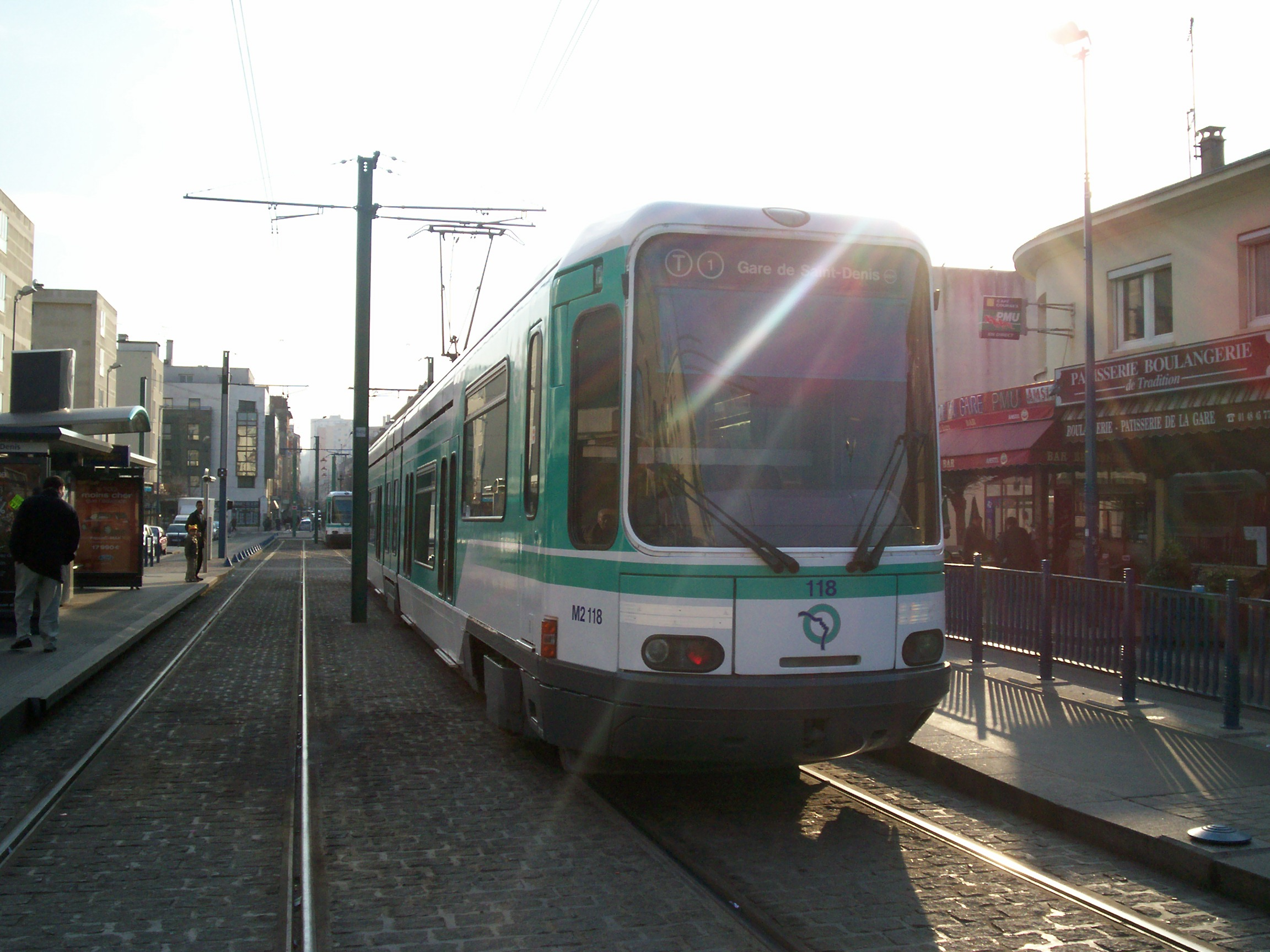
Le prolongement au Val de Fontenay prendra naissance à l'extrémité des infrastructures existantes dans l'arrière-gare de la station Gare de Noisy-le-Sec. Ici, la station avec une rame TFS à quai et une autre dans l'arrière-gare, en mars 2006.

En complément du prolongement à Noisy-le-Sec réalisé en 2003, il est prévu qu'un nouveau prolongement soit à terme réalisé jusqu'à la gare RER du Val de Fontenay. En 2012, il était annoncé que ce prolongement allait être mis en service en 2017,, mais dès 2014, cette date est repoussée de deux années. Long de 7,7 kilomètres, il desservira quinze nouvelles stations situées dans les communes de Noisy-le-Sec, Romainville, Montreuil, Rosny-sous-Bois et de Fontenay-sous-Bois,. Fin 2018, un accord relance le projet de prolongement mais prévoit également un phasage des travaux avec, dans un premier temps, un prolongement jusqu'à Montreuil-Rue de Rosny seulement.

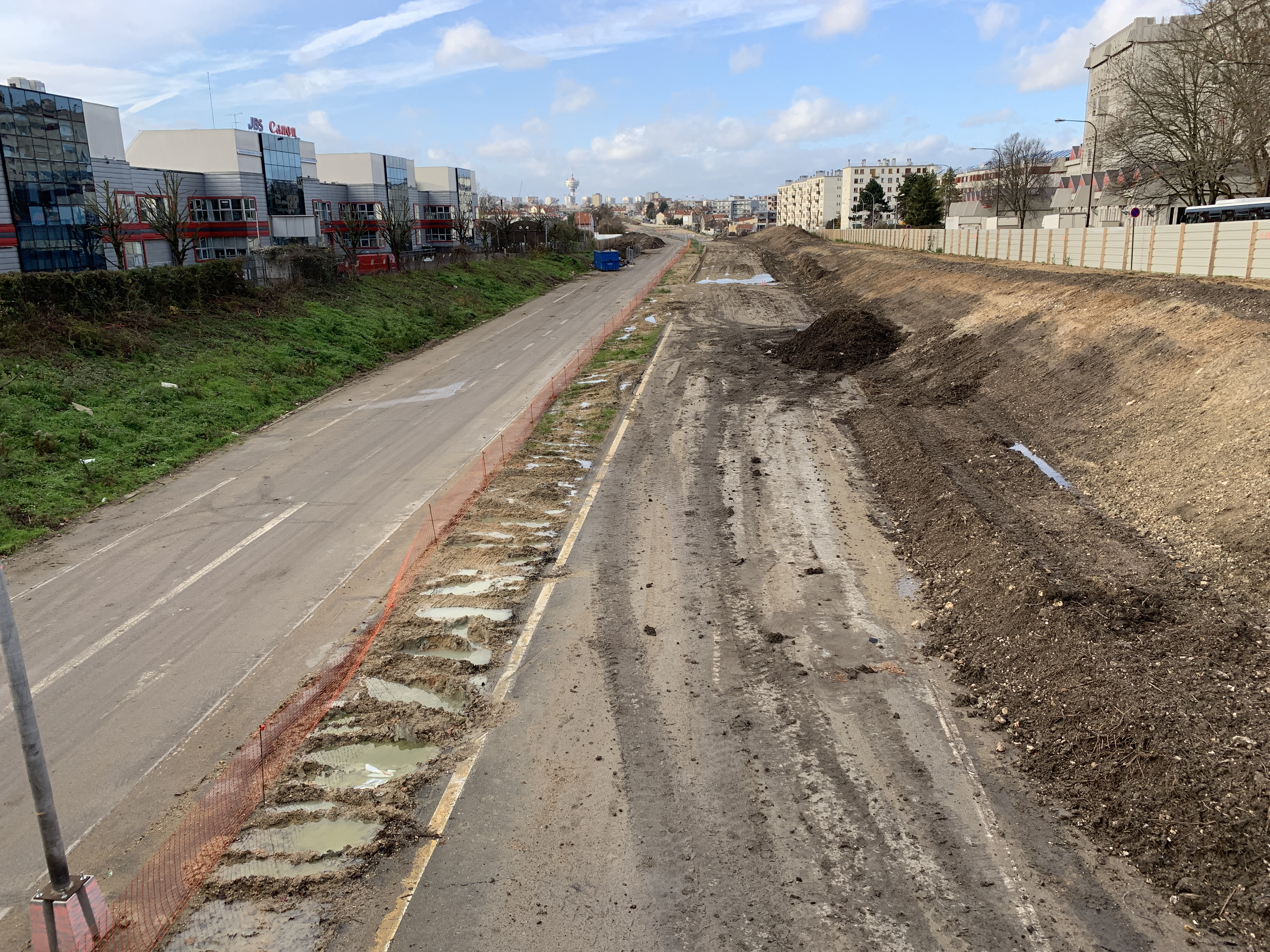
Chantier de préparation d'extension de la ligne sur l'ancienne autoroute A186 au niveau de Montreuil.

À cette occasion, l'actuelle ligne T1 sera amputée du tronçon Bobigny - Pablo Picasso à Gare de Noisy-le-Sec, qui sera rattaché au prolongement afin de constituer une nouvelle ligne de tramway reliant Bobigny - Pablo Picasso à la Gare du Val de Fontenay. D'une longueur totale de 10,7 kilomètres, cette nouvelle ligne desservira au total vingt-et-une stations : les quinze stations issues du prolongement ainsi que les six stations du tronçon Bobigny - Pablo Picasso - Gare de Noisy-le-Sec (Bobigny - Pablo Picasso, Jean Rostand, Auguste Delaune, Pont de Bondy, Petit Noisy et Gare de Noisy-le-Sec) qui seront réaménagées pour l'occasion. La nouvelle ligne sera exploitée à raison d'un tramway toutes les quatre minutes aux heures de pointe et toutes les six minutes aux heures creuses et reliera les deux terminus en environ vingt-cinq minutes. Le prolongement reprend essentiellement le tracé de la ligne de bus 301.

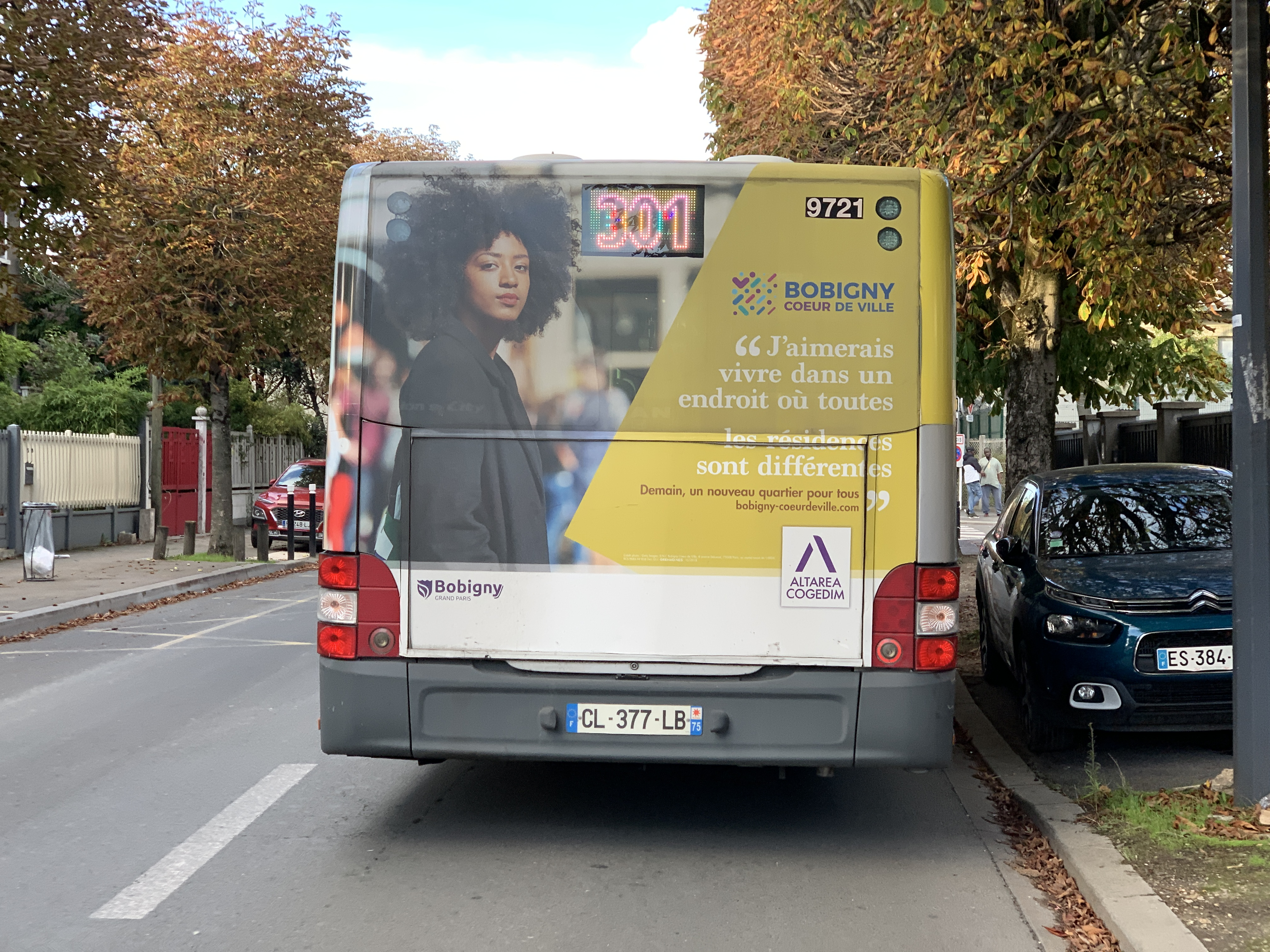
Le prolongement du T1 devrait reprendre une grande partie du tracé de l'actuelle ligne de bus 301 de Bobigny - Pablo Picasso à Val de Fontenay RER.

Elle sera en correspondance avec la ligne E du RER à la gare de Noisy-le-Sec et à celle du Val de Fontenay, avec la ligne A du RER à la gare du Val de Fontenay, avec dix-huit lignes de bus sur l’ensemble du prolongement, avec la ligne 1 du métro de Paris prolongée à Val de Fontenay depuis son terminus actuel Château de Vincennes, avec la ligne 11 du métro de Paris à la station « Romainville - Carnot » à Romainville, avec la ligne 9 du métro de Paris à la future station Aristide Briand (nom de station restant à confirmer), avec la future ligne de T11 à la gare de Noisy-le-Sec, avec la ligne 3 du T Zen à Pont de Bondy et, enfin, avec la future ligne 15 aux stations Bobigny - Pablo Picasso, Pont de Bondy et Val de Fontenay. En 2013, il est estimé que le prolongement complet de Noisy-le-Sec à Val de Fontenay serait fréquenté par 50 000 voyageurs chaque jour et 14,6 millions par an.

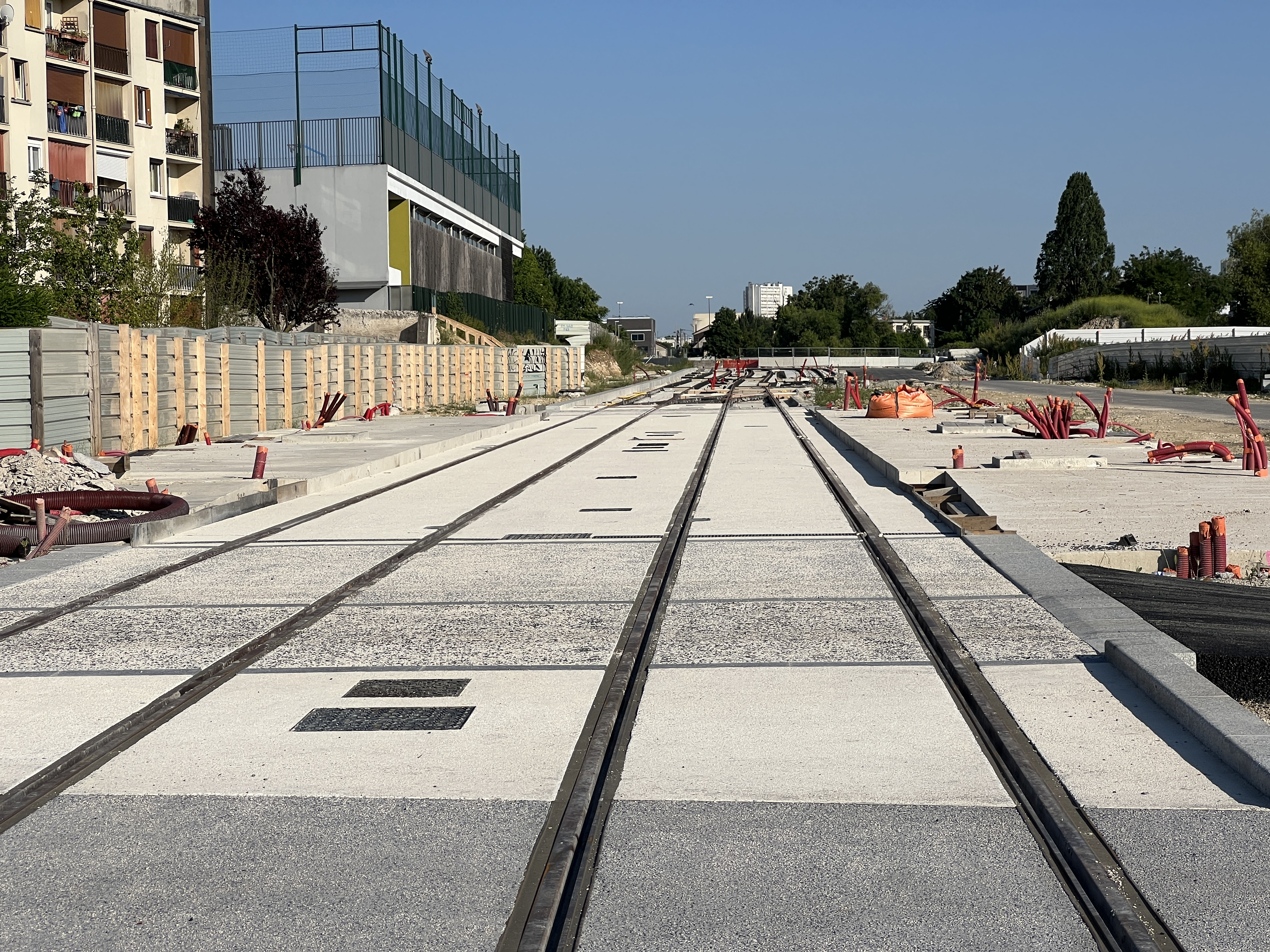
Rails du tramway posés près de la rue de Rosny à Montreuil en juin 2023.

Le futur prolongement à l'est nécessitera l'acquisition de rames supplémentaires. En 2009, le projet de prolongement complet à Val de Fontenay prévoyait l'achat de cinquante nouvelles rames dont quinze pour l'extension, anticipant ainsi le renouvellement du parc initialement programmé en 2022. Compte tenu du retard considérable du projet, la notion d'anticipation ne semble plus appropriée : avec une mise en service d'un premier tronçon entre Noisy-le-Sec et Montreuil-Rue de Rosny qui n'interviendra en 2023 au mieux, le renouvellement complet et l’agrandissement du parc de matériel roulant de la ligne T1 sont décidés. Un appel d'offres pour l'achat de 115 nouvelles rames est lancé par Île-de-France Mobilités en octobre 2018. Le prolongement à Montreuil-Rue de Rosny comprend par ailleurs la construction d'un nouveau site de maintenance et de remisage de matériel roulant dans le quartier des Murs à pêches à Montreuil.

#### Historique

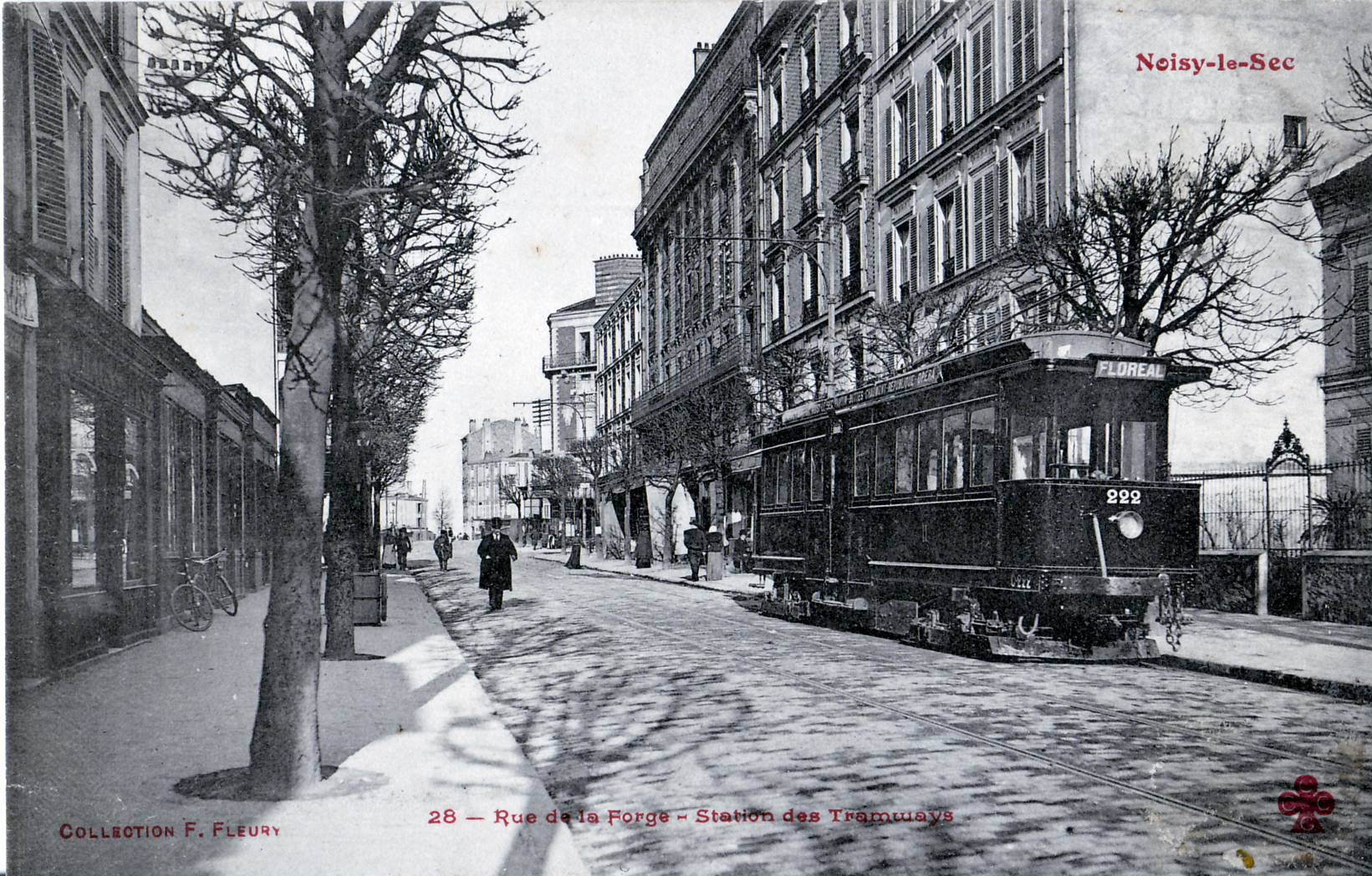
Le prolongement au Val de Fontenay utiliserait l'itinéraire d'une ligne du début du XXe siècle. Ici, un tramway sur la rue Jean-Jaurès à Noisy-le-Sec.

Dans un premier temps, il était prévu de phaser le projet en deux étapes en reliant Noisy-le-Sec à Montreuil, pour un trafic estimé à 28 000 personnes par jour et un investissement d'environ 205 millions d'euros pour 5,2 km. La ligne aurait été prolongée dans un second temps vers Val de Fontenay.
Après une première concertation en 2001, le schéma de principe de l'extension jusqu'à Montreuil-Murs à pêches a été validé par le conseil d'administration du STIF en octobre 2002. Mais l'opposition à cette extension devient un des enjeux de la campagne électorale de l'équipe de l'opposition sortante lors de l'élection municipale de Noisy-le-Sec de janvier 2003, faisant suite à l'annulation par le conseil d'État du résultat des élections de 2001. Menée par Nicole Rivoire (UDF), l'opposition remporte le scrutin de 2003 et réussit à faire arrêter le projet. La nouvelle équipe municipale conteste le passage du tram dans le centre-ville, dans un sens par le boulevard Michelet et dans l'autre par la rue Jean-Jaurès.
En 2005, une nouvelle concertation est réalisée sous l'égide du STIF pour tenter de faire avancer le projet, mais en l'absence d'accord sur le tracé, le dossier reste une nouvelle fois bloqué. La municipalité de Nicole Rivoire dit alors que « le tramway n'est décidément pas le bienvenu à Noisy-le-Sec ». Aucun accord n'ayant été trouvé avant la fin 2006, les crédits de 140 millions d'euros alloués par l'État dans le cadre du contrat de plan État-région 2000-2006 sont perdus.
En 2008, le changement de majorité à Noisy-le-Sec permet au STIF de relancer le dossier, avec l'organisation d'une troisième concertation. Cette nouvelle phase de concertation préalable est organisée du 3 novembre au 30 décembre 2008, sous l'égide de Michel Gaillard, garant nommé par la Commission nationale du débat public. Le dossier présenté est, cette fois, un prolongement en une seule étape jusqu'à Val de Fontenay.
Trois tracés possibles pour la traversée de Noisy-le-Sec sont alors proposés au public :
- le tracé « Jaurès » fait passer la ligne dans l'axe central de la ville, soit en site propre dans le sens sud-nord et partagé avec les voitures dans le sens nord - sud, soit avec une « piétonnisation » partielle ménageant l'accès automobile des riverains, aux véhicules de livraison ou de service. La longueur de ce tracé est de 2 km pour un coût de 75 millions d'euros ;
- le tracé « dissocié Jaurès - Michelet » par lequel la ligne emprunte la rue Jean-Jaurès dans le sens nord - sud, et sa parallèle, le boulevard Michelet, dans le sens sud - nord, comme la ligne de bus 105 le faisait. Le tracé était de 2,2 km pour un coût de 80 millions d'euros ;
- le tracé « ouest » contournant le centre-ville, en desservant la zone d'activité située à l'ouest de celui-ci, ainsi que la base de loisirs de la Corniche des forts, moyennant un tracé de 2,4 km et un coût de 115 millions d'euros, mais une circulation plus rapide[98].

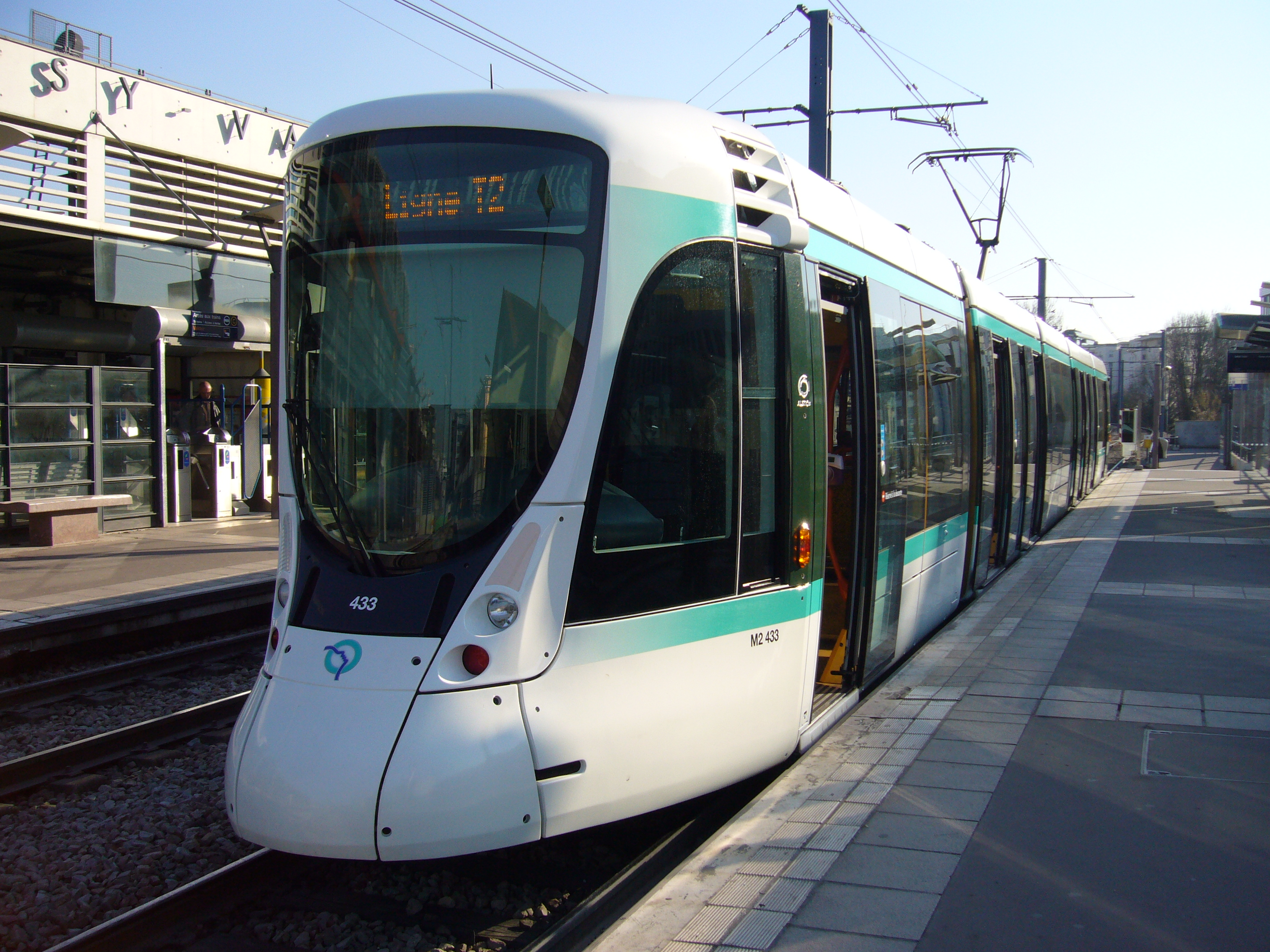
Une rame Citadis de la ligne T2 à la station Issy - Val de Seine, en mars 2009.

Cette concertation a permis de constater la persistance des inquiétudes qui avaient bloqué le précédent projet (vibrations et bruit du tramway, difficultés de circulation automobile et notamment d'accès aux commerces, problèmes de stationnement, absence de piste cyclable, inquiétudes devant l'arrivée de voyageurs venant des cités des communes voisines), mais également un apaisement des esprits. Toutefois, la concertation n'a pas permis de privilégier clairement l'un des tracés, ce qui a amené le maire à déclarer « très solennellement, je ne me prononcerai pas » à la clôture des débats. La municipalité a toutefois indiqué qu'elle exigerait un « projet de qualité », impliquant un réaménagement de la gare de Noisy-le-Sec, jugée obsolète et trop petite pour assumer le trafic du RER, du T11 et du tramway, ainsi qu'un remplacement des rames TFS par des rames neuves. Ces dernières devront être capables de gravir la rampe menant de Noisy-le-Sec à la place Carnot de Romainville. Dans ce contexte, le coût du projet pourrait atteindre 550 millions d'euros, voire plus si une solution d'alimentation par le sol était retenue dans la traversée de certains secteurs de Noisy-le-Sec, comme certains le demandent, pour relier Noisy à Fontenay (8 km environ). Le coût de ce projet amène certains à s'interroger sur sa pertinence, mais le STIF semble disposé à le soutenir. Serge Méry, vice-président du STIF et de la région (1998-2010) a ainsi déclaré « c'est cher, mais c'est la poursuite d'une ligne de rocade, qui va de plus permettre de retravailler la ville. Et on aura largement plus de 40 000 passagers ».
Le 8 juillet 2009, le STIF annonce que la concertation publique a permis de retenir le tracé « Jaurès »,. Toutefois, le 12 décembre 2010, un nouveau rebondissement compromet une nouvelle fois la réalisation du prolongement. En effet, à la suite de dissensions internes au sein des élus de gauche à Noisy-le-Sec, une élection municipale anticipée est organisée afin d'élire un nouveau conseil municipal. C'est Laurent Rivoire (Nouveau Centre), fils de Nicole Rivoire, maire qui s'était opposé au tracé central, qui est élu maire. Il s'oppose à son tour au tracé du tramway en centre-ville par la rue Jean-Jaurès, préférant une desserte des quartiers ouest de la ville. Ce revirement sème la discorde au sein des élus locaux du département, en particulier ceux des communes voisines concernées qui attendent le tramway depuis plus de dix ans, et craignent de voir le STIF et la région abandonner le projet, en particulier avec la multiplication des projets de grande envergure, comme Arc Express ou le métro du Grand Paris, qui risquent de mobiliser les financements disponibles.
Le 13 décembre 2012, le STIF annonce la tenue de l'enquête publique sur le prolongement début 2013, avec une ouverture toujours prévue en 2017, quinze nouvelles stations, un temps de parcours d'environ trente-cinq minutes, et une estimation de trafic de 50 000 voyageurs par jour. Le coût des travaux est dorénavant estimé à 528 millions d'euros, dont 78 pour l'achat des nouvelles rames nécessaires à sa desserte.
À la suite de l'enquête publique sur le prolongement, qui s'est tenue du 17 juin au 31 juillet 2013,, la déclaration d'utilité publique du prolongement a été signée par les deux préfets le 17 février 2014. Le maire de Noisy-le-Sec annonce immédiatement qu'il en demanderait l'annulation devant le Tribunal administratif.
La date de la mise en service du prolongement est repoussée à l'horizon 2019 d'après un communiqué du STIF du 1er octobre 2014.

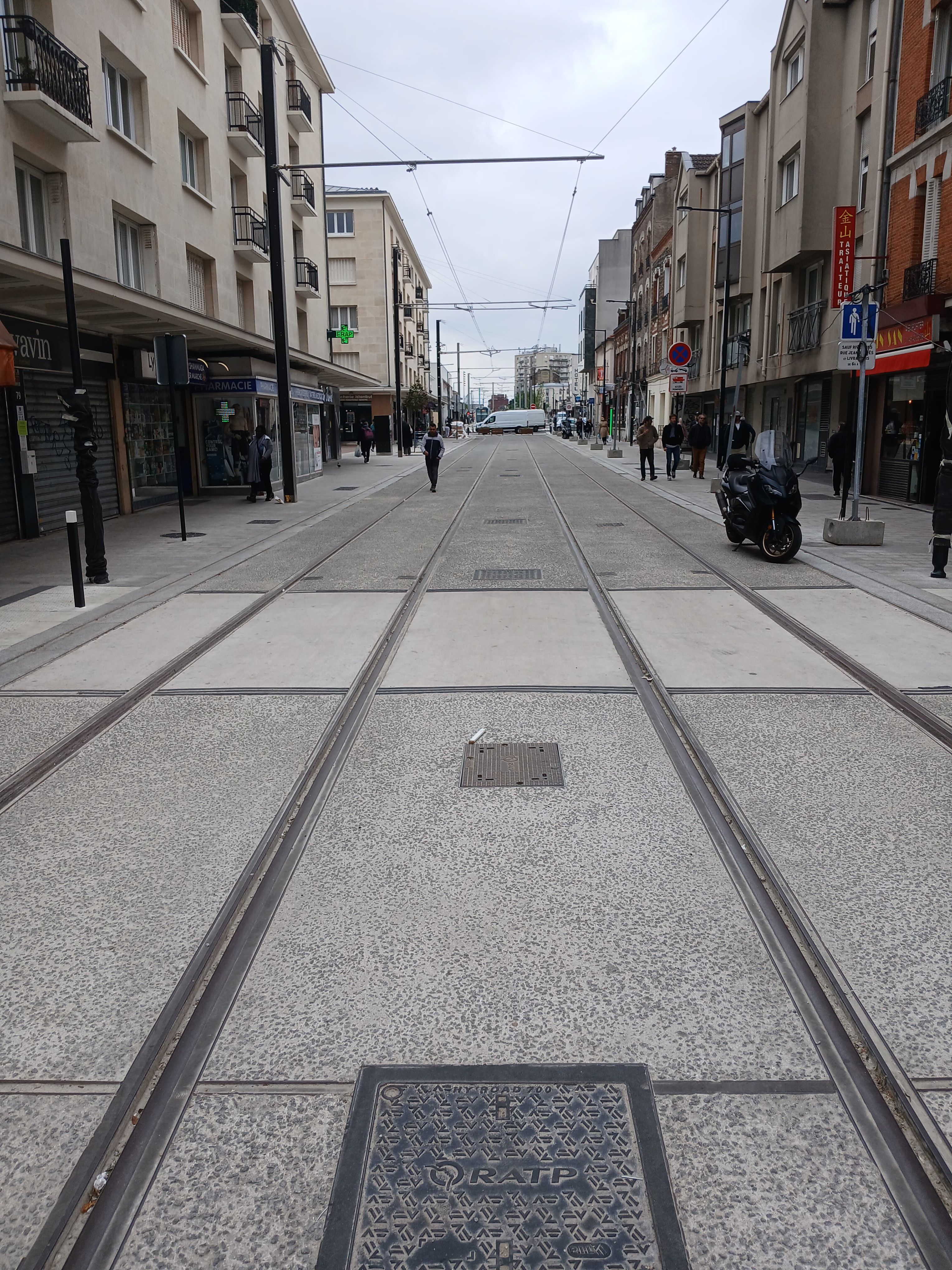
État du prolongement rue Jean Jaurès à Noisy-le-Sec en mai 2025.

Le 12 décembre 2018, un protocole de financement est adopté par Île-de-France Mobilités pour un montant de 350 millions d'euros : l’État apportera 92 millions d'euros, la Région 175 millions, le département de la Seine-Saint-Denis 30 millions et celui du Val-de-Marne 3 millions ; en outre, la Seine-Saint-Denis a décidé d’ajouter 50 millions, comme avance sur les investissements à venir. Cependant, seul le financement jusqu'à la station Rue de Rosny à Montreuil a été acté ; il faudra un nouvel accord pour que le tramway puisse être prolongé jusqu'à Val de Fontenay, dans un second temps. À titre comparatif, en 2012, le coût du prolongement complet de Noisy-le-Sec à Val de Fontenay était estimé à 528 millions d'euros, dont 78 pour l'achat des nouvelles rames nécessaires à sa desserte.
Les travaux de la première phase jusqu'à Montreuil devraient débuter à l'été 2019. Les premiers travaux comprendront entre autres la transformation d'un tronçon fermé de l'A186 à Montreuil en « avenue paysagère », la démolition d'une bretelle de l'A186 entre Montreuil et Romainville, le déménagement de familles sédentarisées de gens du voyage, notamment dans le secteur des Murs-à-Pêches à Montreuil, ainsi que la suppression de 200 places de parking à Noisy-le-Sec. La mise en service du prolongement se fera en 2 étapes. Une première étape à Montreuil est attendue en 2027 et la deuxième à Val-de-Fontenay sera opérationnelle en 2029.

#### Stations desservies par la ligne nouvelle
Les stations desservies par la ligne nouvelle sont listées ci-dessous du nord au sud. On retrouve en italique, les stations déjà existantes, issues du T1 actuel et formant le futur deuxième arc, :
|  |   |  | Station                  | Lat/Long                    | Zone | Communes                                       | Correspondances         |
|  | - |  | ------------------------ | --------------------------- | ---- | ---------------------------------------------- | ----------------------- |
|  | • |  | Gare de Noisy-le-Sec     | 48° 53′ 45″ N, 2° 27′ 37″ E | 3    | Noisy-le-Sec                                   | existant : envisagé :   |
|  | • |  | Saint Jean               | 48° 53′ 35″ N, 2° 27′ 24″ E | 3    | Noisy-le-Sec                                   |                         |
|  | • |  | Jeanne-d'Arc Médiathèque | 48° 53′ 24″ N, 2° 27′ 10″ E | 3    | Noisy-le-Sec                                   |                         |
|  | • |  | Rue Louise Rue Hélène    | 48° 53′ 18″ N, 2° 27′ 02″ E | 3    | Noisy-le-Sec                                   |                         |
|  | • |  | Carrefour de la Vierge   | 48° 53′ 12″ N, 2° 26′ 55″ E | 3    | Noisy-le-Sec, Romainville                      |                         |
|  | • |  | Romainville - Carnot     | 48° 53′ 02″ N, 2° 26′ 27″ E | 3    | Romainville                                    | (M) · (11)              |
|  | • |  | Collège Gustave Courbet  | 48° 52′ 42″ N, 2° 26′ 29″ E | 3    | Romainville                                    |                         |
|  | • |  | Libre Pensée             | 48° 52′ 33″ N, 2° 26′ 34″ E | 3    | Romainville                                    |                         |
|  | • |  | Route de Romainville     | 48° 52′ 20″ N, 2° 26′ 51″ E | 3    | Montreuil                                      |                         |
|  | • |  | Aristide Briand          | 48° 52′ 14″ N, 2° 27′ 06″ E | 3    | Montreuil                                      | envisagé :              |
|  | • |  | Rue de Rosny             | 48° 52′ 01″ N, 2° 27′ 28″ E | 3    | Montreuil                                      |                         |
|  | • |  | Théophile Sueur          | 48° 51′ 48″ N, 2° 27′ 49″ E | 3    | Montreuil                                      | envisagé : (à distance) |
|  | • |  | Côte du Nord             | 48° 51′ 44″ N, 2° 28′ 26″ E | 3    | Montreuil                                      |                         |
|  | • |  | Victor Hugo              | 48° 51′ 42″ N, 2° 28′ 56″ E | 3    | Montreuil, Rosny-sous-Bois, Fontenay-sous-Bois |                         |
|  | • |  | Faidherbe                | 48° 51′ 39″ N, 2° 29′ 18″ E | 3    | Rosny-sous-Bois, Fontenay-sous-Bois            |                         |
|  | ■ |  | Gare du Val de Fontenay  | 48° 51′ 18″ N, 2° 29′ 25″ E | 3    | Fontenay-sous-Bois                             | existant : envisagé :   |

Les noms des stations issues du prolongement (comprises entre Saint-Jean et Gare du Val de Fontenay inclus, ne sont pas définitifs. Leurs coordonnées et leurs zones sont approximatives.

### Découpage de la ligne en tronçons indépendants

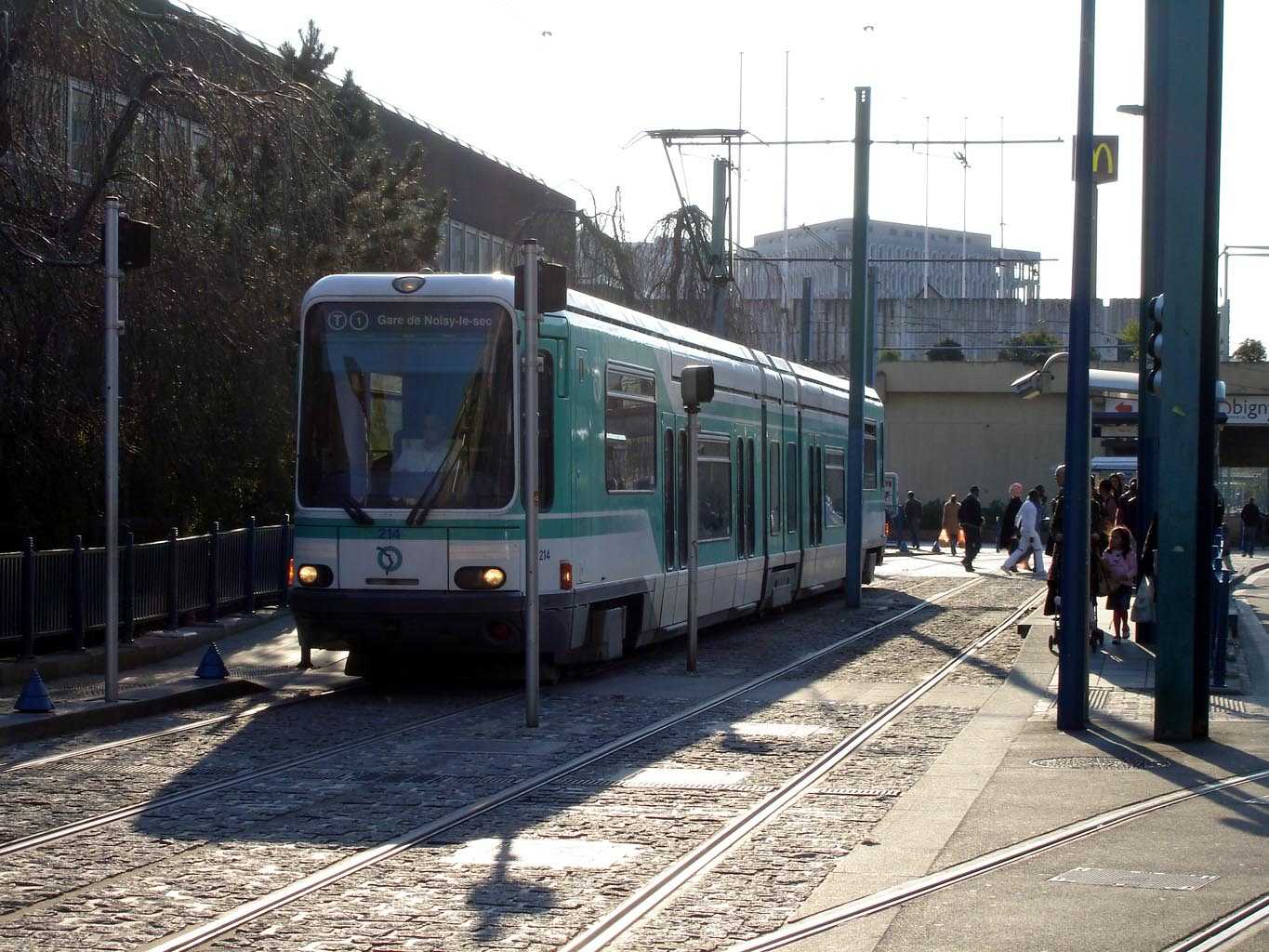
La rame TFS no 214 à la station Bobigny - Pablo Picasso, en avril 2007.

Compte tenu des prolongements de la ligne existante, précédemment présentés, vers l'est et l'ouest,. Une étude menée en 2010 par la RATP a permis de justifier la nécessité d'exploiter la ligne entre Val de Fontenay et Les Courtilles en deux arcs, à l'instar de la ligne T3 :
- 1er arc : de Les Courtilles à Bobigny – Pablo Picasso, d'une longueur d'environ 14 kilomètres. Il correspond à l'actuelle ligne T1 sans le tronçon Bobigny - Noisy-le-Sec mis en service en 2003 ;
- 2e arc : de Bobigny – Pablo Picasso à Val de Fontenay, d'une longueur de 11 kilomètres[76].

Le STIF confirme l'exploitation de la ligne en deux tronçons lors de son conseil du 13 décembre 2012. Un complément de cette étude d'exploitation est en cours pour analyser l'exploitation du prolongement à Colombes. Les premiers résultats démontreraient la pertinence d'un 3e arc, entre Les Courtilles et Petit-Colombes, d’environ 6 kilomètres. Ce lieu de correspondance serait compatible avec un nouveau prolongement vers Rueil-Malmaison. Lors des travaux du prolongement du T1 aux Quatre-Routes, le double terminus des Courtilles est construit en prévision de ce troisième arc. Il comprend deux quais suffisamment long pour accueillir deux rames l'une derrière l'autre et permettre le retournement des tramways des deux tronçons indépendants. Celui-ci sera cependant utilisé comme double terminus uniquement à l'ouverture du prolongement jusqu'à Petit-Colombes. Entre 2019 et l'inauguration de cette extension, le double terminus est simplement traversé par les tramways du T1 actuel.

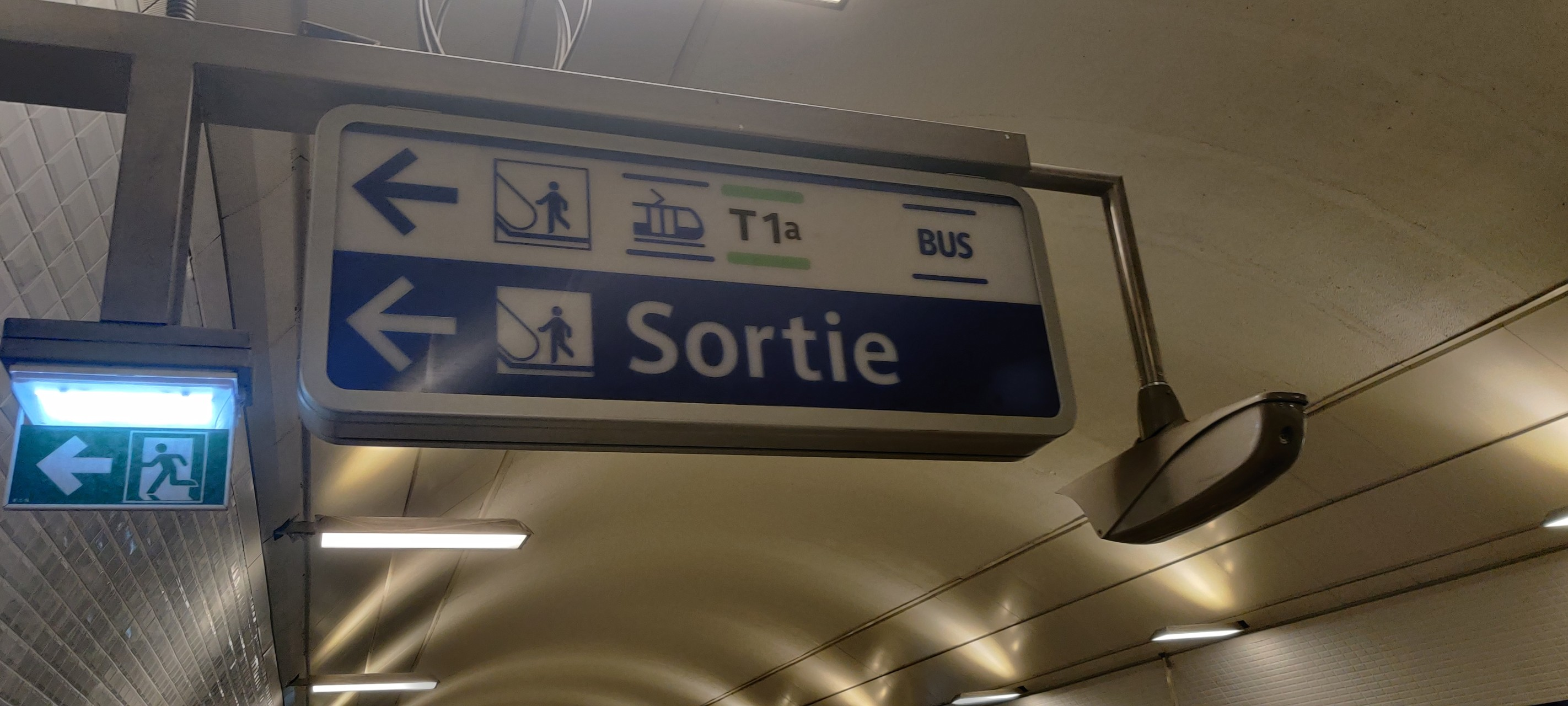
Pancarte indiquant les correspondances, à la station Romainville - Carnot.

Des panneaux directionnels installés à la station de métro Romainville - Carnot, inaugurée en juin 2024 et en future correspondance avec le T1, révèlent que le tronçon de Bobigny – Pablo Picasso à Val de Fontenay sera renommé T1a. Les dénominations T1a et T1b sont confirmées par France 3 Île-de-France en décembre 2024.

## Autour de la ligne 1

### Tourisme

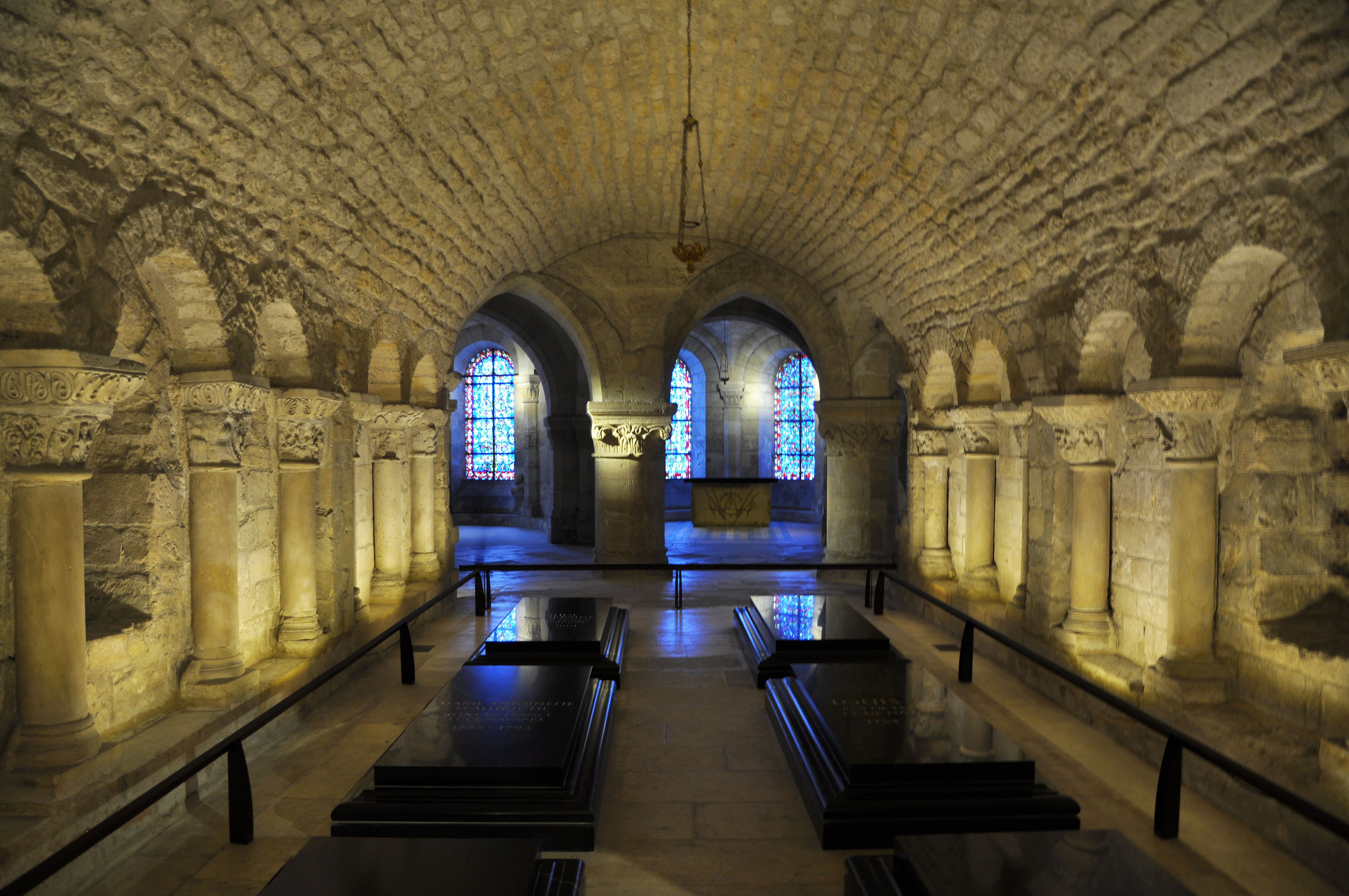
Vue de la crypte de la basilique Saint-Denis.

Chef-d’œuvre de l'architecture gothique, la basilique Saint-Denis est à proximité de la station éponyme. Des œuvres de l'architecte Oscar Niemeyer sont visibles aux stations Libération (Bourse départementale du travail de la Seine-Saint-Denis) et Basilique de Saint-Denis (ancien siège de L'Humanité). Fondé comme hôpital franco-musulman, l'hôpital Avicenne arbore un porche néo-mauresque visible des voies du tramway. Le cimetière de Saint-Denis abrite des tombes remarquables (Auguste Delaune, Pierre Degeyter...).
Parmi les lieux de culture, on peut citer à Saint-Denis le théâtre Gérard-Philipe à la station du même nom, à proximité également de l'église Saint-Denys-de-l'Estrée, conçue par Eugène Viollet-le-Duc. La mémoire de la Shoah se retrouve en plusieurs endroits du parcours du tramway avec la proximité de la cité de la Muette et la gare de Bobigny (station Normandie-Niemen), ainsi que le monument de Shelomo Selinger (place du 8-Mai-1945 à La Courneuve, station La Courneuve - 8 Mai 1945).
De grands espaces verts se retrouvent sur la ligne : parc des Chanteraines à la station du même nom à Villeneuve-la-Grenne), parc Georges-Valbon à distance de la station La Courneuve - Six Routes.

### Bilan socio-économique
En novembre 2003, le Conseil général des ponts et chaussées (CGPC) rend un avis sur le bilan de la ligne Saint-Denis - Bobigny. Celui-ci est établi en mars 1999 par la RATP au titre de la loi d'orientation des transports intérieurs (LOTI) qui prévoit l'évaluation a posteriori pour la collectivité des grandes infrastructures de transports en France.
Dans son avis, le CGPC estime le bilan positif quant à la fréquentation, l'augmentation du trafic étant largement supérieure à celle constatée sur l'ensemble du réseau francilien sur la même période. Cette augmentation est particulièrement significative aux heures creuses, marquant une hausse de la mobilité grâce à la simplicité d'accès du tramway, qui génère toutefois un taux de fraude élevé faute de contrôle suffisant. En revanche, l'impact du tramway sur l'aménagement urbain et le développement local ne répond pas aux espérances du département et de l'État, hormis la requalification considérée comme réussie de la route nationale 186. De la même manière, l'impact du tramway sur les prix du foncier et de l'immobilier et sur les activités économiques n'est pas perceptible. Malgré un coût financier plus lourd que prévu pour la collectivité, le Conseil estime positif le bilan de la ligne.
Dans un rapport sur les transports ferroviaires régionaux en Île-de-France de novembre 2010, la Cour des comptes estime, quant à elle, le bilan de la ligne en demi-teinte. Si le trafic a connu une progression spectaculaire, avec une fréquentation multipliée par 2,5 par rapport aux trois anciennes lignes de bus du parcours et supérieure à celle prévue par le schéma de principe de 1983, la vitesse commerciale en revanche n'atteint que 17 km/h, au lieu des 19 km/h prévus par le schéma. L'intervalle minimal constaté est de cinq minutes au lieu des quatre minutes prévues, situation qui découle, selon la RATP, des difficultés de gestion de la priorité aux feux des carrefours, relevant de trois gestionnaires différents. Ces inconvénients réduisent la rentabilité socio-économique du projet. Le report du trafic automobile vers le tramway est évalué à 3,7 % au lieu des 6 % prévus initialement, le report des piétons vers le tramway étant plus notable, avec 7,3 %. Le coût de la réalisation a atteint 139,2 millions d'euros (valeur 1985), dont 102,2 millions pour l'infrastructure et 37 millions pour le matériel roulant, soit un dépassement de 46 % par rapport au schéma de principe, et de 25,3 % par rapport à l'avant-projet.

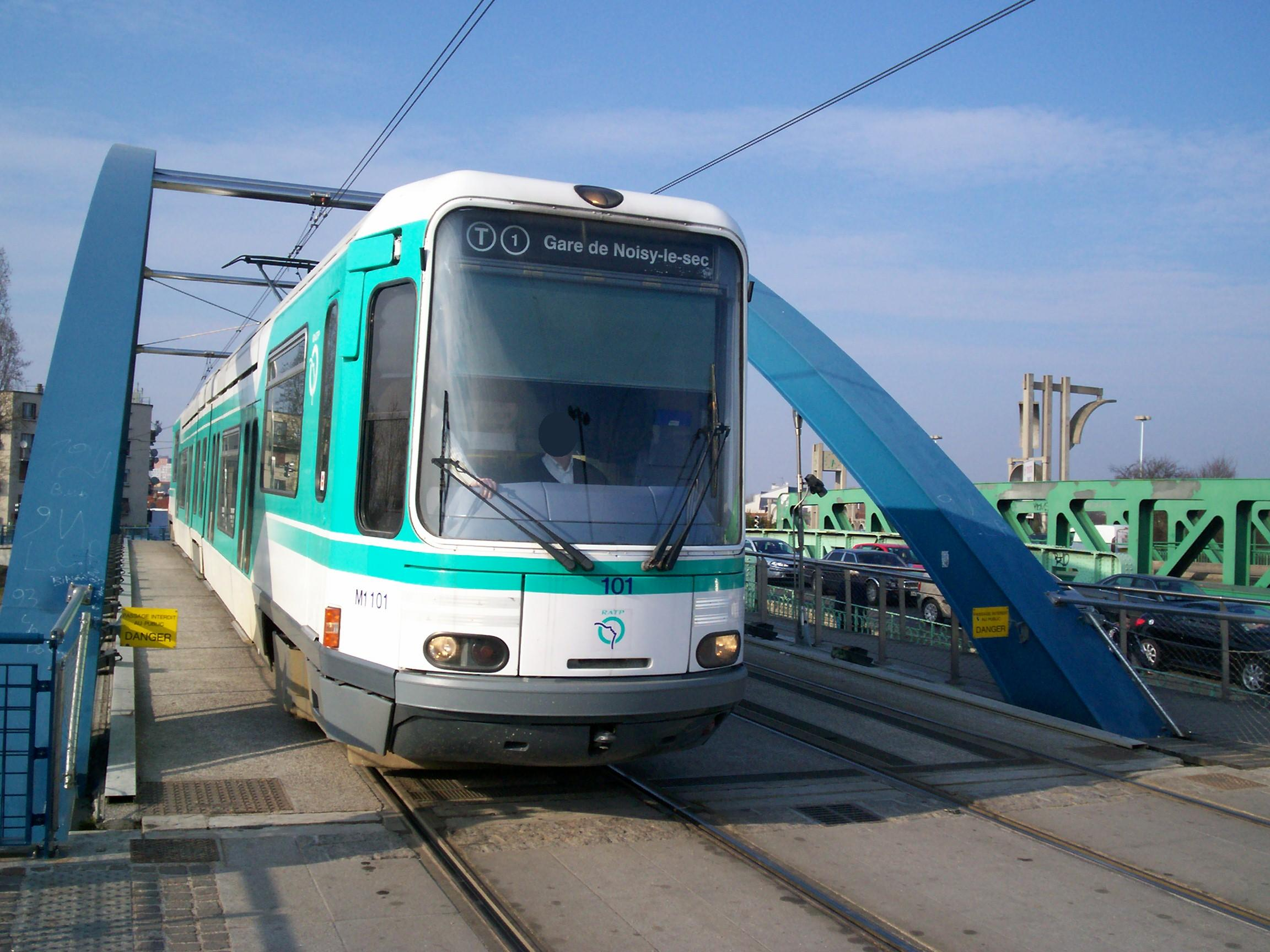
La rame TFS no 101 à l'entrée de la station Pont de Bondy, en mars 2006.

Mais la Cour souligne que ces montants n'incluent pas le coût des déviations de réseaux, soit 13 millions d'euros (1985), ni les travaux d'aménagement sous maîtrise d'ouvrage du département, s'élevant à 20,1 millions d'euros (valeur 1985), surestimant ainsi artificiellement la rentabilité du projet. En février 2007, le conseil d'administration de la RATP approuve le marché de remplacement de la plate-forme du tramway, d'un montant de 23,7 millions d'euros HT, dont le coût supplémentaire, n'incluant pas le service de bus de substitution mis en place durant quatre périodes estivales, est la conséquence d'une erreur de conception initiale.

### Environnement sonore
En 2012, une étude acoustique commandée par le conseil général de Seine-Saint-Denis met en évidence plusieurs points :
- La mise en service du tramway entre Bobigny et Noisy-le-Sec a eu pour effet une baisse significative du niveau sonore en façade des habitations des rues fréquentées par le tramway (de 1 à 3 dB(A))[120] ;
- Le changement de matériel envisagé, couplé à une augmentation de l'offre, ne changera pas significativement l'environnement sonore des rues fréquentées par le tramway sur le même tronçon (écart inférieur à 2 dB(A))[121] ;
- Le prolongement envisagé de Noisy-le-Sec à Val de Fontenay n'engendrera pas de variation significative du niveau sonore en façade des habitations des rues fréquentées par le tramway, le trafic routier étant prépondérant[122] ;
- Le niveau sonore en façade des habitations de rues parallèles au tramway peut parfois augmenter par report du trafic routier[122].

### Culture
Le film Les Passagers de Jean-Claude Guiguet avec Bruno Putzulu, Stéphane Rideau, Fabienne Babe, Véronique Silver et Philippe Garziano, utilise cette ligne de tramway comme leitmotiv. La ligne est également citée par Grand Corps Malade dans la chanson Saint-Denis de son premier album, Midi 20. Elle inspire le chanteur Thomas Pitiot pour son album Le Tramway du bonheur. Elle est aperçue fugitivement dans le clip Donna de la chanteuse Wallen. À la station Hôtel de Ville de La Courneuve, le pochoiriste Guaté Mao réalise en 2019 une œuvre représentant le tramway sur les murs d'un supermarché longeant les voies du tramway.

### Humour
Le 1er avril 1982, avec la coopération de la chaîne TF1, la RATP annonce (de manière humoristique) l'ouverture d'une ligne de tramway dans Paris. La rame censée desservir cette ligne est en réalité une rame de 1907. Pour compenser ce manque de modernité, Michel Chevalet décide de montrer des croquis et une photo du prototype du tramway Alsthom TFS 1. Il évoque déjà une exploitation potentielle à Nantes (ouverture en 1985) ou encore à Grenoble (ouverture en 1987). À côté de lui, Philippe Essig, directeur général de la RATP de 1982 à 1985, évoque quant à lui le projet, en cours d'étude, d'une ligne qui reliera Bobigny à Saint-Denis. Plus fantaisiste pour le francilien d'aujourd'hui, il évoquera un projet plus vaste d'un prolongement jusqu'à Nanterre / La Défense, et même à l'Est, vers Fontenay-sous-Bois, Choisy-le-Roi et La Croix de Berny ; à terme, il parle d'une ligne circulaire qui ferait le tour de la banlieue parisienne en tramway.